# Französische Artillerie im Ersten Weltkrieg

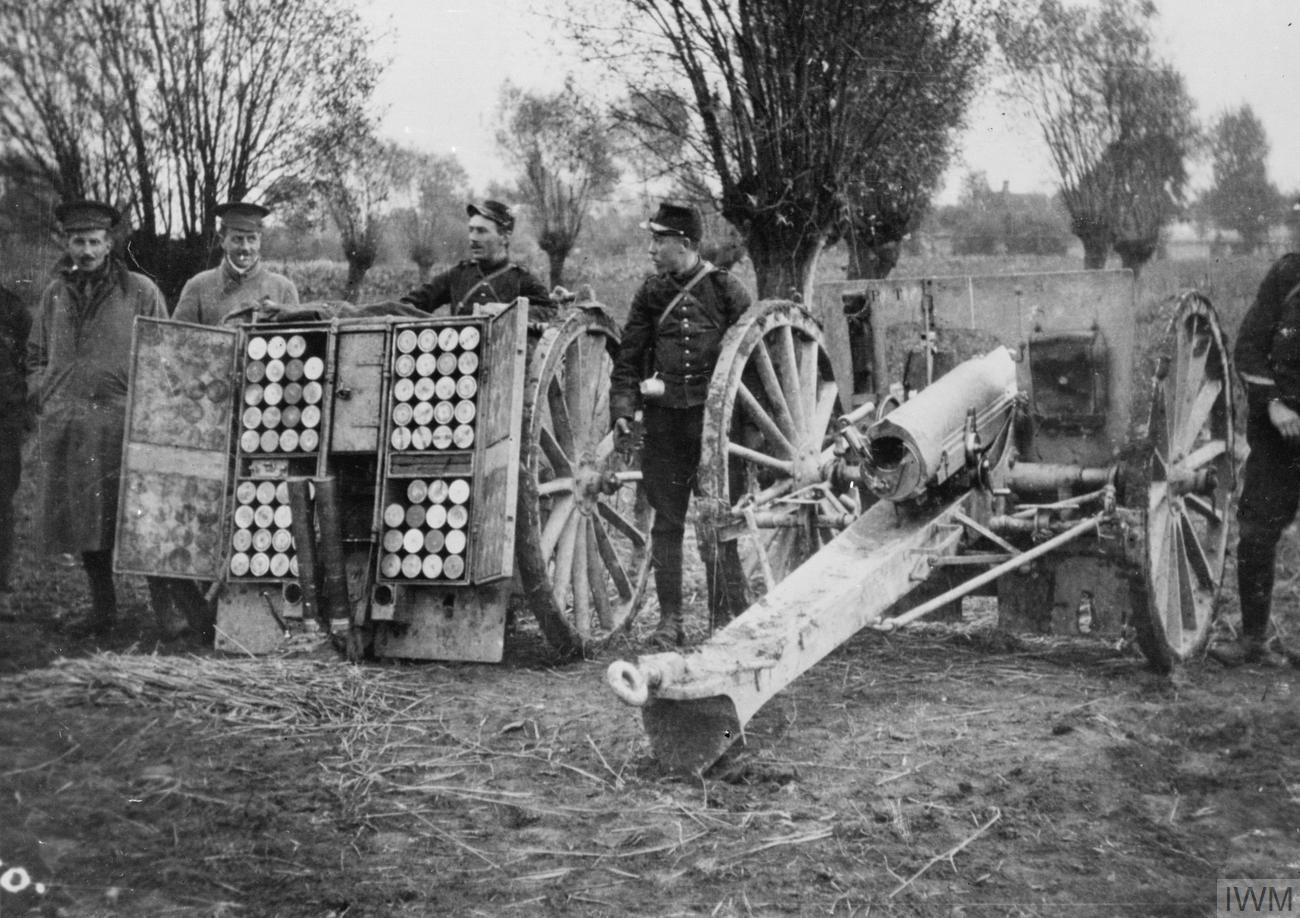
Eine Canon de 75 mm modèle 1897 mit dem Munitionswagen. Französische Artilleristen und schottische Offiziere während der Schlacht bei Armentières am 21. Oktober 1914.

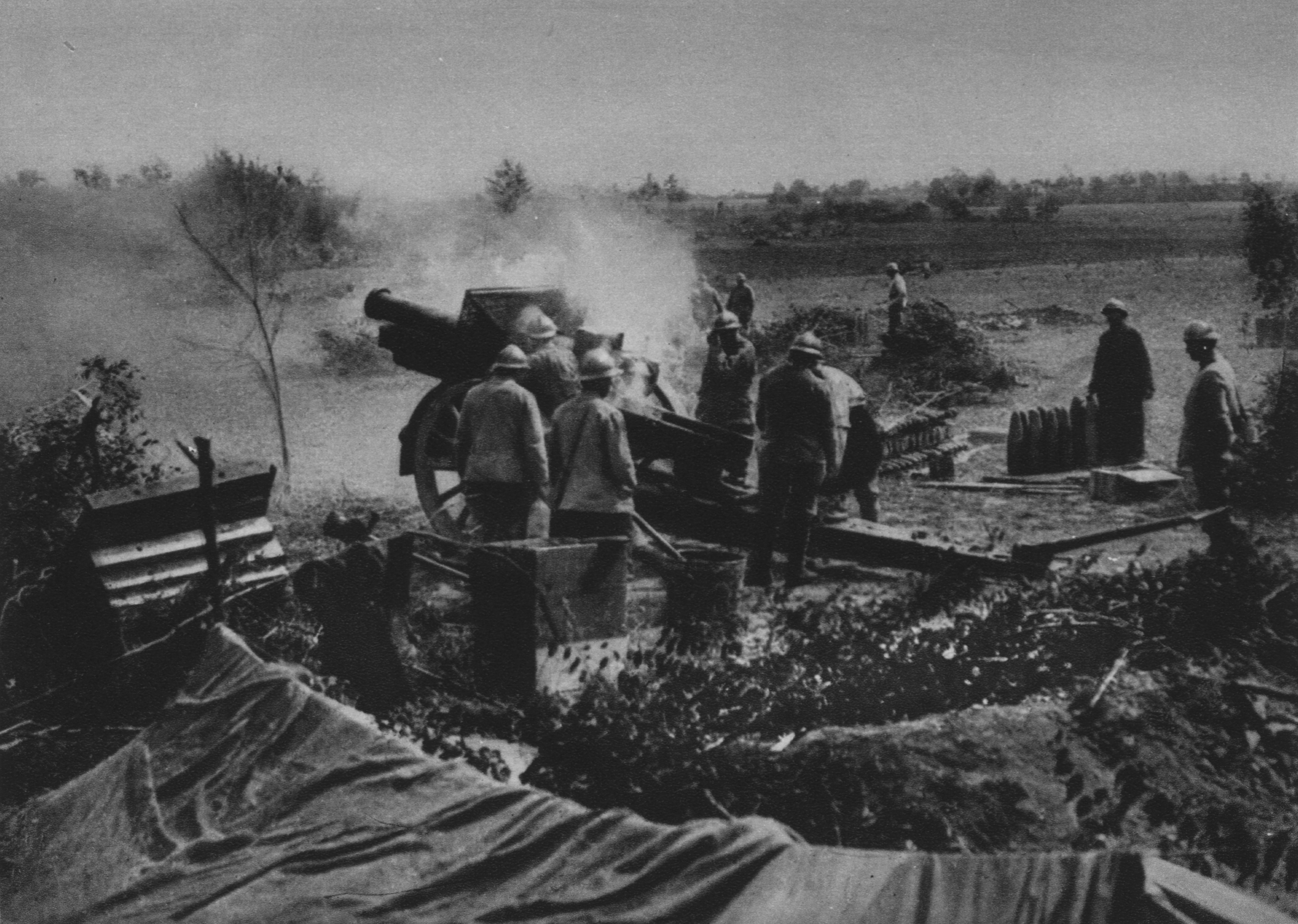
Die Feldartillerie war nicht in der Lage, die rückwärtigen Stellungen zu bekämpfen. Die Franzosen legten sich daher moderne schwere Geschütze zu. Bei Kriegsende verfügten sie über 1500 bis 2000 Geschütze vom Modell Canon de 155 C modèle 1917 S, hier am 3. September 1918 im Einsatz bei Champien.

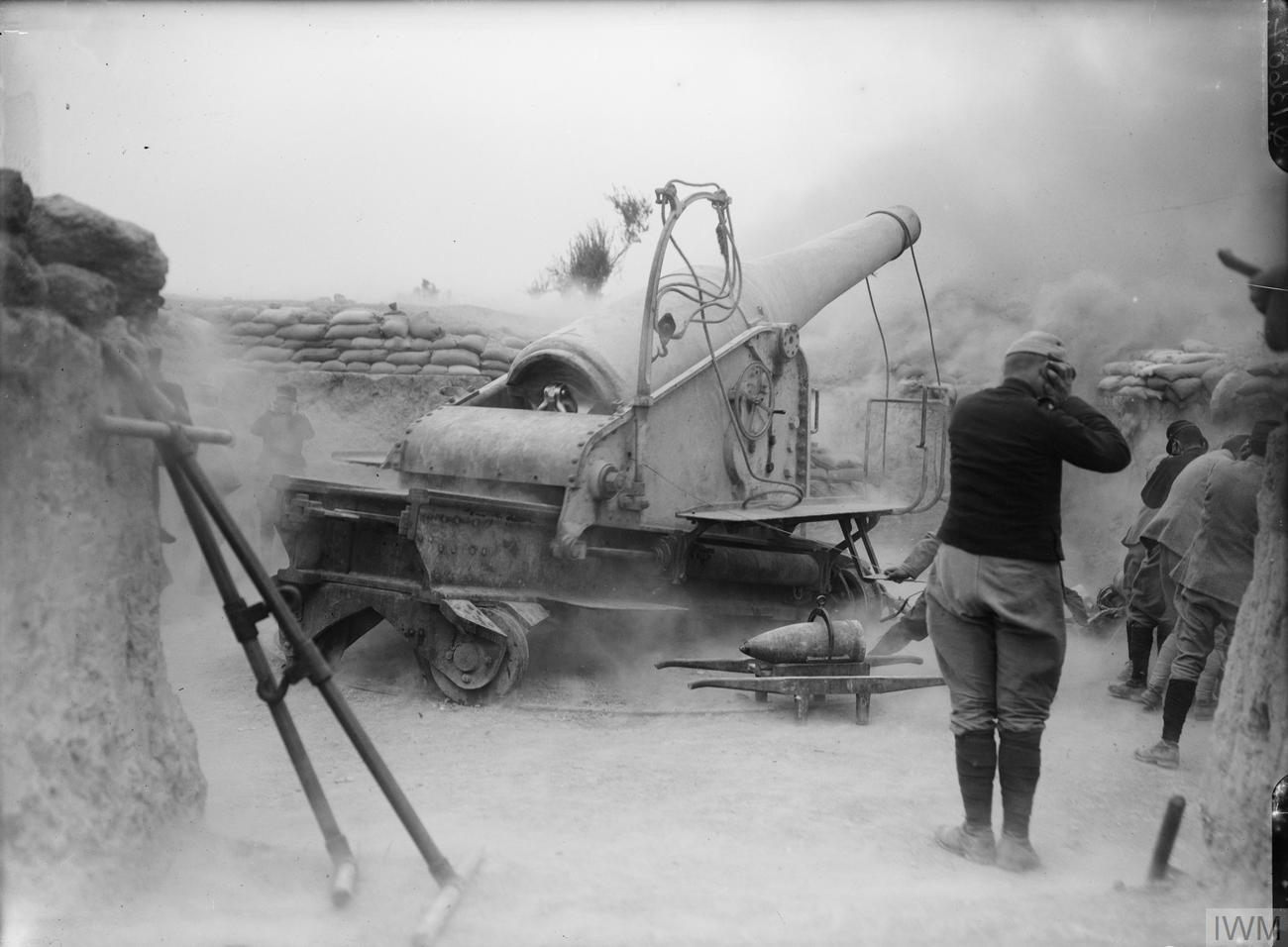
Eine französische 24-cm-Kanone G modèle 1876, montiert auf einer Mittelpivotlafette im Jahre 1915 auf der Halbinsel Gallipoli. Vier dieser Kanonen waren während der Schlacht von Gallipoli eingesetzt, um das asiatische Ufer zu beschießen. Sie wurden im Januar 1916 unbrauchbar gemacht und aufgegeben. Sie befinden sich heute noch in desolatem Zustand in ihren ehemaligen Stellungen auf Kap Helles.

Die französische Artillerie im Ersten Weltkrieg spielte während dieses Konflikts eine tragende Rolle im französischen Heer. Wenn sie auch zu Beginn hauptsächlich mit leichtem Geschützmaterial zur Unterstützung der Infanterie ausgestattet war, so zwangen die Erstarrung der Front und der Übergang in den Stellungskrieg diese Waffengattung zu einer Wandlung und zur Übernahme einer führenden Rolle.
Stärke und Feuerkraft der Geschütze nahmen beträchtlich zu, das Kaliber der Kanonen wurde immer größer, während sich die Doktrin der Aufgabe den neuen Bedingungen des Kampfes anpasste: es ging jetzt auch um massive Vorbereitungen über mehrere Tage, permanentes Störfeuer, Sperrfeuer, Feuerzusammenfassung usw.
Es wurde daher die Entwicklung Hochleistungsartillerie notwendig, aber auch von Grabenartillerie, Flugabwehrartillerie, chemischer Artillerie, Spezialartillerie zum Einbau in Tanks, Panzerabwehrartillerie und zuletzt motorgetriebenen Selbstfahrlafetten.
Die französische Artillerie feuerte während des Krieges ungefähr dreihundert Millionen Granaten ab. Eine solche Entwicklung hatte einen beträchtlichen industriellen Aufwand erfordert.

## Situation bei Kriegsbeginn
Zu Beginn des Krieges galt die Artillerie als Hilfstruppe der Infanterie und unterstützte sie durch ihr Feuer. Die Infanterie galt als die „Königin des Schlachtfeldes“, außer im Falle einer Belagerung einer Festung. Die Bewaffnung, die Organisation und die Doktrin des Einsatzes der französischen Artillerie waren durch diese Prinzipien bestimmt, sie war daher im Wesentlichen nur eine leichte und bewegliche Artillerie.
Trotz dieser Quasi-Unterordnung unter die Infanterie verfügte die Artillerie über hohes Ansehen. Sie war, zusammen mit den Pionieren, die Waffe mit den höchsten Ausbildungsansprüchen. 1913 konnten 70 % der Offiziere ein Diplom der École polytechnique vorweisen, dazu kam gegebenenfalls eine Spezialisierung auf der “École d’application de l’artillerie et du génie” in Fontainebleau.
Die Uniform war traditionell dunkelblau mit scharlachroten Streifen an der langen Hose und der Reithose für die berittenen Artilleristen. Die Ausrüstung unterschied sich leicht zwischen den Mannschaften der Fußartillerie und der berittenen Artillerie. Erstere lehnte sich mehr an die Infanterie, letztere mehr an die Kavallerie an. Als Kopfbedeckung wurde generell ein Képi getragen. Lediglich die 11. und 12. Batterie des 13. RAC (Régiment d’artillerie de campagne – 13. Feldartillerieregiment) sowie das 25. und 32. RAC trugen zu Versuchszwecken einen Helm à la Bourguignotte modèle 1901, der aber im Oktober 1914 wieder verschwand.
Die persönliche Bewaffnung bestand für die Offiziere, Unteroffiziere und berittenen Mannschaften aus einem Säbel „Modèle 1822/1899“ und einem Revolver modèle 1892 8 mm. Alle anderen führten das Mousqueton d’artillerie modèle 1892 Berthier mit dem Säbelbajonett.

### Geschützmaterial
Die Geschütze wurden nach Kaliber in Klassen eingeteilt. Dabei wurde die Feldartillerie in Millimetern und die Küstenartillerie in Zentimetern gemessen.

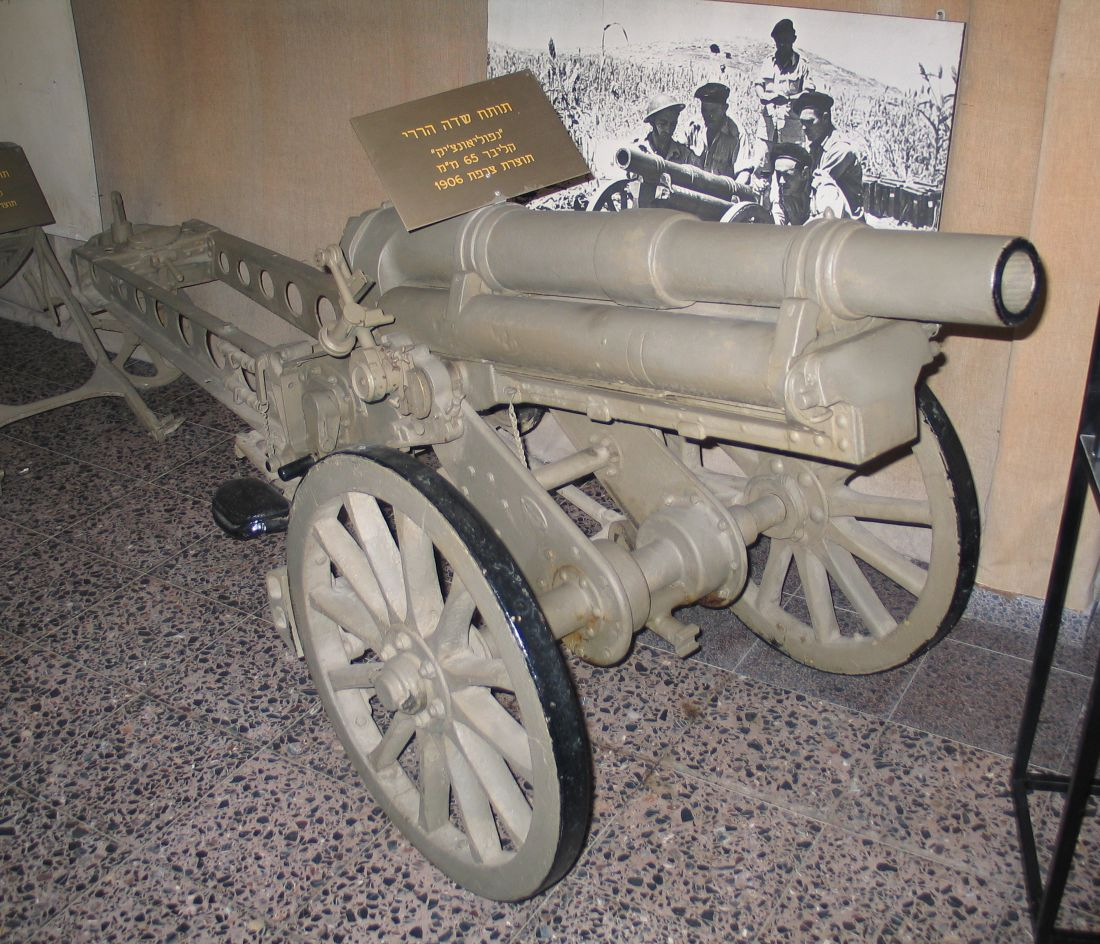
Canon de 65 mm de montagne modèle 1906
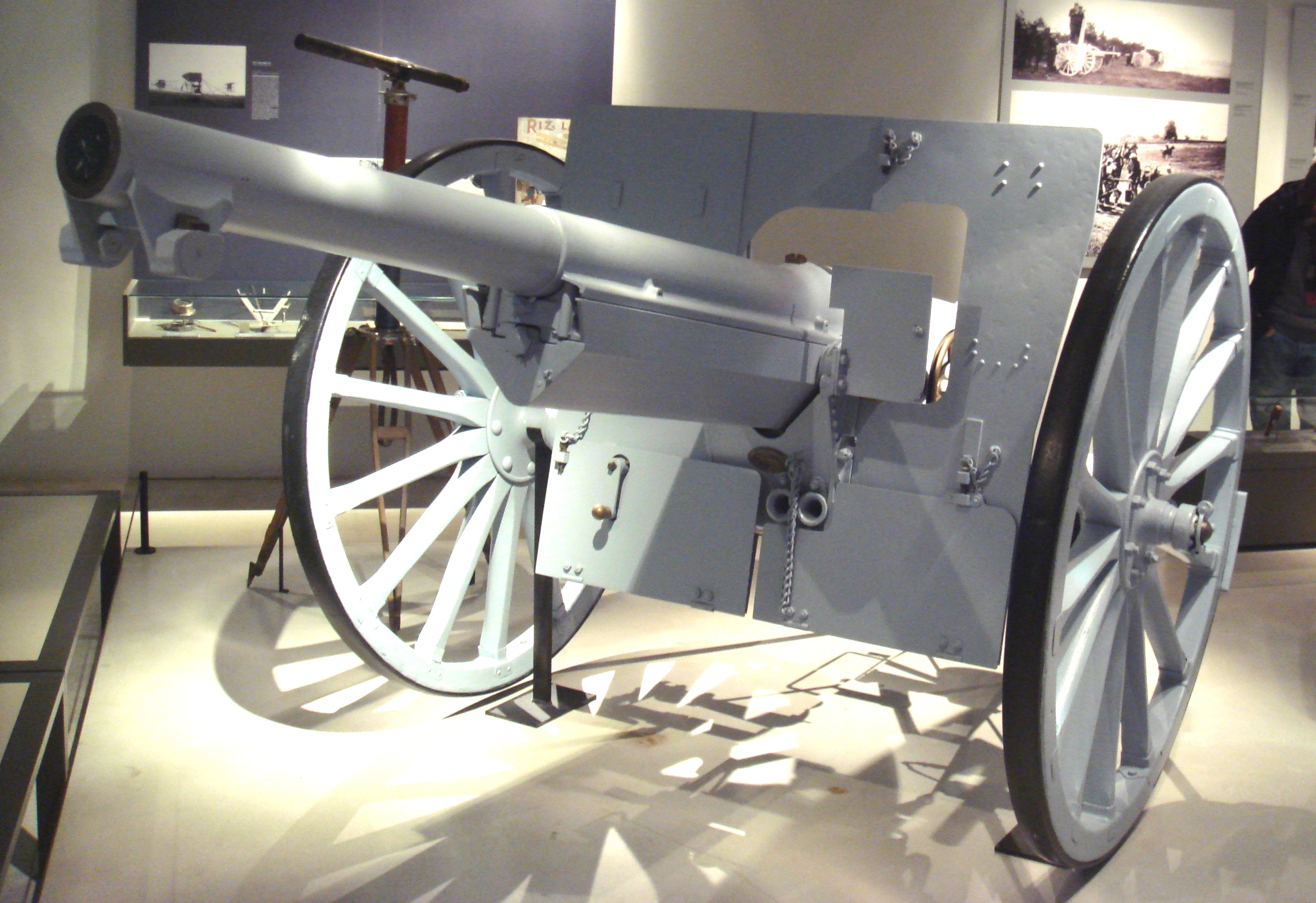
Canon de 75 mm modèle 1897
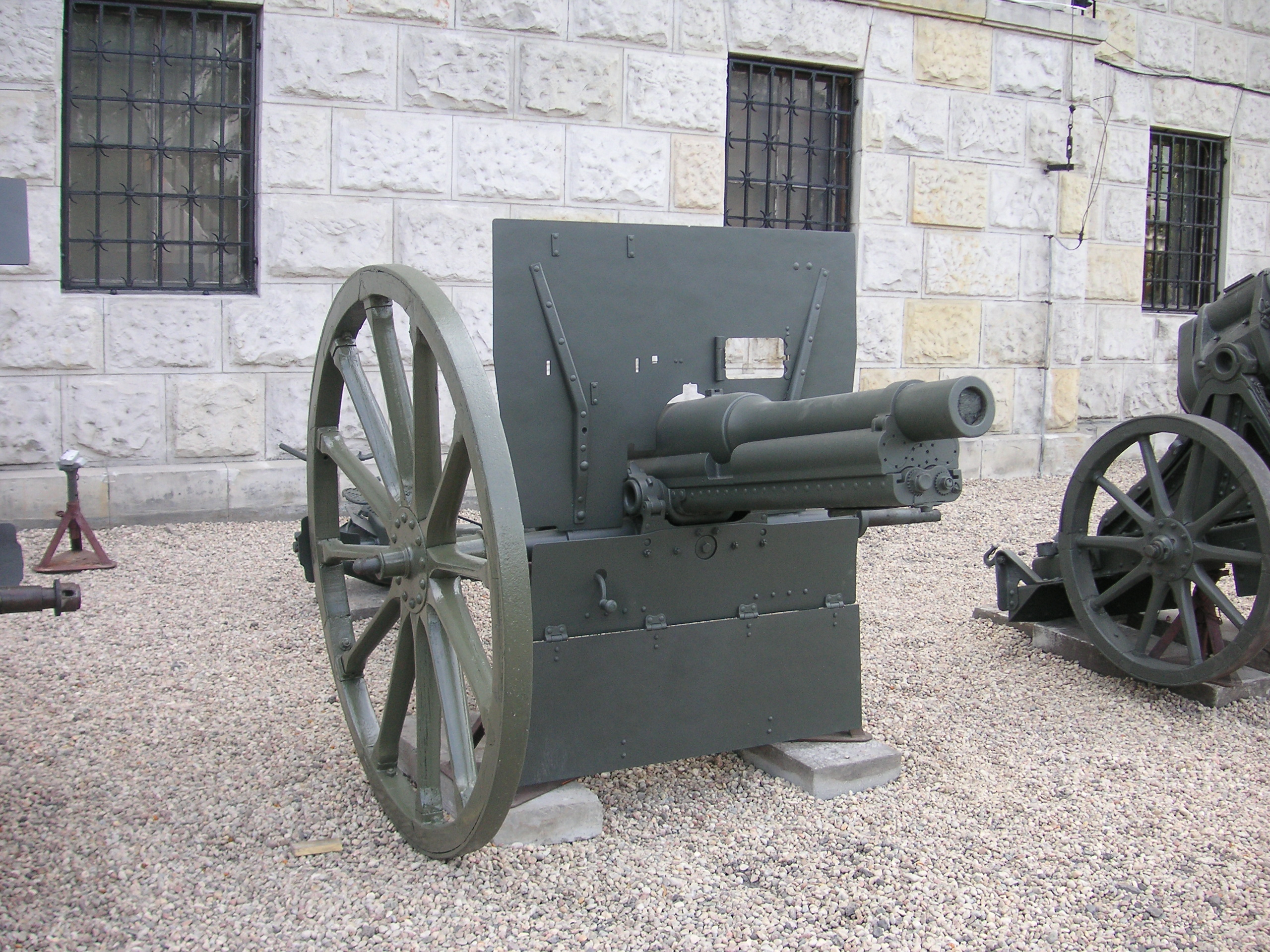
Canon de 75 mm modèle 1912 Schneider
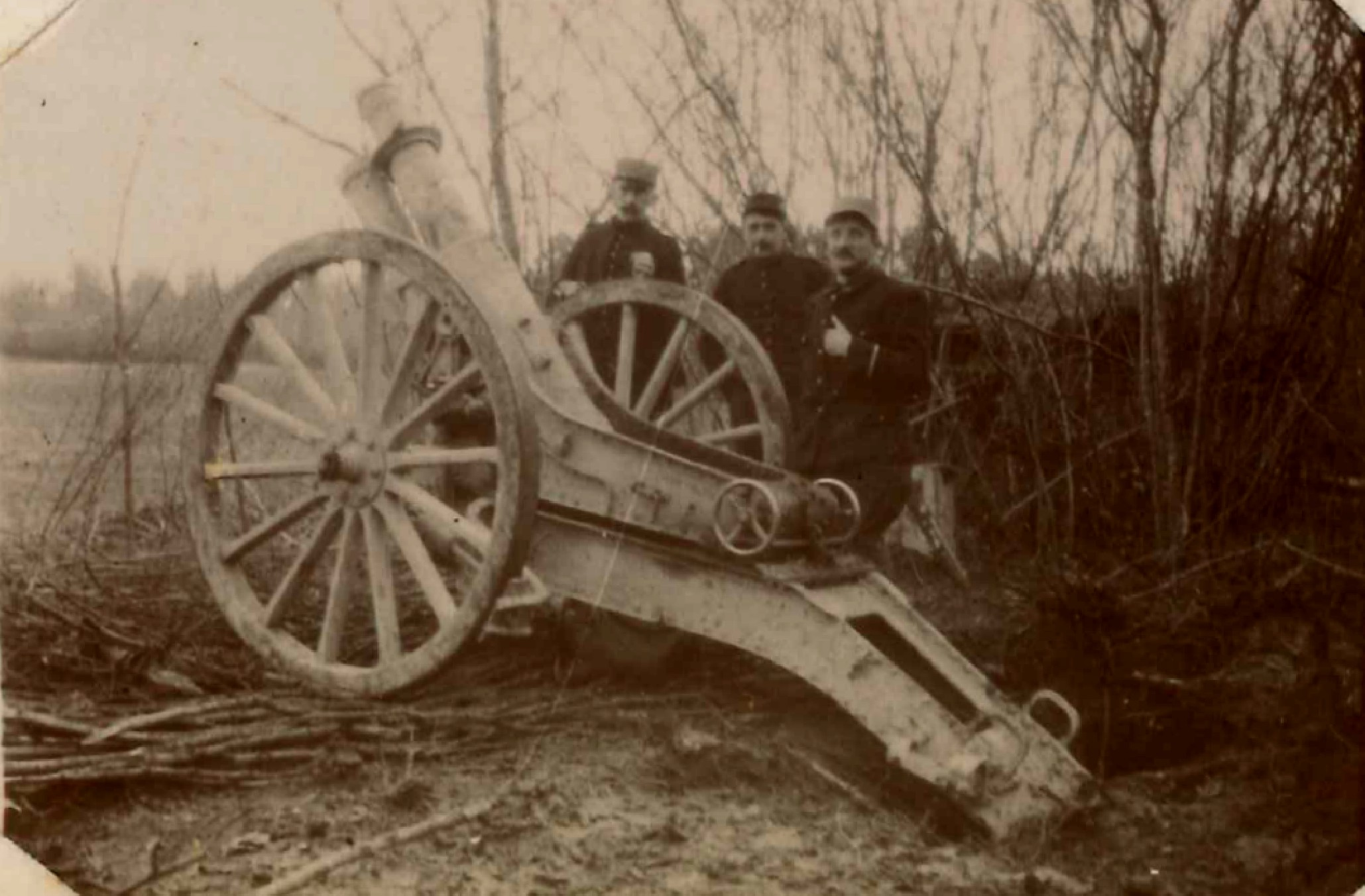
Obusier de 120 mm C modèle 1890
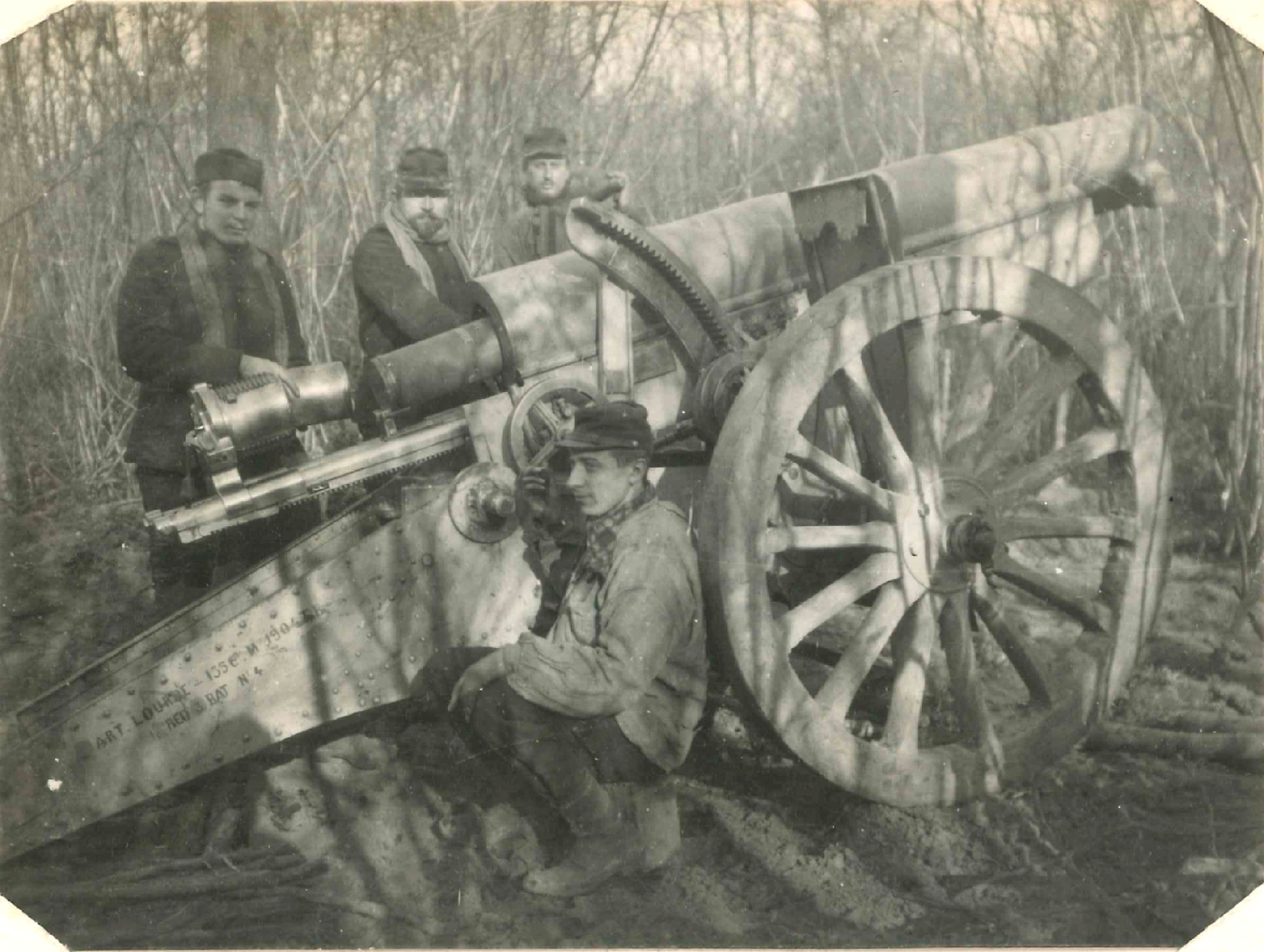
Obusier de 155 mm CTR modèle 1904
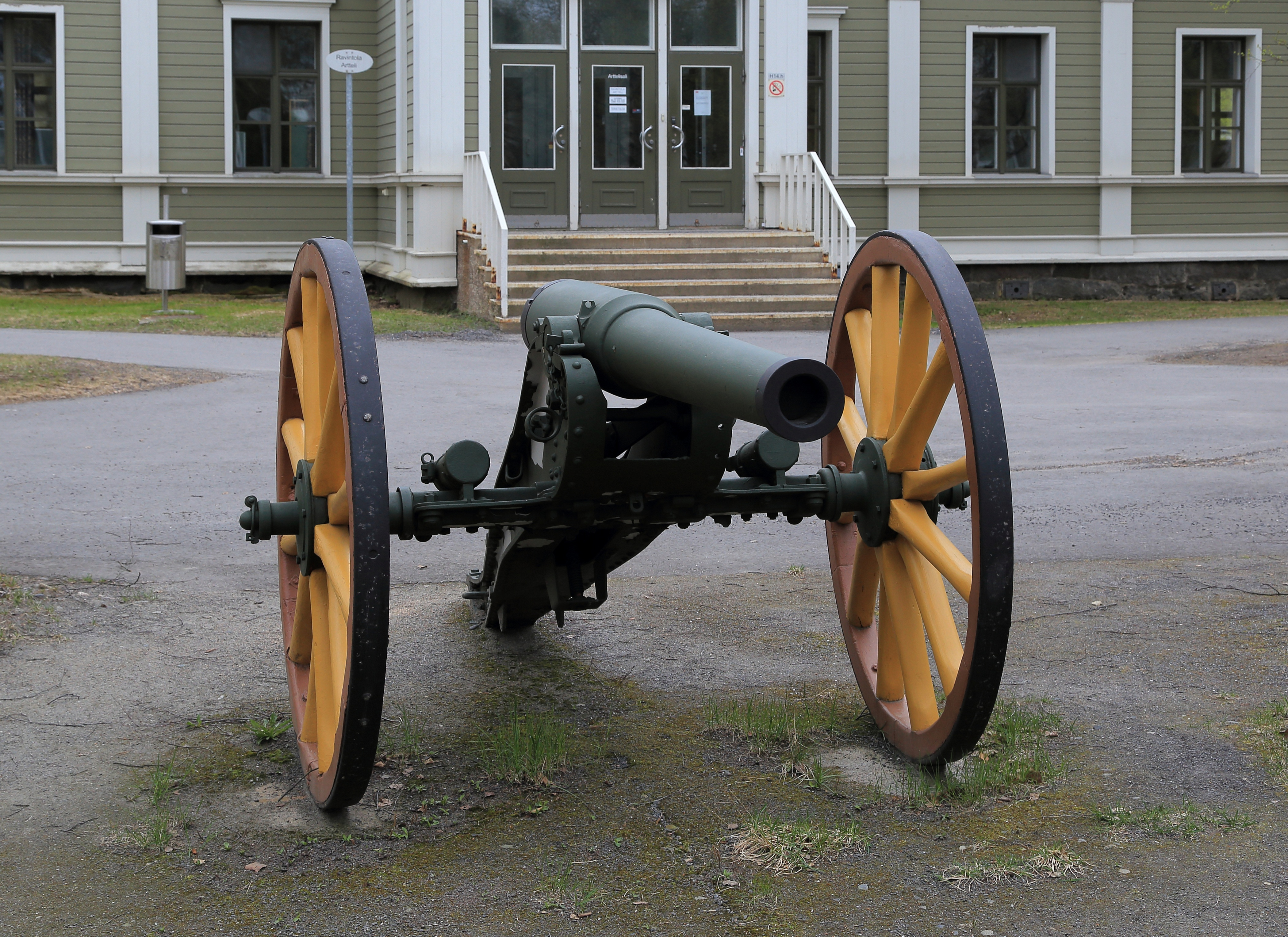
Canon de 90 mm modèle 1877
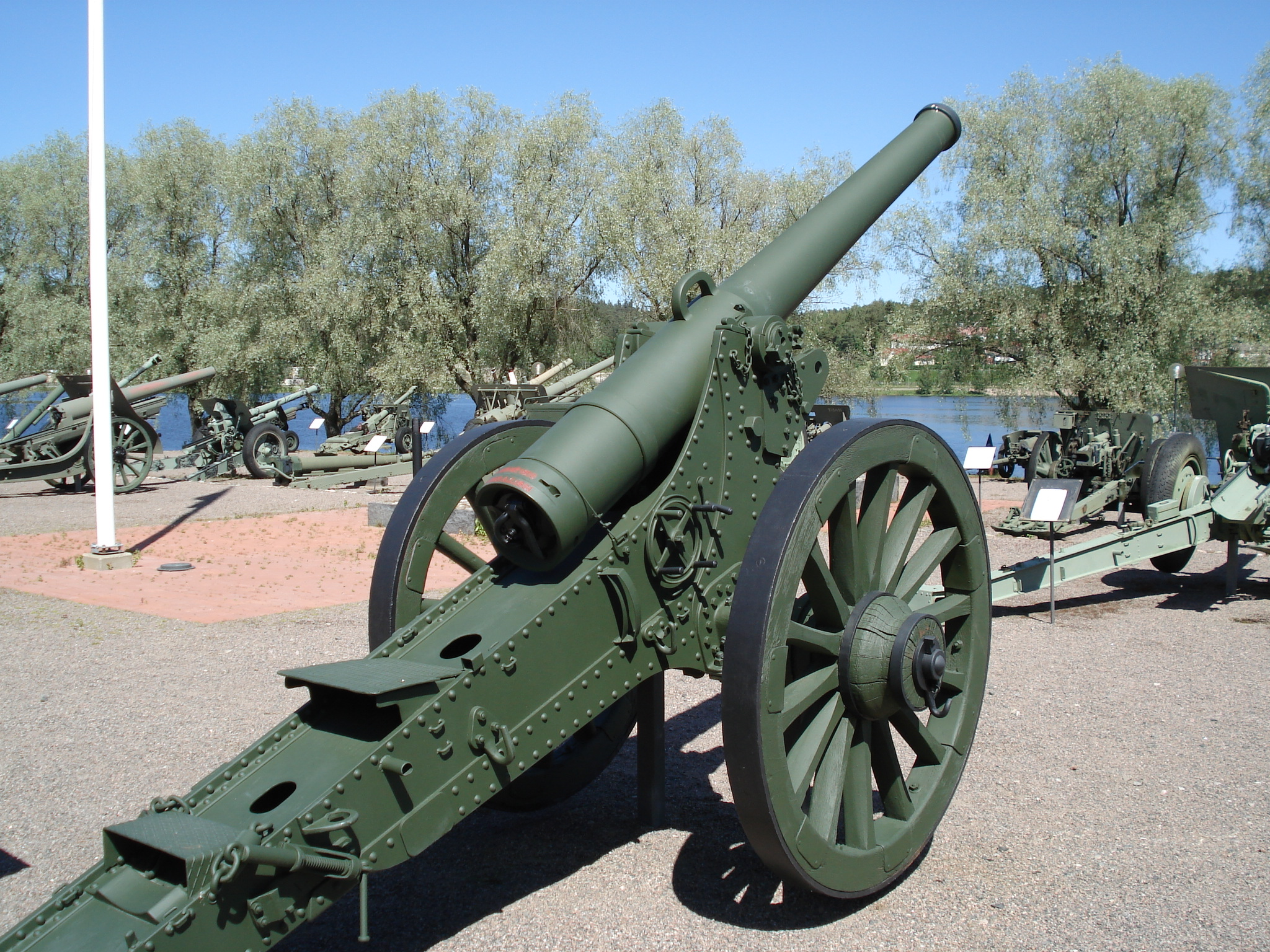
Canon de 120 mm L modèle 1878
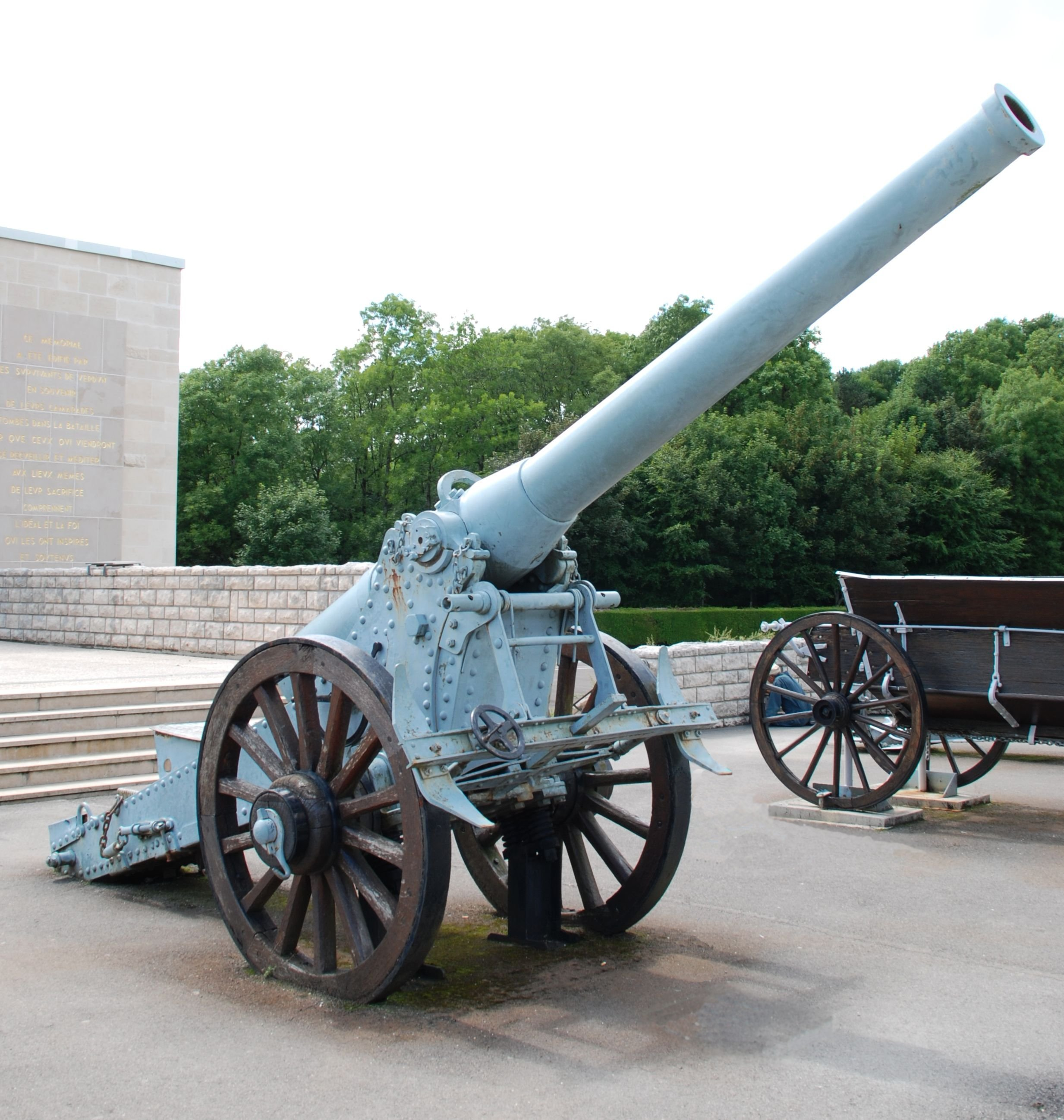
Canon de 155 mm L modèle 1877
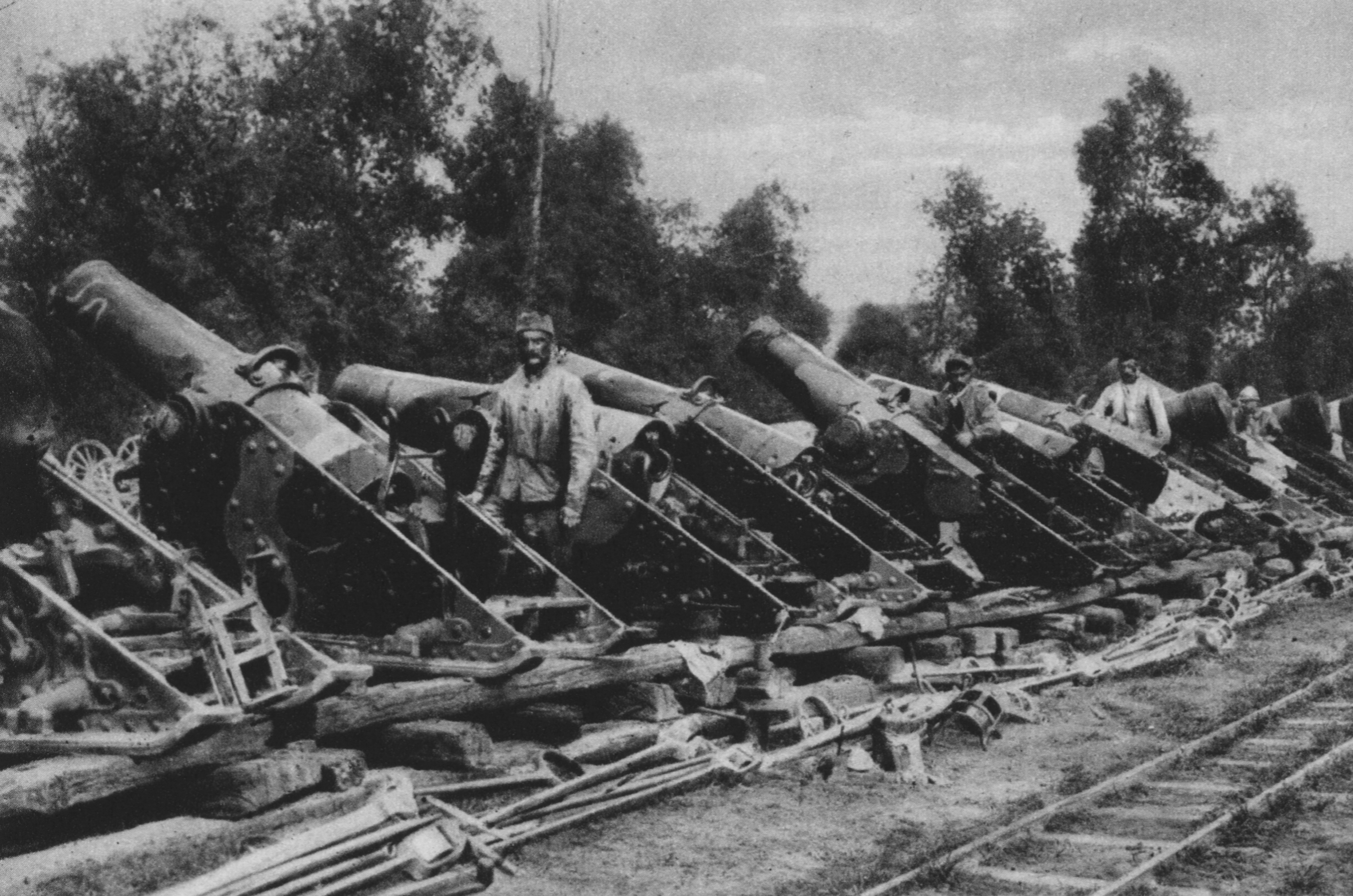
Mortier de 220 mm modèle 1880
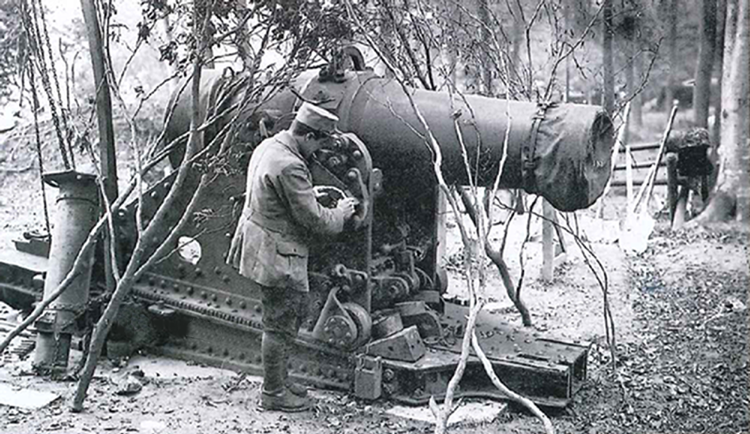
Mortier de 270 modèle 1885

Die Mortiers (deutsch Mörser) waren Stücke mit einem sehr kurzen Rohr, die in einem hohen Winkel mit einer sehr niedrigen Mündungsgeschwindigkeit schossen. Sie wurden durch die Haubitzen abgelöst. Dazu kamen die Langrohrgeschütze (canons longs) mit hoher Mündungsgeschwindigkeit und großer Reichweite.

#### Modelle der Grundausstattung

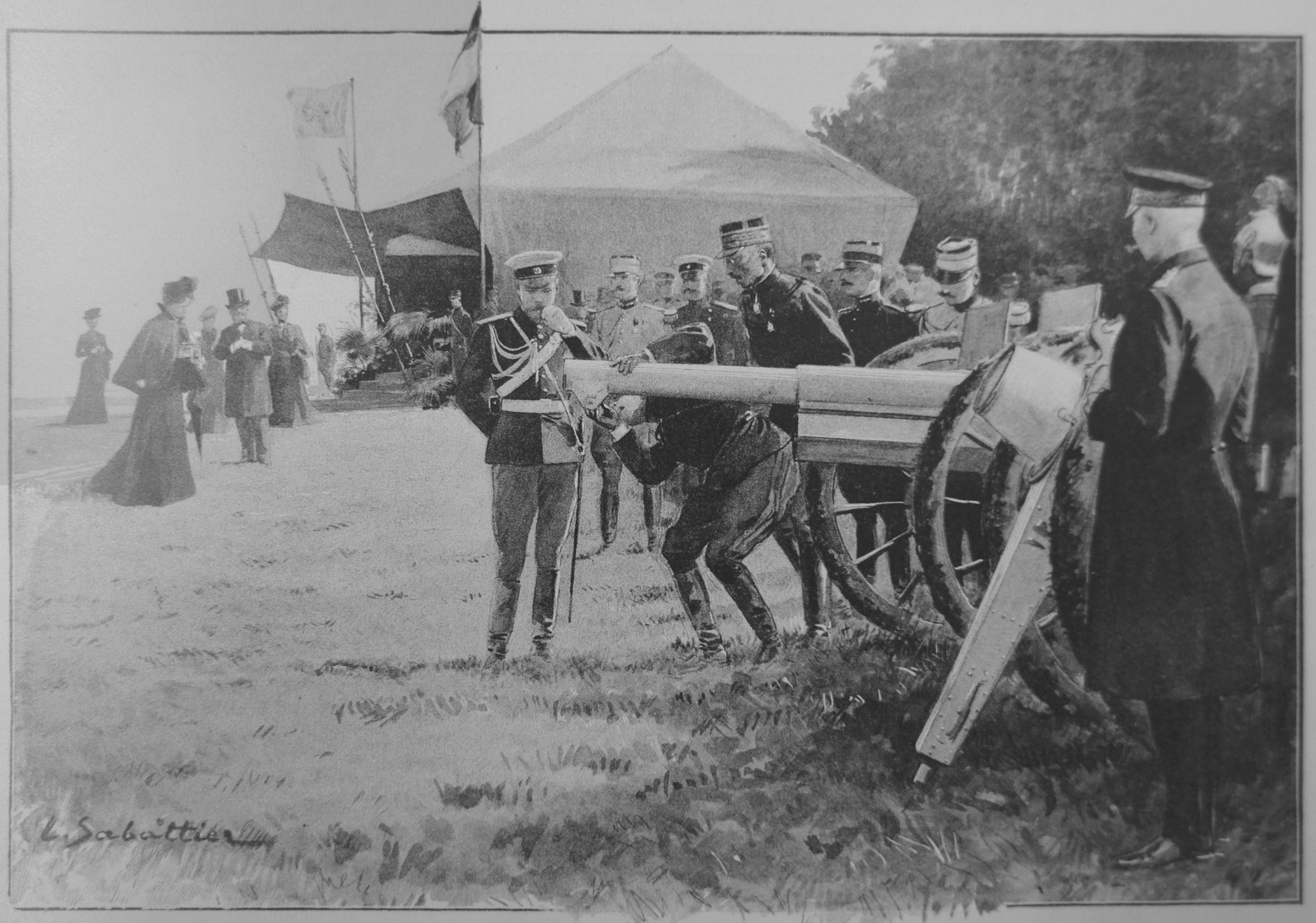
Vorführung der neuen französischen Canon de 75 mm modèle 1897 vor Zar Nikolaus II. anlässlich der großen Manöver im Osten des Jahres 1901

Die Ausstattung der französischen Feldartillerie im Jahre 1914 bestand nahezu ausschließlich aus der Canon de 75 mm modèle 1897, von denen bei Kriegsbeginn 4986 Stück zur Verfügung standen – 3680 bei den Feldartillerieregimentern, 364 in den Forts und Festen Plätzen und der Rest in der Ausbildung und in der Reserve. Dies brachte in der Logistik große Vorteile.
Dazu kamen noch 128 Gebirgsgeschütze Canon de 65 mm de montagne modèle 1906 und eine nicht bekannte Anzahl an Canons de 75 mm modèle 1912 Schneider für die berittene Artillerie.
Die schwere Artillerie war 1914 nur schwach vorhanden, das betraf im Besonderen das Verhältnis zur schweren Artillerie der Deutschen. Es standen nur 84 Haubitzen Obusier de 120 mm C modèle 1890 (C für „court“), 126 weitere in der Reserve und 104 Obusiers de 155 mm CTR modèle 1904 (CTR für „court à tir rapide“ – kurz, Schnellfeuer), genannt „155 mm Rimailho“, zur Verfügung.

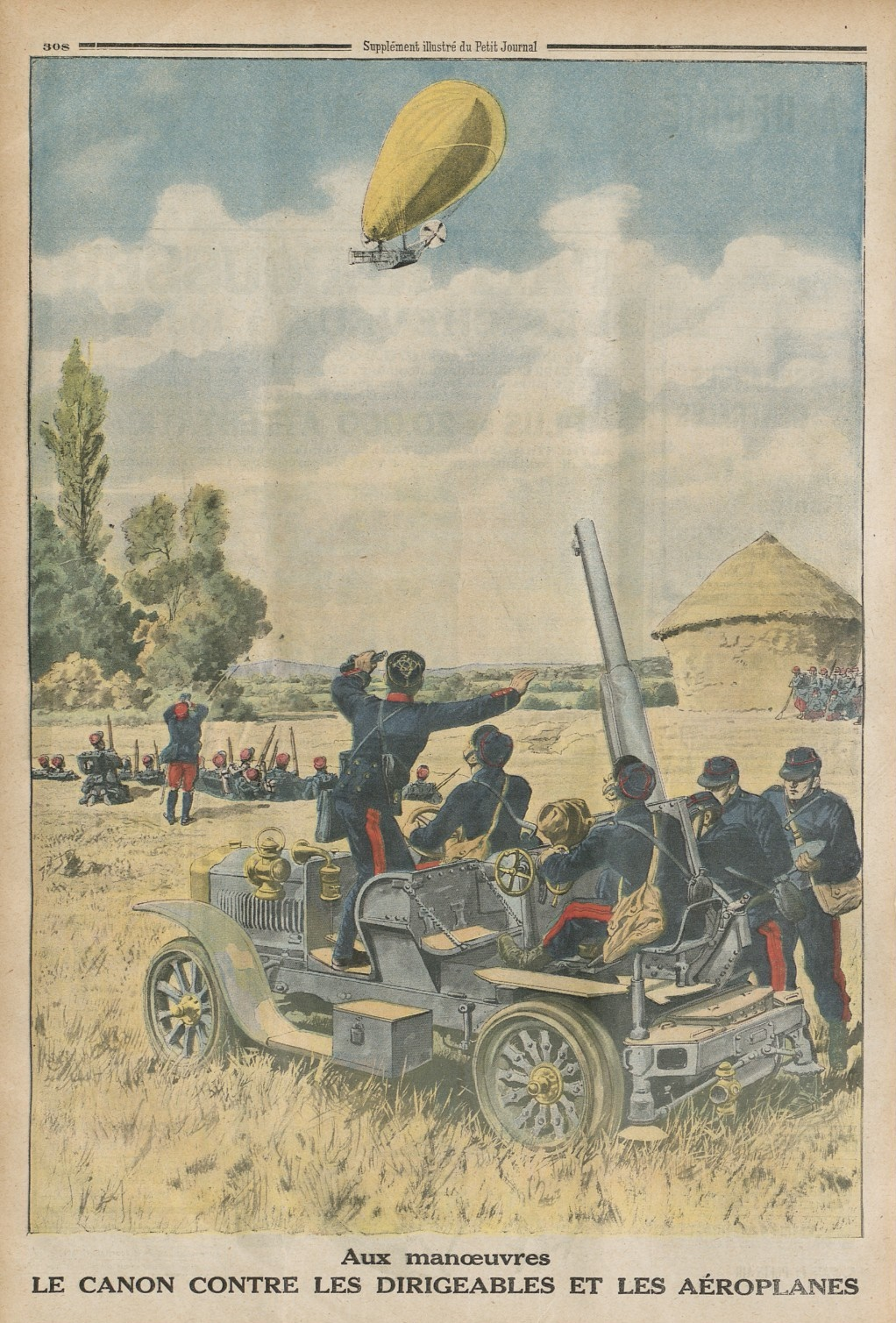
Der Prototyp der ersten französischen Flugabwehrkanone 75 mm De Dion-Bouton modèle 1913

Die Belagerungsartillerie war dem Feldheer zugeteilt und verfügte über aktuelle Geschütze genauso wie über veraltete vom „Système de Bange“ auf Lafette SP („de siège et de place“): 60 Canons de 120 mm L modèle 1878 (L für „long“) und 24 Mortiers de 220 mm modèle 1880.
Die Festungsartillerie dieser Zeit wurde „artillerie de place“ genannt und stellte das Geschützmaterial für die Forts und Batterien des Système Séré de Rivières – speziell für den Festen Platz Verdun, den Festen Platz Toul, den Festen Platz Épinal und den Festen Platz Belfort. In den Festen Plätzen fanden sich allerdings auch moderne Geschütze wie 73 Geschütz-Doppeltürme Tourelle de 75 mm R modèle 1905 (R für „raccourci“ – gekürzt), von denen 67 Türme installiert und die restlichen noch eingelagert waren. Dazu kamen 44 Zwischenraumstreichen Casemate de Bourges, jede mit zwei Kanonen 75 mm modèle 1897, auf Festungslafette bestückt. Weiterhin waren 700 Stück veraltete 80-mm-Feld-, -Festungs/Belagerungs- und -Gebirgsgeschütze der Modelle Canon de 80 modèle 1877 und Canon de 80 de montagne mle 1877 vorhanden.
Die meisten der Festungsgeschütze bestanden jedoch aus alten Stücken des „Systems de Bange“ – davon 3994 Canons de 90 mm modèle 1877, 1524 Canons Lahitolle de 95 mm, 2296 Canons de 120 mm L modèle 1878, 1392 Canons de 155 mm L modèle 1877, 331 Mortiers de 220 mm modèle 1880 und 32 Mortiers de 270 modèle 1885 bzw. Mortiers de 270 modèle 1889. Fünf Casemates de Bourges waren jede mit einer „Canon Lahitolle de 95 mm modèle 1888“ auf Küstenlafette armiert.
Dazu kam noch die Küstenartillerie zum Schutz der Marinehäfen im Mutterland und in den Kolonien. Das hier eingesetzte Kaliber lag zwischen 37 mm und 37 cm. Auch waren ein Dutzend der Kanonen vom Kaliber 75 mm eingesetzt. Die Flugabwehr bestand zunächst nur aus einem Geschütz als Prototyp auf einem Lastkraftwagen und acht weiteren, die im Jahre 1914 in der Fertigung waren. Für eine solche Verwendung wurden auch noch einige alte Kanonen der Typen „Canon Lahitolle de 95 mm modèle 1875“, „Canon de Bange de 90 modèle 1877“ und „Canon de Bange de 80 modèle 1877“ vorgehalten.

#### Beschreibung
Die Canon de 75 mm modèle 1897 wurde 1897 eingeführt und war das modernste Geschütz seiner Zeit.
Wie die anderen Geschütze seiner Generation bestand sein Rohr aus Stahl mit Zügen und Feldern. Es wurde einteilige Patronenmunition verwendet: Die Granate war wie bei einer Gewehrpatrone fest mit der Kartuschenhülse aus Messing verbunden; somit konnten beide zusammen in den Lauf geschoben werden, was die Feuerrate erhöhte:
- Verbesserung des Verschlusses: Im Gegensatz zu den bis dahin verwendeten Verschlüssen des Systems de Bange konnte der Verschluss mit einem Handgriff geöffnet und wieder geschlossen werden.
- Verwendung eines Wiederspannabzuges, der in der Ruhelage entspannt war und erst beim Abziehen automatisch gespannt wurde (verhinderte ein unbeabsichtigtes Abfeuern)
- Eine Lafette mit einem Erdsporn, der den Rücklauf des Geschützes aufhielt. Beim ersten Schuss grub sich dieser in den Boden ein und stabilisierte das Geschütz bei allen weiteren Schüssen zusätzlich. Der Sporn konnte noch zusätzlich eingegraben werden, um die Rohrerhöhung und damit die Reichweite des Geschützes zu vergrößern.
- Verwendung einer hydraulischen Rücklaufbremse

Ursprünglich noch für den Pferdezug konzipiert, wurden für eine Feldartillerie-Batterie 168 Pferde benötigt, davon 36 Reitpferde und 132 Zugpferde. Eine Batterie berittener Artillerie benötigte 215 Pferde, davon 82 Reitpferde und 133 Zugpferde. Jede Batterie führte 22 Fahrzeuge, jede Kanone wurde von sechs Pferden gezogen.
Die Flugbahn der 75-mm-Kanone war sehr flach, wodurch es zum Ricochettieren und hinter einer Deckung zur Wirkung kommen konnte.
Die Munitionsausstattung sah daher die Verwendung einer reduzierten Pulverladung vor, die eine viel stärker gekrümmte Schussbahn und dadurch kürzere Schussweite erlaubte (die durchschnittliche Kampfdistanz betrug 2500 m). Die Kanoniere hatten mehrere Geschosse zur Auswahl: ein Schrapnell, eine Sprenggranate, eine Rauchgranate, eine Flugabwehrgranate mit Verzögerungszünder, eine Brandgranate, eine Leuchtgranate und eine Tränengasgranate.
| Geschütz                                     | Gewicht in Feuerstellung | Feuerrate            | Reichweite  | Geschossgewicht                             |
| -------------------------------------------- | ------------------------ | -------------------- | ----------- | ------------------------------------------- |
| Canon de 65 mm de montagne (Gebirgsgeschütz) | 400 kg                   | 10 bis 15 Schuss/min | 5,5 km      | Schrapnell: 4,4 kg, Sprenggranate: 3,8 kg   |
| Canon de 75 mm modèle 1897                   | 1140 kg                  | 12 bis 18 Schuss/min | 6 bis 10 km | Schrapnell modèle 1897: 7,2 kg              |
| Canon de 75 mm modèle 1897                   | 1140 kg                  | 12 bis 18 Schuss/min | 6 bis 10 km | Sprenggranate modèle 1900: 5,5 kg           |
| Canon de 75 mm modèle 1912 Schneider         | 960 kg                   | 12 bis 18 Schuss/min | 7,5 km      | Schrapnell: 7,2 kg, Sprenggranate: 5,5 kg   |
| Obusier de 120 mm C modèle 1890              | 1475 kg                  | 2 Schuss/min         | 5,7 km      | Schrapnell: 19,2 kg, Sprenggranate: 18,7 kg |
| Obusier de 155 mm CTR modèle 1904            | 3200 kg                  | 5 bis 6 Schuss/min   | 6,3 km      | Schrapnell: 40,8 kg, Sprenggranate: 41,3 kg |

| Geschütze                                                 | Gewicht in Feuerstellung                                  | Feuerrate          | Schussentfernung | Geschossgewicht                                 |
| --------------------------------------------------------- | --------------------------------------------------------- | ------------------ | ---------------- | ----------------------------------------------- |
| Canon de 90 mm modèle 1877                                | 1210 kg                                                   | 1 bis 2 Schuss/min | 6,8 km           | Schrapnell: 8,6 kg, Sprenggranate: 8 bis 8,4 kg |
| Canon Lahitolle de 95 mm                                  | 1450 kg (C-Feldlafette) oder 1850 kg (SP-Festungslafette) | 1 Schuss/min       | 6,4 km           | Schrapnell: 12,3 kg, Sprenggranate: 11 kg       |
| Canon de 120 mm L modèle 1878                             | 2750 kg                                                   | 1 Schuss/min       | 8,9 km           | Sprenggranate: 18,7 kg, Schrapnell: 19,2 kg     |
| Canon de 155 mm L modèle 1877                             | 5800 kg                                                   | 1 Schuss/min       | 9,6 km           | Schrapnell: 40,8 kg, Sprenggranate: 41 kg       |
| Mortier de 220 mm modèle 1880                             | 4145 kg                                                   | 1 Schuss/3 min     | 7,1 km           | Sprenggranate: 98,4 bis 102,7 kg                |
| Mortier de 220 mm modèle 1901 (1880–1891)                 | 8500 kg                                                   | 1 Schuss/2 min     | 7,1 km           | Sprenggranate: 98,4 bis 102,7 kg                |
| Mortier de 270 modèle 1885 und Mortier de 270 modèle 1889 | 16.500 kg                                                 | 1 Schuss/3 min     | 7,9 km           | Sprenggranate: 149,5 kg                         |

### Organisation
Die kleinste taktische Einheit der Artillerie war die Batterie, die von einem Capitaine kommandiert wurde. Ihm standen zwei Batterieoffiziere Lieutenant oder Sous-lieutenant zur Seite. Geschützführer war ein Maréchal des logis, dazu zwei Brigadiers. Die Mannschaft der Batterie war insgesamt 171 Mann stark.
Drei Batterien bildeten eine Gruppe unter dem Kommando eines Chef d’escadron, drei oder vier Gruppen bildeten ein Feldartillerieregiment unter dem Kommando eines Colonel und eines Lieutenant-colonel als seines Vertreters.
Bei Kriegsbeginn existierte keine größere taktische Einheit als das Regiment.

#### Vorkriegszeit
Die Organisation der französischen Artillerie bei der Mobilmachung am 2. August 1914 war durch das Gesetz von 1909 festgelegt. Es wurde 1914 modifiziert:
- 62 Feldartillerieregimenter (RAC), davon 32 mit neun Batterien als Divisionsartillerie, und 30 Regimenter zu 12 Batterien (20 als Korps-Artillerieregimenter), die restlichen sechs unterstanden als Gruppe berittene Artillerie (Groupe d’artillerie à cheval) ebenfalls den Divisionen.
- Neun Fußartillerieregimenter (Régiments d’artillerie à pied – RAP) bildeten die Batterien in den Festen Plätzen und an den Küsten.[note 2]
- Fünf schwere Artillerieregimenter (Régiments d’artillerie lourde – RAL) bildeten die Artillerie der Armeen.
- Sieben Regimenter Kolonial-Artillerie (Régiments d’artillerie coloniale – RA col.). Vier von ihnen standen in den französischen Kolonien und drei im Mutterland. Letztere bildeten die Artillerie der drei Kolonial-Divisionen.
- Zwei Gebirgsartillerie-Regimenter (Régiments d’artillerie de montagne – RAM) bildeten die Artillerie der Gebirgstruppen.
- Zehn selbstständige Artilleriegruppen, genannt „Groupes d’artillerie d’Afrique“, davon zwei Gruppen Fußartillerie und acht Gruppen Feld- oder Gebirgsartillerie.[note 3]

In Friedenszeiten waren die meisten Einheiten in einem Gürtel entlang der deutschen Grenze stationiert. Ausgenommen war das 4. Kolonial-Artillerieregiment in Tonkin, das 5. in Cochinchina, das 6. im Senegal und das 7., das in Madagaskar stationiert war.
Die Regimenter, die in den Militärregionen stationiert und abgekürzt als „RA“ bezeichnet waren, wurden verwaltungsmäßig in 20 Brigaden zusammengefasst. Jede Brigade führte im Frieden die Nummer der jeweiligen Militärregion. Ausgenommen war die 19. Militärregion in Algerien, die über keine Brigade verfügte, und die 21. Militärregion in Épinal, hier führte die Brigade die Nr. 19. Diese Brigaden wurden jeweils von einem Général de brigade der Artillerie kommandiert.
Jeder Infanteriedivision war ein Feldartillerieregiment (Régiment d’artillerie de campagne – RAC) mit drei Gruppen zu insgesamt neun Batterien mit zusammen 36 Geschützen des Standardtyps „Canon de 75 mm modèle 1897“ zugeteilt. Jeweils zwei Infanteriedivisionen (ausgenommen in der 3. Militärregion mit drei Infanteriedivisionen) bildeten ein Armeekorps, dem jeweils ein zusätzliches Feldartillerieregiment mit vier Gruppen zu zwölf Batterien mit 48 Geschützen „Canon de 75 mm“ unterstellt war.
Die zehn Kavalleriedivisionen verfügten nur jeweils über eine Gruppe berittener Artillerie, bestehend aus je drei Batterien. Die Feldartillerieregimenter waren mit einer Arbeiterabteilung ausgestattet, ebenso verfügten die Fußartillerieregimenter über eine Arbeiterkompanie. Die Gebirgsbatterien verwendeten statt Pferden Mulis, und eine Gruppe des 4. schweren Artillerieregiments (4e régiment d’artillerie lourde) verwendete Lastkraftwagen zum Ziehen der Geschütze 120 mm L.

#### Mobilmachung
Während der Phase der Mobilmachung im August 1914 wurde die Stärke der französischen Artillerie gemäß dem Plan XVII durch Reserven und Territorialkräfte von 855 auf 1527 Batterien erhöht. Es wurden noch keine neuen Regimenter aufgestellt.
Die zusätzlich aufgestellten Batterien wurden den im Zuge der Mobilmachung neu errichteten Divisionen zugeteilt. Die 44. Infanteriedivision erhielt zwölf Batterien (in drei Gruppen gegliedert). Dazu kamen die sechs Feldartillerieregimenter der 37. Infanteriedivision, der Marokkanischen Marschdivision (Division de marche du Maroc). Die aus der Armée d’Afrique aufgestellte 45. Infanteriedivision erhielt ihre Batterien aus den afrikanischen Artilleriegruppen. Die 38. Infanteriedivision, ab dem 4. August in Algier eingeschifft und am 7. August in Cette angelandet, erhielt in Chimay am 14. August 1914 drei Gruppen des 32. Feldartillerieregiments aus Fontainebleau zugeteilt. Insgesamt waren den aktiven Divisionen 405 Batterien mit der 75-mm-Kanone mit insgesamt 1620 Geschützen zugewiesen.
Die Reservedivisionen, die während der Mobilmachung aufgestellt wurden, erhielten jede drei Gruppen, von denen jede durch ein Feldartillerieregiment neu aufgestellt wurde. Die vier Reservedivisionen, die durch die 14. und 15. Militärregion aufgestellt wurden, verfügten jede über drei Batterien 75-mm- und sechs Batterien 65-mm-Kanonen (anstelle der 75-mm-Kanonen). Zusammen waren das 201 Batterien mit 804 Geschützen. Die Territorialdivisionen wurden am Ende der Mobilmachung errichtet und verfügten über je eine (für die Territorialdivisionen der Festen Plätze) oder zwei (für die Territorial-Felddivisionen) Gruppen Artillerie. Insgesamt waren hier 48 Batterien mit 192 Geschützen vorhanden. Weiterhin wurden auch bei der Territorial-Artillerie Gruppen mit der 75-mm-Feldkanone errichtet.
Oberhalb der Divisionsebene verfügte jedes Armeekorps über ein zusätzliches Feldartillerieregiment zu vier Gruppen mit zusammen zwölf Batterien – also mit 48 Geschützen vom Kaliber 75 mm. Insgesamt waren das zusätzlich 264 Batterien mit 1056 Geschützen. Auf noch höherer Ebene war jede Armee durch einige Gruppen (eine bis fünf) mit dem „Obusier de 120 mm C modèle 1890“ und dem „Obusier de 155 mm CTR modèle 1904“ verstärkt worden. Weiterhin wurde vom Generalstab (Grand Quartier général) eine „Mobile Schwere Artillerie“ (Artillerie lourde mobile) für den Bereich Nordost aufgestellt. Sie bestand aus 15 Batterien mit „120-mm-L“-Kanonen und sechs Batterien mit dem „Mortier de 220 mm modèle 1880“.
| Verbände                  | Feldbatterien | schwere Armeebatterien                                                                                              | Fußartilleriebatterien |
| ------------------------- | ------------- | --- | ---------------------- |
| 1re armée                 | 159           | 12 (6 × Obusier de 155 mm CTR modèle 1904, 6 × Obusier de 120 mm C modèle 1890)                                     | 0                      |
| 2e armée                  | 183           | 17 (7 × Obusier de 155 mm CTR modèle 1904, 6 × Obusier de 120 mm C modèle 1890, 4 × Canon de 120 mm L modèle 1878)  | 0                      |
| 3e armée                  | 129           | 18 (3 × Obusier de 155 mm CTR modèle 1904, 3 × Obusier de 120 mm C modèle 1890, 12 × Canon de 120 mm L modèle 1878) | 0                      |
| 4e armée                  | 93            | 3 × Obusier de 155 mm CTR modèle 1904                                                                               | 0                      |
| 5e armée                  | 178           | 17 (7 × Obusier de 155 mm CTR modèle 1904, 6 × Obusier de 120 mm C modèle 1890, 4 × Canon de 120 mm L modèle 1878)  | 0                      |
| Corps de cavalerie Sordet | 9             | 0 | 0                      |
| in Reserve                | 230           | 21 (15 × Obusier de 120 mm C modèle 1890 L, 6 × Mortier de 220 mm modèle 1880)                                      | 0                      |
| Nordost-Befestigungen     | 40            | 0 | 132                    |

Zusätzlich erhielt jeder der Großverbände (Divisionen, Korps und Armeen) einen Artilleriepark für den Munitionsnachschub. Es wurden 284 für die Feldartillerie, 121 Artillerieparkabteilungen, 13 gemischte Gebirgsmunitionsabteilungen, 47 leichte Munitionskolonnen für 120-mm-Granaten und 26 Abteilungen für 155-mm-Granaten, 137 Abteilungen für Infanteriemunition, ebensolche für die Reserveartillerie eingerichtet. In den Artillerieparks befanden sich 246 Geschütze des Kalibers 75 mm als Ersatz für in Verlust geratene. Dazu kamen noch die Geschütze, die zu Ausbildungszwecken in den Regimentsdepots vorgehalten wurden.

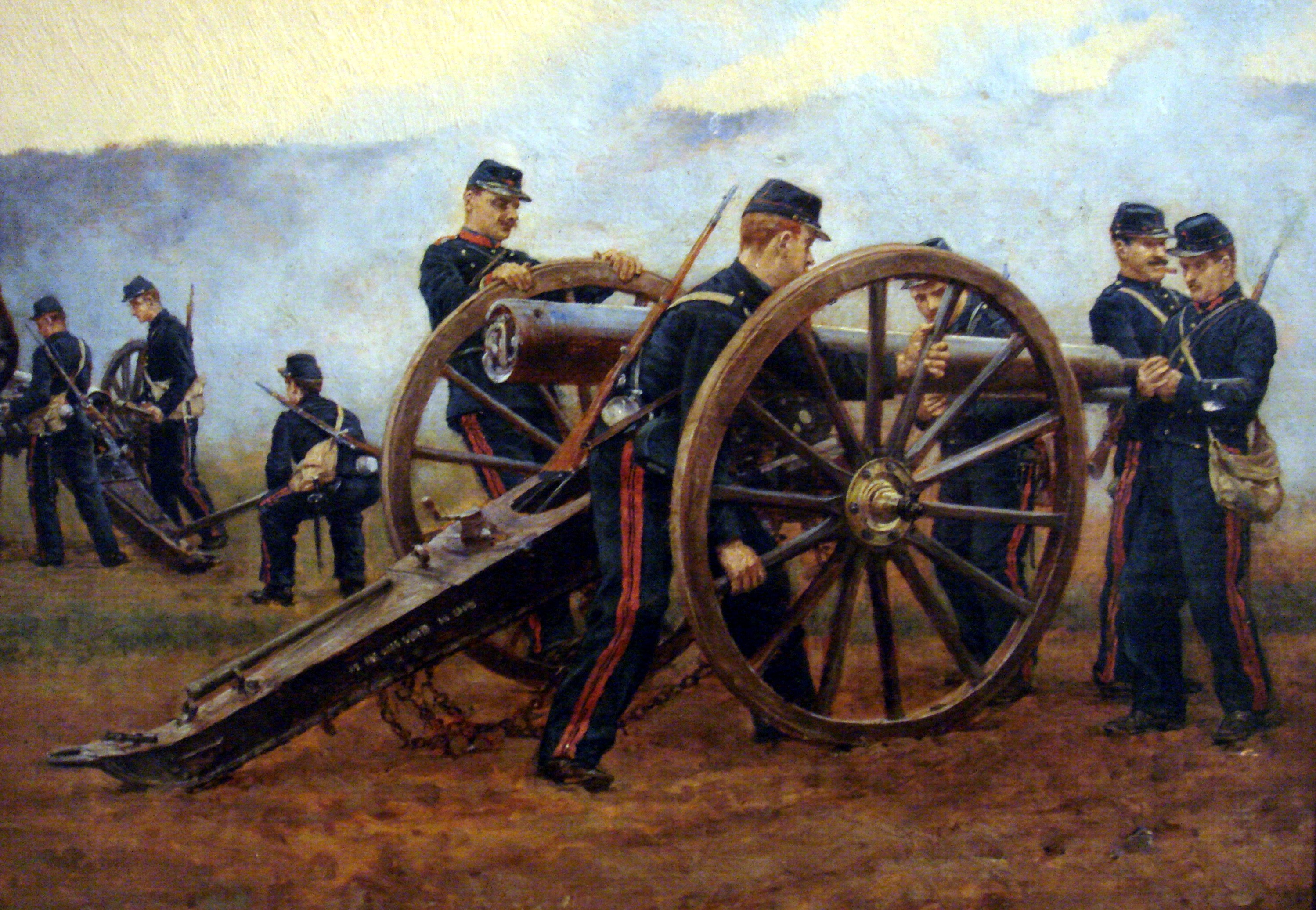
Gemälde von Étienne-Prosper Berne-Bellecour: Le canon de 90 de Bange aux écoles du feu, 1898. Im Jahre 1914 war die „Canon de Bange de 90“ bereits völlig veraltet, befand sich aber noch in großer Zahl in den Festen Plätzen im Gebrauch. Das Gemälde zeigt die dunkelblaue Friedensuniform der Artilleristen.

Die Festungsartillerie (artillerie de place) wurde durch die Gruppen der Territorialartillerie verstärkt. Sie stand unter dem Kommando des Gouverneurs des jeweiligen Festen Platzes und war kein Teil der Feldarmee. In der 1. Militärregion wurde Dünkirchen mit drei Batterien ausgerüstet, die Festung Maubeuge erhielt 16 Batterien des 1. Fußartillerieregiments. In der 2. Militärregion wurden zwei Batterien in das Fort de Charlemont, eine in das Fort des Ayvelles, anderthalb Batterien in die Zitadelle von Longwy und eine nach Montmédy verlegt. In der 6. Militärregion wurde der Feste Platz Verdun mit 27 Batterien des 5. Fußartillerieregiments und neun neu aufgestellten Batterien bestückt. Die Forts auf den Höhen der Maas erhielten drei Batterien. In der 20. Militärregion wurden dem Festen Platz Toul 26 Batterien des 6. Fußartillerieregiments, dazu neun zusätzliche, neu aufgestellte Batterien zugewiesen; die Forts des Trouée de Charmes (zwischen Toul und Épinal) wurden von vier Fußartilleriebatterien verteidigt. In der 21. Militärregion wurden dem Festen Platz Épinal 23 Batterien des 8. Fußartillerieregiments und neun neu aufgestellte Batterien zugeteilt; ebenso den Forts auf dem Riegel der Oberen Mosel (rideau défensif de Haute Moselle), denen drei Fußartilleriebatterien zugeteilt wurden. In der 7. Militärregion wurde der Feste Platz Belfort mit 24 Batterien des 9. Fußartillerieregiments und neun neu aufgestellten Batterien bestückt. Komplettiert wurde der Abschnitt durch die Stationierung von einer Fußartilleriebatterie im Fort du Mont Bart. Die Alpenfront wurde vom 7. und 11. Fußartillerieregiment und dem 1. und 2. Gebirgsartillerieregiment gedeckt.
Jeder der Festen Plätze im Osten war mit 500 bis 600 Geschützen in den Forts ausgestattet. Dazu kam eine Reservedivision, ebenso die Befestigungen von Paris mit etwa 1700 Geschützen. Nicht eingerechnet war die Artillerie der sieben Reserve- und Territorialdivisionen, welche zur Verstärkung der Pariser Garnison vorgesehen waren.
Zuletzt muss noch die Küstenartillerie erwähnt werden, die in Friedenszeiten dem Kriegsministerium unterstand, bei der Mobilmachung allerdings unter die Verantwortung der Marine gestellt wurde. Hauptaufgabe war der Schutz der großen Marinehäfen (eine Einsatzbereitschaft konnte aber erst im September hergestellt werden). Aus diesem Grund übernahm das 1. Fußartillerieregiment den Befehl über die Artilleriestellungen der Häfen von Dünkirchen, Boulogne und Calais. Die anderen ergänzten ihr Personal aus den Aktiven, aus Reservisten und aus Territorialkräften. Das 4. Fußartillerieregiment stellte fünf Batterien für Cherbourg und vier für Brest, das 7. Fußartillerieregiment drei Batterien in Nizza, eine in Ajaccio und eine in Bonifacio, das 10. Fußartillerieregiment sechs Batterien in Toulon und eine in Porquerolles. Weiterhin wurden Batterien von den Gruppen der Kolonialartillerie in Havre, Lorient, Quiberon, Belle-Isle, Saint-Nazaire, Ré, Aix, Oléron, Rochefort, an der Mündung der Gironde und in Marseille gestellt.

### Taktische Entwicklung
Vor dem Ersten Weltkrieg bestand die Aufgabe der Feldartillerie darin, die eigene Infanterie mit ihrer Feuerkraft gegen feindliche Infanterie zu unterstützen, die durch Deckungen, Wälle oder Verschanzungen geschützt war. Während einer Offensivphase hatte die Artillerie den Weg zu öffnen und alle Einheiten zu bekämpfen, die einen Fortschritt der Infanterie behindern könnten. In der Defensive deckte die Artillerie die eigene Infanterie und hinderte die feindliche Infanterie am Vorrücken. Eine effektive Kampfentfernung bei direktem Schuss betrug daher drei bis vier Kilometer, darüber hinaus wurde die Treffsicherheit geringer.

„Die enge Zusammenarbeit der verschiedenen Waffen ist entscheidend für den Erfolg eines Angriffs. […] Die wesentliche Aufgabe der Artillerie ist es, die Vorwärtsbewegung der Infanterie zu unterstützen. Insbesondere in der Zeit der Krise, die dem Angriff vorausgeht, bekämpft sie die Ziele des Angriffs.“

Die Verordnung empfahl, Batterien in eine Überwachungsposition zu bringen und die Anzahl der Schüsse so zu begrenzen, dass feindliche Truppen und Artillerie erkannt wurden, um sie mit einem Minimum an Aufwand bekämpfen zu können und dadurch immer Reserven verfügbar zu halten. Das Reglement ging davon aus, dass gegnerische Einheiten versuchen würden, sich vor der Feuerkraft der Feldartillerie in Verschanzungen zu decken oder sich vor Artilleriebeobachtern zu verstecken. Sie müssten durch Störfeuer in Deckung gehalten und so ausgeschaltet oder aber zerstört werden. Diese Empfehlungen bezogen sich auf die anfänglich schwache Versorgung mit Munition, verglichen mit der Leistung und dem Durchsatz der verwendeten Ausrüstung. Jede 75-mm-Kanone hatte zu Beginn des Konflikts eine Reserve von 1000 bis 1300 Schuss. Diese Menge entsprach in der Tat vier Tagen ununterbrochenem Feuer durch dieses Geschütz.
In Bezug auf die schwere Artillerie war 1914 alles so neu und wenig ausgeprägt, dass der Gebrauch und die Eigenschaften in den Artillerie-Regulierungen überhaupt nicht erwähnt waren.

„Die Identifizierung der Ziele und die Einstellung der Schüsse sind für den Einsatz der Artillerie von größter Bedeutung. Die Verordnung von 1913 befürwortet den Einsatz von Beobachtern an den höchsten Punkten des Schlachtfeldes, soweit vorhanden und erreichbar. Zur Verwendung kann auch eine Beobachtungsleiter kommen, die auf der Munitionsprotze befestigt werden kann und eine Höhe bis zu 4,2 m erreicht. Im Falle des direkten Feuerns steht der Capitaine auf der Munitionsprotze und beobachtet das Ziel durch seinen Feldstecher, der auf ein Batterie-Stativ montiert ist und mit dem man eine genaue Zielbeobachtung durchführen kann.“

Um eine Kommunikation zwischen den Batterien und den Beobachtern oder dem Gruppenkommandanten herzustellen, schlug die Verordnung die Verwendung von Handzeichen oder von Flaggen für Entfernungen zwischen 700 und 2500 m vor. Bis 500 m sollten Melder oder Feldtelefonanlagen eingesetzt werden. Die Verordnung empfahl, im Falle der Überbringung eines Befehls über große Entfernung durch zwei Arten die Übermittlung von Informationen sicherzustellen.

„Die Verwendung von Flugzeugen wird durch die Verordnung von 1913 empfohlen, wenn der Ort der Ziele nur durch die Beobachtung von Mündungsfeuer oder durch ungenaue Informationen bei durchschnittlichen Kampfentfernungen für die Artillerie bekannt ist. Das Flugzeug kann sich in der Feuerachse der Batterie bewegen, um die Einschläge der Granaten zu beobachten, es kann auch Truppen identifizieren, die durch Bodenvertiefungen verdeckt sind. Diese Beobachtungen müssen auf ein Bulletin übertragen werden, das der Batterie oder den Batterien übermittelt wird, die die Hilfe durch die Luftfahrzeuge angefordert haben.“

### Die Kriegführenden
Die französische Armee aus der Zeit von 1871 bis 1914 verglich sich weiterhin mit ihrem mächtigen Nachbarn, dem Deutschen Heer, das selbst auch die Franzosen ständig beobachtete. Im Bereich der Artillerie wurde dieser Vergleich einerseits zwischen den zwei Hauptwaffen der Feldartillerie, der französischen „Canon 75 mm Modell 1897“ und der deutschen 7,7-cm-Feldkanone 96 n. A., gezogen, bei der das französische Modell besonders in Bezug auf die Kadenz stark im Vorteil war.
Bei der schweren Artillerie war die deutsche Seite hingegen klar im Vorteil. Nach dem erstmaligen Erscheinen der 75-mm-Kanone im 20. Artillerieregiment während des Boxeraufstandes 1900–1901, bei dem das Geschütz einen starken Eindruck gemacht hatte, hatte die deutsche Artillerie ihre 7,7-cm-Kanone mit einer ähnlichen Rücklaufbremse ausgestattet. Die Batterien der Deutschen bestanden aus sechs Geschützen statt vier bei den Franzosen. Auch hatten die Deutschen Feldhaubitzen, um in der mittleren Reichweite gedeckt stehende französische Batterien auszuschalten. Auf der anderen Seite erforderte die Bekämpfung der Linie der Befestigungen, die das System Séré de Rivières darstellte, eine wirkungsvolle Belagerungsartillerie. Deshalb waren in Deutschland die 10,5-cm-Feldhaubitze 98/09 direkt den Divisionen, die 15-cm-schwere Feldhaubitze 02 den Armeekorps, der 21-cm-Mörser 10 den Armeen zugeordnet.
Wenn das französische Armeekorps im August 1914 über 120 Kanonen vom Kaliber 75 mm verfügte, so hatte das deutsche Armeekorps dagegen 108 Feldkanonen 7,7 cm, 36 Feldhaubitzen 10,5 cm und 18 Haubitzen 15 cm. Die Stärke der deutschen Artillerie (ein Achtel der deutschen Kräfte war gegen Russland gerichtet) bestand aus zwischen 4350 und 4690 Geschützen vom Kaliber 7,7 cm, 40 Kanonen 10 cm, 950 bis 1450 Haubitzen 10,5 cm, 44 Haubitzen 15 cm und 140 Mörsern 21 cm. Dazu kam die Belagerungsartillerie: 176 Kanonen 10 cm, 32 Kanonen 13 cm, 400 Haubitzen 15 cm, 80 Mörser 21 cm, zehn schwere 30,5-cm-Küstenmörser und sieben Mörser Dicke Bertha. Nicht aufgezählt sind die Festungsgeschütze im Festungsgürtel Straßburg, in Mutzig und in Thorn. (Die Angaben zur Anzahl der Geschütze im deutschen Heer sind je nach Quelle sehr unterschiedlich.)
| Geschütze                             | Gewicht | Kadenz               | Maximale Reichweite | Geschossgewicht                                                                              |
| ------------------------------------- | ------- | -------------------- | ------------------- | -------------------------------------------------------------------------------------------- |
| 7,7-cm-Feldkanone 96 n. A.            | 971 kg  | 10 bis 12 Schuss/min | 8,4 km              | Feldkanonengeschoss 11 (Einheitsgeschoss; Schrapnell oder Sprenggranate einstellbar): 6,8 kg |
| 10,5-cm-Feldhaubitze 98/09            | 1225 kg | 4 Schuss/min         | 6,3 km              | Schrapnell: 12,8 kg oder Sprenggranate: 15,7 kg                                              |
| 15-cm-schwere Feldhaubitze 13 oder 02 | 2100 kg | 2 bis 3 Schuss/min   | 7,4 km              | Schrapnell: 39 kg oder Sprenggranate: 40,5 kg                                                |

| Geschütze                                                                 | Gewicht              | Kadenz           | Maximale Reichweite        | Geschossgewicht                                          |
| ------------------------------------------------------------------------- | -------------------- | ---------------- | -------------------------- | -------------------------------------------------------- |
| 10-cm-Kanone 1904                                                         | 2755 kg              | ein Schuss/2 min | 10,4 km                    | Schrapnell: 17,8 bis 18,7 kg oder Sprenggranate: 15,7 kg |
| 13-cm-Kanone 1909                                                         | 5800 kg              |                  | 16,5 km                    | Schrapnell oder Sprenggranate: 40 kg                     |
| 21-cm-Mörser 1910                                                         | 6630 kg              | 2 Schuss/min     | 9,4 km                     | Sprenggranate: 119 kg                                    |
| 28-cm-Mörser                                                              | 50.300 kg            | 0,25 Schuss/min  | 11 km                      | Sprenggranate: 338 kg                                    |
| 30,5 s.Kst.Mrs. (schwerer Küstenmörser) 1896 oder 1909                    | 85.000 kg            |                  | 8,2 km                     | Panzergranate: 410 kg oder Langgranate: 335 kg           |
| 42-cm-Kurze-Marine-Kanone 1912 (Gamma) 42-cm-Kurze-Marine-Kanone 1914 (M) | 150.000 kg 42.600 kg | 2 Schuss/h       | 14,2 km (Gamma) 9,2 km (M) | Sprenggranate: 795, 930 oder 1160 kg                     |

Die Deutschen hatte also eine schwere Artillerie, die zahlreicher und moderner war als die der Franzosen. Ihre Einsatzdoktrin war auch anders. Das Reglement der schweren deutschen Feldartillerie vom 28. Juni 1905 sah einen unverzüglichen Einsatz bei feindlichem Kontakt vor, immer in der Vorwärtsbewegung, auch um feindliche Marschkolonnen, die von Flugzeugen entdeckt worden waren, sowie erkannte Batterien zu bekämpfen. Schließlich bereitete sie den Angriff der Infanterie vor, indem sie die Hindernisse und Verschanzungen zerstörte (während die leichte Artillerie der direkten Unterstützung diente).
Im Zweiten Burenkrieg 1899–1902, im Russisch-Japanischen Krieg und in den Balkankriegen 1912–1913 wurden die deutsche Methode (unter anderem von den Japanern und den Türken) und die französische Methode (unter anderem von den Russen, Serben und Bulgaren) angewendet. Auch stand sich hier das Geschützmaterial von Krupp und Skoda sowie von Schneider gegenüber.
Die Missionen, die von den beiden künftigen Kriegführenden unterstützt wurden, brachten einige alarmierende Berichte hervor, was aber im Großen und Ganzen der Vorfreude ihrer jeweiligen Generalstäbe auf den bevorstehenden Konflikt keinen Abbruch tat.

## Kriegsbeginn
Im August und September 1914 wurden Materialien und Methoden aus der Vorkriegszeit auf die Probe gestellt. Die Enttäuschung über eine neue Form des Krieges war zahlreich und umfasste Kavallerie, Infanterie und Artillerie aller kämpfenden Armeen.

### Erste Kämpfe
Die Schwierigkeiten bei den Aktivitäten der französischen Artillerie im August 1914 können durch einige Beispiele veranschaulicht werden, die in den Marschakten der Artillerieregimenter registriert wurden. Zusammenfassend: In den Grenzschlachten wurde die deutsche Infanterie von der französischen Artillerie intensiv bekämpft, aber auch sie selbst musste starkes Gegenfeuer ihrer deutschen Gegner hinnehmen. Für die Befestigungen war die dort positionierte veraltete französische Artillerie nicht in der Lage, gegen die modernen Stücke anzukommen, die die Deutschen gegen sie einsetzten.
Der erste Schuss wurde am 4. August 1914 in Philippeville in Algerien abgegeben, wo zwei Kanonen des 19-cm-Modells 1878 der Batterie von El Kantara, bemannt von einigen Männern der „6e groupe autonome à pied d’Afrique“, das Feuer auf die Goeben eröffneten. Der vierte Schuss (der Entfernungsmesser war nicht betriebsbereit) traf dessen Heck, woraufhin sich der Kreuzer mit hoher Geschwindigkeit entfernte.

#### Das 4eRAC im Elsass
Am Morgen des 31. Juli 1914 – zwei Tage nach dem Beginn der Mobilmachung – erhielten die Einheiten, die entlang der Ostgrenze stationiert waren, den Befehl, gemäß Plan XVII die Abschirmung zu aktivieren, um so den Aufmarsch der eigenen Truppen zu verschleiern. Davon waren neun Infanterie- und sieben Kavalleriedivisionen mit 138 Feldartillerie- und 21 berittenen Batterien betroffen. Der äußerste rechte Flügel schloss die mittleren Vogesen und die Lücke bei Belfort ein und wurde vom 7. Korps mit 120 Kanonen des 4., 5. und 47. Feldartillerieregiments, verstärkt durch die 8. Kavalleriedivision mit zwölf Geschützen der 4. berittenen Gruppe des 4. RAC und eine Batterie mit „Canons de 155 mm L modèle 1877“ des „9e régiment d’artillerie à pied“ aus Belfort, verteidigt.
Am 7. August 1914 rückten die französischen Kräfte vor. Am selben Tag eröffnete das 4. Artillerieregiment als Divisionsartillerie der 41. Division das erste Mal das Feuer. Nach dem Passieren des Büssing- und des Oderenpasses um 04:30 Uhr schickte das Regiment eine seiner 75-mm-Kanonen zur Unterstützung der Spitze der Infanteriekolonne, die von einem deutschen Maschinengewehr am Ausgang von Wesserling aufgehalten wurde. Der Beschuss war erfolgreich, wurde aber auf so kurze Distanz ausgeführt, dass die Bedienungsmannschaft von deutschen Infanteristen mit Gewehren beschossen wurde.
Am 9. August 1914 erfolgte ein neuer Einsatz bei Sennheim; zwei Batterien der 3. Gruppe des 4e RAC, aufgestellt am südöstlichen Abhang des Vorgebirges der Vogesen, feuerten aus einer Hinterhangstellung auf einen deutschen Angriff, der am Morgen von Wattweiler ausgegangen war. Nach der Evakuierung von Sennheim zu Beginn des Nachmittags griff die dritte Batterie der Gruppe, die am nördlichen Rand des Nonnenbruch-Waldes positioniert war, die deutsche Artillerie östlich von Uffholz an. Die 2. Gruppe des 4e RAC östlich von Lutterbach feuerte wieder auf deutsche Infanterie, erhielt aber ihrerseits starken Artilleriebeschuss. Das Gefecht von Sennheim endete mit dem französischen Rückzug. Ab dem 11. August war die Division in die Defensive entlang der Grenze östlich von Belfort übergegangen. Am Morgen des 12. wurde eine der Batterien noch mit einigen Granaten einer 10,5-cm-Feldhaubitze eingedeckt.

#### Das 39eRAC an der Mosel
Am 14. August 1914 begannen fünf Armeekorps der 1. und 2. Armee eine Angriffsoperation durch Lothringen. Dem 20. Armeekorps am linken Flügel unter dem Kommando von Général Foch standen als Korpsartillerie das 60e RAC und als Divisionsartillerie der 11. Division das 8e RAC sowie als Divisionsartillerie der 39. Division das 39e RAC zur Verfügung.
Nach dem deutschen Gegenangriff am Morgen des 20. August 1914 zog sich die gesamte Armee zurück. Im 39e RAC wurden um 06:00 Uhr zunächst zwei Gruppen durch feindliche Artillerie unter Kreuzfeuer genommen, mehrere Munitionsprotzen explodierten, und die Munition ging zur Neige. Um 08:30 Uhr näherte sich die feindliche Infanterie unbehelligt, die 1. Gruppe gab den Befehl zum Aufprotzen der Geschütze. Die 3. Gruppe konnte nichts dergleichen unternehmen, da sie in feindlicher Sicht unter schwerem Feuer lag. Ihr Stab zog sich erst nach dem Abzug der Infanterie und unter deutschem Gewehrfeuer zurück. Die 1. Gruppe konnte verhindern, dass die Gespanne im allgemeinen Rückzug mitgerissen wurden, es konnten sechs Kanonen und vier Munitionsprotzen von der 2. Batterie in Sicherheit gebracht werden.
Die 2. Gruppe stand isoliert drei Kilometer entfernt und war gegen Mittag zusammengeschlagen, die Situation war unhaltbar geworden, und der Rückzug wurde befohlen. Bei einem ersten Versuch wurden drei Fahrer und mehrere Pferde außer Gefecht gesetzt. Im zweiten Versuch wurde Fahrzeug um Fahrzeug – Viertelstunde um Viertelstunde im Galopp –, zwei Geschütze und vier Munitionsprotzen südlich Punkt 272 in Sicherheit gebracht.
Das rechte Geschütz stand in Feindsicht und wurde ausgeschaltet. Ein Geschütz musste zurückgelassen werden. Capitaine S., am Oberschenkel verletzt, ging mit seinen Leuten als Letzter zurück. […] Um 14:00 Uhr waren die 4. und 5. Batterie abgezogen, das 49. Kolonialregiment und Teile des 146. Infanterieregiments blieben eingeschlossen am Punkt 272 zurück. Die 4. Batterie beschoss die Deutschen, die gerade Fontenoy-sur-Moselle verlassen hatten und ihren Angriff stoppten. Die 5. Batterie hielt die Angreifer in den Wäldern von Viviers (Moselle) und Oron (Moselle) auf. Das 49. Kolonialregiment, von Schrapnellen dezimiert, räumte am Ende des Kampfes die Höhe 270. Die 2. Batterie zog sich durch den Wald zurück.

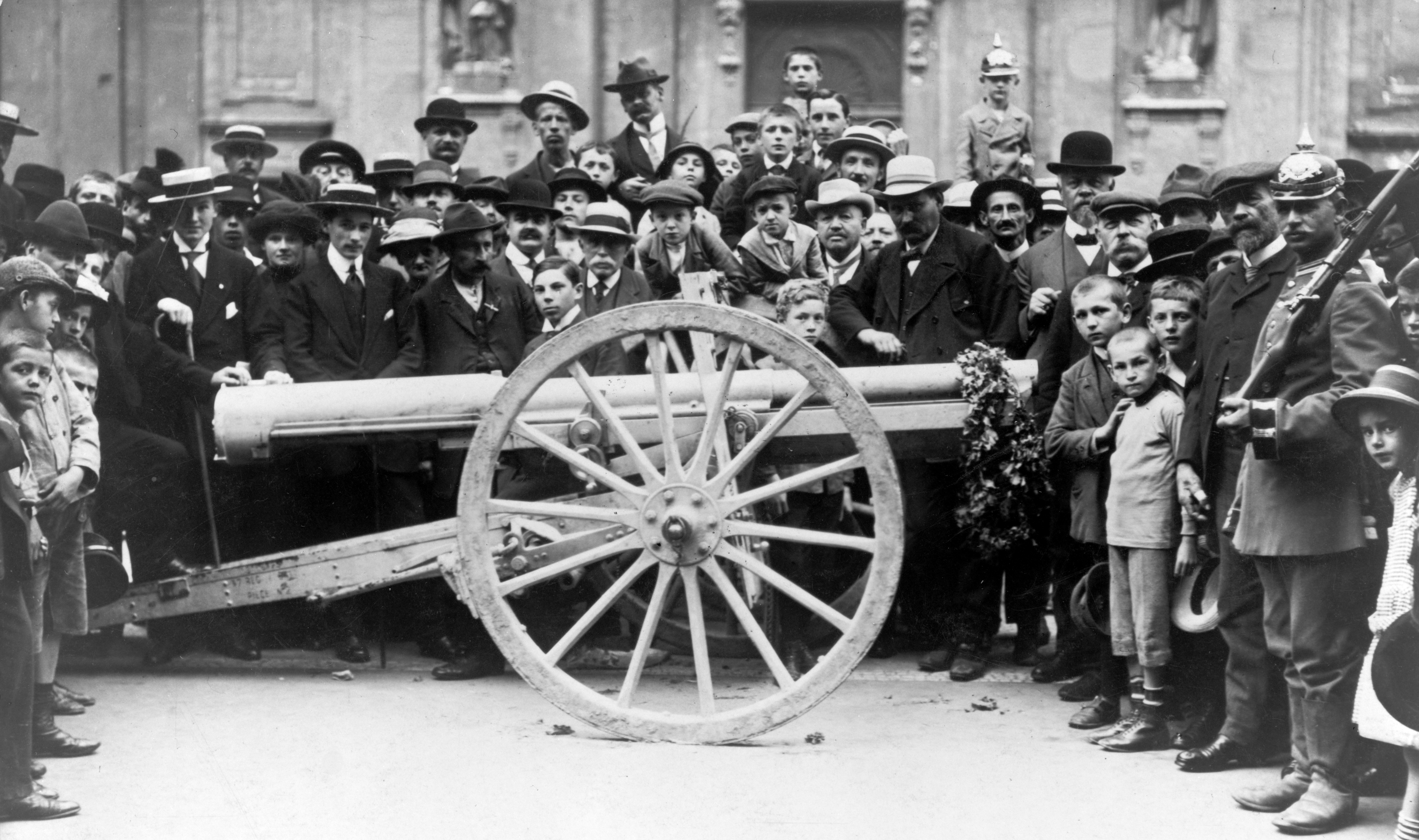
Eine erbeutete französische 75-mm-Kanone wird von deutschen Zivilisten besichtigt. Mehrere dieser Geschütze wurden auf das deutsche Kaliber 7,7 cm aufgebohrt und als Flugabwehrgeschütze in einer speziellen Lafette mit einer Rohrerhöhung von 50° eingesetzt. Die deutsche Bezeichnung lautete „7,7 cm L/35 Flak (franz)“.

Bilanz: Das Regiment verlor 23 seiner 36 Geschütze, ebenso 26 Munitionsprotzen. Der Regimentskommandant fiel.

#### Aufgeben von Befestigungen
Die französische Niederlage in den Grenzschlachten führte zum Rückzug der Armeen, was zur Isolation der Befestigungen an der Nordost-Grenze führte. Die deutschen Truppen belagerten und nahmen die Zitadelle von Longwy (8. bis 26. August), das Fort de Manonviller (23. bis 27. August), das Fort de Charlemont (24. bis 31. August), das Fort des Ayvelles (25. bis 27. August), Montmédy (25. bis 28. August) und die Forts des Festen Platzes von Maubeuge (24. August bis 7. September). Der Feste Platz Lille war am 24. August desarmiert und evakuiert worden. Die Festen Plätze Calais und Dünkirchen blieben isoliert, geschützt durch vorbeugende Überflutung des umgebenden Flachlandes.
In allen Fällen war die deutsche Belagerungsartillerie moderner und auch zahlreicher. Sie dominierte unverzüglich die französischen Festungsgeschütze. Als Beispiel sei hier das Fort de Manonviller genannt. Es war als Sperrfort im Zuge der Baumaßnahmen des Système Séré de Rivières modernisiert worden und hatte massive Artillerieverstärkungen erfahren:
- zwei Geschütztürme System Mougin modèle 1876 mit je zwei Canons de 155 mm L modèle 1877
- zwei Geschütztürme System Galopin modèle 1890 mit je zwei Canons de 155 mm L modèle 1877
- zwei Geschütztürme System Bussière modèle 1783 mit je zwei Kanonen 57 mm[29]
- dazu zwei Geschütze Canon de 80 modèle 1877 auf Feldgeschützlafette
- sechs Mörser Mortier de 220 mm modèle 1880
- vier Mörser 150 mm

Alle Geschütze wurden von Mannschaften des „6e régiment d’artillerie à pied“ bedient.
Die deutsche Beschießung begann am 25. August 1914 durch 21-cm-Haubitzen. Bereits am ersten Tag wurde einer der 155-mm-Türme außer Gefecht gesetzt, und ein Munitionsdepot mit 2200 57-mm- und 80-mm-Granaten flog in die Luft. Am 26. August waren zwei weitere 155-mm-Türme zerstört, und ein weiteres Munitionsdepot mit 800 Granaten vom Kaliber 155 mm explodierte. Am 27. August wurden um 04:20 Uhr zwei 42-cm-Haubitzen eingesetzt. Der vierte 155-mm-Turm wurde blockiert, die Besatzung konnte psychisch nicht mehr durchhalten, und um 15:30 Uhr wurde die weiße Fahne gehisst. Insgesamt wurde das Fort mit 979 15-cm-Granaten, 4596 21-cm-Granaten, 134 30,5-cm-Granaten und 59 42-cm-Granaten beschossen.
Vor dem deutschen Vormarsch wurde angeordnet, die stillgelegten Befestigungen der zweiten Verteidigungslinie wiederherzustellen. Vom 15. bis zum 25. August erhielt Fort d’Hirson neue Geschütze und eine Garnison, um die „4e groupe de divisions de réserve“ (4. Gruppe der Reservedivisionen) zu unterstützen, es wurde dann aber aufgegeben und am 27. August gesprengt. Am 26. August 1914 kamen die ehemaligen Festen Plätze La Fère und Laon, die durch das Dekret vom 28. April 1914 als solche aufgegeben worden waren, unter den Befehl des Generals der 5. Armee. Die alten „Canons de 90 mm modèle 1877“ sollten aus den Arsenalen der Orte herausgenommen werden (26 in La Fère und 22 in Laon), um sie in Artillerie-Batterien einzustellen. Das Ganze wurde schließlich vor der Ankunft der deutschen Truppen aufgegeben.

### Erfahrungen
„[…] die feindliche Offensive entwickelt sich immer mehr nach Süden hin, verstärkt durch unaufhörliche Schüsse von Haubitzen, die unmöglich zu sehen und als Konsequenz nicht zu bekämpfen sind. Das sehr präzise Feuer vernichtet allmählich einen Teil unserer Artillerie, die auf den Höhen westlich von Wahlscheid postiert ist. Die Kolonialbrigade verzichtet auf die Offensive und beschränkt ihre Bemühungen auf die Besetzung der Höhen des linken Bièvre-Ufers. […] Die Brigade gibt, nachdem sie schwere Verluste erlitten hat, Gelände auf, und ihre Einheiten, ohne Verbindung untereinander, ziehen sich zu den Höhen westlich von Valletta zurück (Meldung von Général Legrand, Kommandant des 21e corps d’armée, beim Angriff auf Harreberg am 20. August).“

„Die Angriffe des gestrigen Tages scheiterten nur, weil sie weder von der Artillerie noch vom Feuer der Infanterie vorbereitet worden waren. Es ist wichtig, dass die Infanterie niemals angreift, es sei denn, die Artillerie hat diesen Angriff vorbereitet und ist bereit, ihn zu unterstützen. Bajonett-Angriffe können unter den Umständen, unter denen sie die meiste Zeit durchgeführt wurden, nicht akzeptiert werden (Anweisung von Général Ruffey, Kommandant der 3. Armee, während der Kämpfe am 22. August bei Longwy an seine Einheiten).“

Während des Bewegungskrieges kämpften die deutschen Haubitzen mehrmals gegen die französischen Artilleristen, die nur dank der Mobilität der 75-mm-Batterien überleben konnten (es brauchte zu viel Zeit, um das indirekte Feuer zu regulieren). Während sich einige Kämpfe der Schlacht in den Ardennen (20. bis 25. August 1914) auf Infanterie-Begegnungen beschränkten, waren die Grenzschlachten ein Wendepunkt. Die Artillerie beherrschte nun das Schlachtfeld, und ihre Granaten wurden zur Hauptursache für Verluste.
Wie vor dem Krieg bereits vorhergesehen, waren die französischen Batterien zur Unterstützung der Infanterie oder zum Sperrfeuer mit vier 75-mm-Geschützen genauso effektiv wie die deutschen Batterien mit ihren sechs Kanonen 7,7 cm FK 96. Die französischen Kanonen hatten eine höhere Kadenz, und ihre Granaten hatten eine höhere Sprengwirkung. Die seltenen Fälle eines erfolgreichen Feuerüberfalls bezogen sich auf das direkte Schießen, so hatten zwei Gruppen des 5. Artillerieregiments (Artillerie des 7. Armeekorps) am 19. August 1914 Erfolg, als sie südlich Brunstatt auf eine Entfernung von 4875 Metern eine deutsche Abteilung vernichteten. Es wurden 18 Kanonen erbeutet.

Die Front stabilisierte sich Ende August im oberen Elsass, Mitte September im Zentrum und im Oktober im Norden. Es entwickelte sich eine neue Art des Kampfes: 

„[…] wenn sich die Infanterie eingräbt, um zu überleben, nimmt die schwere Artillerie einen dominierenden Platz ein; man tastete die Höhen ab, feuerte auf immer größere Distanzen, feuerte indirekt aus festen Positionen, konzentrierte das Feuer, während der Verbrauch von Granaten die Prognosen weit überstieg.“

Die Feldartillerie passte sich langsam dank einiger individueller Initiativen an. Zum Beispiel kam Colonel d’Estienne als Kommandant zum 22. Feldartillerieregiment und brachte zwei Blériot XI für die Artilleriebeobachtung mit, die er während der Schlacht bei Charleroi einsetzte. Wichtig waren die Beobachtungen auch während der Schlacht bei Deux Morins. Da aber die Franzosen nicht genug schwere Artillerie hatten, um auf die Verschanzungen zu schießen und die deutsche Artillerie niederzukämpfen, stellte der Kriegsminister dem Général Joffre am 23. September 1914 108 Geschütze des „155 mm court modèle 1881–1912 de Bange“ zur Verfügung (die Modifikation „1912“ bezog sich auf eine Geschützplattform aus Holz, die leichter zu transportieren war als die ursprüngliche Festungslafette). Weiterhin wurden 120 Mörser „220 mm modèle 1881–1891“ bereitgestellt (die Modifikation „1891“ bestand aus dem Einbau einer hydropneumatischen Bremse auf der Lafette).

„Es ist kein Geheimnis, dass wir uns unseren Gegnern gegenüber in einem Zustande von deutlicher Unterlegenheit befinden, besonders in Bezug auf die schwere Artillerie, die bei uns nur in einem embryonalen Zustand existierte. Viele von uns erinnern sich an die ernsten Stunden, in denen das Gefühl unserer Hilflosigkeit angesichts von Kanonen ans Licht kam, die sich, geschützt von unseren Angriffen, nicht einmal darum kümmerten, sich zu tarnen, weil sie völlig sicher waren, während sie uns vernichteten.“

### Munitionskrise
Bei Kriegsbeginn waren für die 75-mm-Feldkanonen 4.866.167 Schuss Munition vorhanden, somit pro Geschütz etwas mehr als 1.000 Schuss. Für die schwere Artillerie, für die man einen geringeren Verbrauch angenommen hatte, waren 1.280.000 Schuss 120-mm-Granaten für den 120 mm Obusier Baquet und die 120 mm Canon de Bange vorhanden, was pro Geschütz in der Feldarmee eine Ausstattung von 400 bis 450 Schuss ausmachte. Für den 155 mm Canon Rimailho war eine Ausstattung von 78.000 Schuss oder 450 Schuss pro Geschütz vorhanden. Für die 155 mm de Bange in den Forts und Festen Plätzen waren 1.400.000 Granaten vom Kaliber 155 mm vorgehalten.
Der Generalstab hatte eine zusätzliche Produktion von Munition geplant, um die Vorräte aufzustocken. Dazu sollten in den Arsenalen von Bourges, Lyon, Tarbes und Rennes 800.000 Granaten (25.000 pro Tag) hergestellt werden. Ab dem 65. Tag nach der Mobilmachung sollten noch 13.600 Granaten pro Tag (davon 3500 in privaten Fabriken) hergestellt werden. Alle diese Mengen waren auf einen Bewegungskrieg ausgelegt.
In Wirklichkeit wurden die Munitionsvorräte der 75-mm-Feldgeschütze zur Hälfte während der Grenzschlachten und der Schlacht an der Marne verbraucht. Bereits am 9. September 1914 informierte Edouard Laffon de Ladebat (Generaldirektor der Versorgung) den Kriegsminister Alexandre Millerand, dass die sechs Depots der allgemeinen Reserve in (Bourges), Angers, Rennes, Clermont-Ferrand, Lyon und Nîmes fast leer seien. Am 19. September 1914 wurde der durchschnittliche Verbrauch seit dem Beginn des Krieges auf 700 Schuss für ein 75-mm-Feldgeschütz (für einen einzigen Kampfmonat) geschätzt; es blieben ungefähr 650 Schuss pro Geschütz in den Transportern und Artillerieparks, dazu 45 Granaten pro Geschütz in den Lagern, Bahnhöfen und Arsenalen. Am 20. schrieb Joffre an den Minister:

„[…] die Herstellung von Artilleriemunition muss erheblich erhöht werden, oder wir können den Krieg nach dem 1. November nicht mehr aktiv fortsetzen.“

 Er schätzte die Mindestmenge auf 50.000 Schuss pro Tag, durchschnittlich zwölf Granaten pro Geschütz und Tag (während es in Wirklichkeit 100 pro Viertelstunde wurden). Am selben Tag versammelte der Kriegsminister in Bordeaux die Haupthersteller der metallverarbeitenden Industrie, um die Produktion auf 20.000 Granaten pro Tag Ende Oktober und 40.000 Anfang Dezember zu fordern. Es waren eigentlich 23.400 pro Tag im Oktober, was dann auf 11.300 im November wegen des Mangels an Arbeitern, Werkzeugmaschinen und Materialien absank.
Am 22. September 1914 versuchte das Hauptquartier, den Verbrauch von Munition an der stabilisierten Front zu begrenzen (was aber nicht für die Truppen im Norden der Oise galt), wie aus einer Bekanntmachung der Armee zu entnehmen war:

„Die Artillerie darf niemals ohne genau definierte Ziele schießen, auch nicht auf weite Flächen, wenn ein solcher Beschuss nicht notwendig ist, um den Vormarsch unserer Infanterie zu erleichtern oder feindliche Angriffe zu stoppen. Mit anderen Worten, es ist notwendig, das Feuern ohne Ziel zu verbieten.“

Es wurde außerdem verlangt, vorzugsweise Schrapnelle zu verwenden, was bisher zugunsten von Sprenggranaten vernachlässigt worden war. Am 24. September 1914 verlangte Joffre von den Armeekommandanten:

„[…] auf die allgemeinen Angriffe zu verzichten, welche von der Truppe durchgeführt werden, ohne ausreichende Vorteile zu erzielen, und stattdessen mit lokalisierten Angriffen vorzugehen, die ausgeführt werden, indem nacheinander die Mittel der Aktion auf die gewählten Punkte konzentriert werden.“

Er forderte eher Nachtangriffe, um Artilleriemunition zu sparen.

Dann, gleichentags: 

„[…] Lager zurzeit erschöpft. Wenn der Verbrauch gleich bleibt, ist es wegen fehlender Munition in zwei Wochen unmöglich, den Krieg  fortzusetzen […] Die gesamte verfügbare Munition ist für eine gewaltsame Offensive zu erhalten, wenn diese möglich wird. Ich kann Ihre Aufmerksamkeit nicht genug auf die kapitale Bedeutung dieses Vorgehens richten, von dem die Errettung des Landes abhängt.“

Am 27. September 1914 begann die Rationierung. Die Versorgung der Armeen war jetzt auf 300 Schuss pro Geschütz begrenzt (einschließlich Munition, die in den Artillerieparks gelagert war), der Rest wurde in der Etappe als Reserve zurückgehalten.
Darüber hinaus war kein Munitionsnachschub vor dem 20. Oktober 1914 geplant, um die Lieferungen auf die Einheiten zu konzentrieren, die am Wettlauf zum Meer beteiligt waren. Infolgedessen waren die Angriffe der 9. Armee in der Champagne wegen Mangel an Munition seit dem 27. Oktober in der Nacht eingestellt.

„Um den Verbrauch von Artilleriemunition während der Verteidigungszeit zu begrenzen, die die Entwicklung des Manövers unserer Linken ermöglichen sollte, wird das Korps grundsätzlich eine defensive Haltung beibehalten.

[…] Die Artillerie-Batterien werden sich nicht einschießen, sondern mit einzelnen Geschützen nur Schüsse abfeuern, die auf genau definierte Ziele gerichtet sind und gut beobachtet werden können. Sie werden jedes Flächenfeuer vermeiden.

[…] Der Verbrauch muss mit der strengsten Sparsamkeit reguliert werden, es ist notwendig, ihn bis auf weiteres zu begrenzen, um den durchschnittlichen Wert von 13 Schuss pro Geschütz und pro Tag nicht zu überschreiten (Général Ferdinand Foch: Instruction personnelle secrète. 27. September 1914).“

Am 28. September 1914 ordnete das Oberkommando an, dass jede Armee jeden Abend oder jede Nacht vor sechs Uhr durch chiffriertes Telegramm dem Direktor der Versorgungsdienste die Zahl der am Tag verbrauchten 75-mm-Granaten mitzuteilen habe.
Der tägliche Verbrauch wurde dann im Oktober in der Größenordnung von 38.000 Granaten pro Tag (eine Million Granaten pro Monat) festgelegt, von denen die Hälfte der 2. Armee zugeteilt wurde. Am 2. Oktober 1914 wurden von den insgesamt 38.759 während eines Tages verfeuerten Granaten allein durch die 2. Armee in der Picardie 31.300 Granaten verbraucht, während der Verbrauch ihrer Nachbarn, der „Groupement de divisions territoriales“ (GDT – Gruppierung der territorialen Divisionen), 950, bei der 6. und 5. Armee an der Oise 1088 und 191, bei der 9. Armee um Reims 483, bei der 4. Armee in den Argonnen 1259, bei der 3. Armee auf den Maashöhen 658 und bei der 1. Armee in Lothringen und in den Vogesen nur 2830 Granaten betrug.
Es wurde jetzt befohlen, die Munitionsvorräte aus den Festen Plätzen und aus den Kolonien der Front zuzuführen. Ein Teil der 75-mm-Kanonen wurde im Herbst durch 500 veraltete „Canons de 90 mm“ ersetzt, die langsamer schossen und von denen noch Munition auf Lager war. Diese Vorräte an 90-mm-Munition schrumpften trotz einer Produktion von 2000 Schuss pro Tag schnell zusammen, sodass die Geschütze ab April 1915 außer Dienst gestellt wurden. Erst in den ersten Monaten des Jahres 1915 deckte die französische Produktion die Bedürfnisse der Artillerie ab und versorgte auch die belgischen, serbischen und russischen Armeen mit Artilleriegranaten.

#### Defekte Munition
Mit dem chronischen Mangel an 75-mm-Granaten tauchte schnell ein weiteres Problem auf – die Granaten dieses Kalibers waren von mangelhafter Qualität. Sie explodierten nicht, explodierten zu schnell oder – schlimmer – als Rohrkrepierer, wobei das Geschützrohr zerstört und die Mannschaft womöglich getötet wurde. Diese Vorfälle häuften sich ab Dezember 1914 und alarmierten die verantwortlichen Stellen. Sechs Berichten zwischen August und Dezember zufolge, 500.000 Granaten betreffend, waren 236 zwischen dem 20. Dezember 1914 und dem 20. Dezember März 1915, 176 allein in der 4. Armee, schadhaft. Die Verwendung der Abzugsschnur an den Kanonen wurde dann eingeführt, um die Kanoniere beim Auslösen des Schusses auf Distanz zu halten.
Trotz der ergriffenen Maßnahmen gingen die Probleme während des gesamten Konflikts weiter: unvollständige Detonationen (wegen des Setzens oder der Kristallisation des Explosivstoffs während der Füllung der Granaten), Blindgänger durch gescheiterte Zündvorgänge, Risse durch Materialermüdung in den Kartuschenhülsen, die bis zu acht Mal vor dem Aussortieren wiederverwendet wurden, Granaten, die nur ein Drittel ihrer Schussentfernung erreichten (wegen einer unvollständigen oder feuchten Treibladung), dazu unberechenbare Einflüsse (Abnutzung, Verschmutzung), es fanden sich Fremdkörper in den Kartuschen (Nägel, Schrauben, Holzstücke, Schnüre, Lumpen, Handschuhe…) usw.
Die Toleranzen bei der Befüllung der Explosivladungen und die Bearbeitung der Granaten waren so wichtig, dass ab Frühjahr 1915 die Patronen der Artillerie des gleichen Kalibers nach ihrer Masse sortiert wurden, um ein wenig mehr Präzision bei den Schüssen zu erreichen. Zum Beispiel waren von den 75-mm-Granaten diejenigen von 4,85 bis 5 kg jetzt mit dem Buchstaben „L“, die von 5 bis 5,15 kg mit einem Kreuz, die von 5,151 bis 5,3 kg mit zwei Kreuzen und die von 5,301 bis 5,45 kg mit drei Kreuzen gekennzeichnet. Die Geschosse der schweren Artillerie waren direkt mit dem Gewicht in Kilogramm versehen.

## Beweglichkeit und Wirksamkeit
Nach der Wandlung des Bewegungskrieges in einen Grabenkrieg im Herbst 1914, der sich zu einer Art gigantischer Belagerung entwickelte, musste sich die Artillerie mit ihrem Material und ihrer Taktik auf die neuen Gegebenheiten einstellen.

### Mehr Geschütze
Während sie auf die Herstellung neuer, modernerer Modelle wartete, war die französische Artillerie auf Hilfsmittel angewiesen. Zuerst wurden die alten Geschütze an die Front geschickt, ebenso Marinegeschütze und Küstenartillerie, improvisierte Mörser und beschlagnahmte Kanonen, die für den Export bestimmt waren (zum Beispiel das Modell der 75-mm-Kanone, die unter dem Namen Schneider PD07 an die russische Armee geliefert werden sollte). Durch aufeinanderfolgende Programme, die immer umfangreicher wurden, konnte immer mehr Artillerie geliefert werden. So durch den Ministerialbeschluss vom 24. Oktober 1914 („Barrier Bange“), vom 27. Juli 1915 (Reorganisation der schweren Artillerie) und vom 30. Mai 1916 (Verdreifachung der Zahl der Haubitzen 155 mm kurz).

#### Erste Lösungen

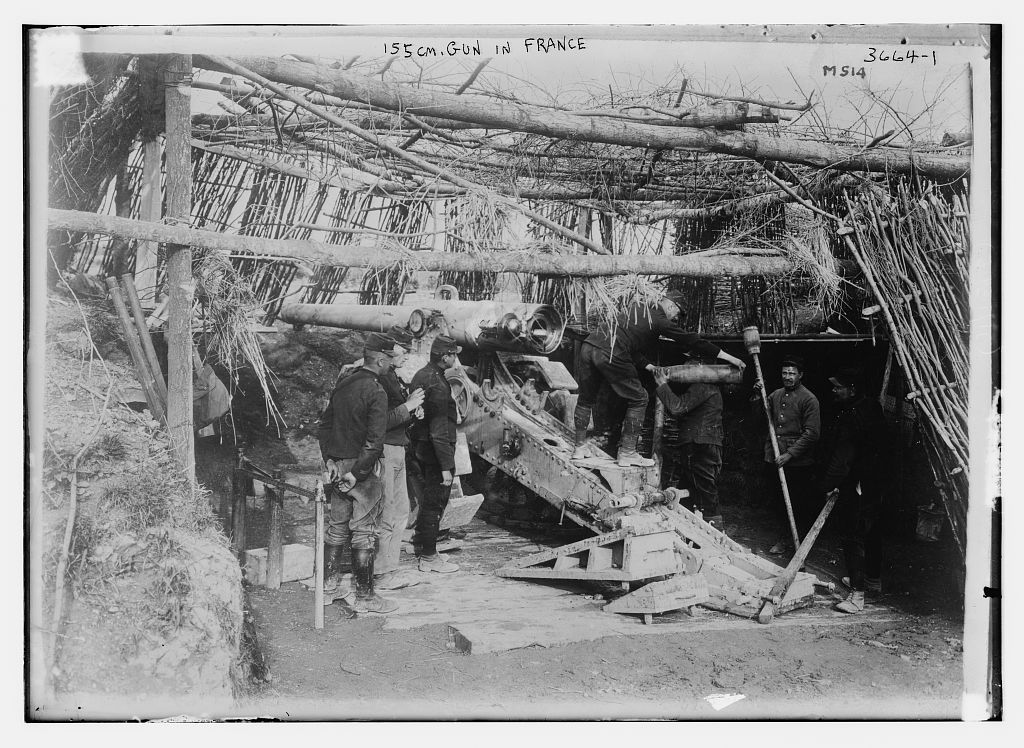
Eine Canon de 155 mm L modèle 1877 mit geöffnetem Verschluss auf einer 3,2 t schweren Festungs-/Belagerungslafette. Zu sehen sind die Radverbreiterungen und die Keile, um den Rücklauf abzubremsen. Die Installation eines solchen Geschützes dauerte eine Stunde, ohne den Bau der Stellung.

Am 22. September 1914 bat das Hauptquartier das Kriegsministerium, die Artillerie der Festungen zur Verfügung zu stellen. (Die „Verordnung über den Dienst auf Festen Plätzen“, die durch das Dekret vom 7. Oktober 1909 erlassen wurde, gab den Gouverneuren von Festungen eine gewisse Autonomie gegenüber dem Oberbefehlshaber, insbesondere durch Artikel 151: „Der Oberbefehlshaber darf keinen Teil der vom Minister bestimmten Verteidigungsgarnison von einem Ort abziehen“.) Das Dekret vom 5. August 1915 änderte diese Vorschrift, indem es die in der jeweiligen Zone der Armeen befindlichen Befestigungen dem Oberbefehlshaber unterstellte, der jetzt ohne Einschränkung über die ganze Garnison der Festungen und alle Reserven und Vorräte verfügen konnte und sie dann am 24. August den Kommandanten der verschiedenen Armeen zur Verfügung stellte.
Bei den Geschützen handelte es sich um alte Modelle, viele auf nicht mobilen Festungs-/Belagerungslafetten mit geringer Kadenz, ohne Rohrrücklauf, aber in großer Zahl verfügbar: die „Canon de Bange de 90 modèle 1877“ musste die 75-mm-Kanonen in hundert Feldbatterien ersetzen, um 75-mm-Munition zu sparen, die „Canon Lahitolle de 95 mm“ und die „Canon de 120 mm L modèle 1878“ wurden zur Aufstellung neuer Feldbatterien in den Armeekorps herangezogen, während die „Canon de 155 mm L modèle 1877“ und die „Mortier de 220 mm modèle 1880“ bei der Fußartillerie blieben und den schweren Batterien der Armeen zur Bekämpfung von Verschanzungen und ähnlichem zugeordnet wurden. Nichtsdestoweniger half diese „Barrier Bange“ aus alten Kanonen der Armee, die Front zu halten, während sie auf die Ankunft von moderneren schweren Geschützen wartete.
Im Herbst 1914 kam eine Anzahl von schweren Belagerungsgeschützen bei den Großverbänden an. Das Oberkommando entschied am 27. November, jedem Armeekorps und jeder Reserve-Divisionsgruppe eine Gruppe zu zwei Batterien mit je vier Geschützen (105 mm, 120 mm oder 155 mm lang) zu unterstellen. Andere schwere Batterien blieben der Armee vorbehalten, die sie in Reserve hielt oder sie vorübergehend je nach Bedarf einsetzte. So war zum Beispiel am 1. Dezember 1914 kurz vor der Teilnahme an der Herbstschlacht in der Champagne die 4. Armee (bestehend aus fünf Korps) mit insgesamt 488 75-mm-Kanonen (anstelle von 600), 144 Kanonen 90 mm, 16 Kanonen 65 mm, 14 Kanonen 80 mm, 30 Kanonen 120 mm „long“, 16 Haubitzen 155 mm „court tir rapide“, 34 Kanonen „155 mm court modèle 1912“, 26 glatten Mörsern 150 mm und sechs Autokanonen ausgestattet. General de Langle forderte am 11. Dezember Verstärkungen durch vier Geschütze 155 mm „long“ und zwei schwere 220-mm-Mörser an.
Ab Februar 1916 wurden 120 der „Canon de 155 mm long modèle 1877“ auf eine neue, von Schneider konstruierte Lafette gesetzt (die gleiche wie für die Canon de 105 mm modèle 1913), mit Rohrrücklaufbremse und einer Rohrerhöhung bis zu 42°. Diese modernisierten Geschütze wurden als „Canon de 155 mm L modèle 1877–1914“ bezeichnet und erlaubten eine Kadenz von bis zu drei Schuss pro Minute. Alle diese Teile mussten noch mit Pferdegeschirren für die Protzen und Munitionswagen ausgestattet werden. Dazu musste das notwendige Personal von den Festen Plätzen, den Küstenbefestigungen oder den Depots abgestellt werden. Diese Umstrukturierungen betrafen die rückwärtigen Festen Plätze Langres, Besançon, Dijon, Lyon, Grenoble, Toulon und Brest. Dazu kamen noch die Befestigungen von Paris, Verdun, Toul, Épinal und Belfort.
| Typ                                                 | Gewicht | Kadenz                  | Maximale Schussweite | Geschossgewicht                                                   |
| --------------------------------------------------- | ------- | ----------------------- | -------------------- | ----------------------------------------------------------------- |
| Canon de 80 modèle 1877                             | 955 kg  | ein bis zwei Schuss/min | 8,7 km               | Schrapnell: 6,3 kg oder Sprenggranate: 5,9 bis 6,1 kg             |
| Canon de 80 mm M (de montagne) modèle 1878 de Bange | 305 kg  | ein bis zwei Schuss/min | 4,1 km               | Schrapnell: 6,3 kg oder Sprenggranate: 5,9 bis 6,1 kg             |
| 155 C modèle 1881 de Bange                          | 2080 kg | ein Schuss/min          | 6,2 km               | Schrapnell: 40,5 bis 40,8 kg oder Sprenggranate: 41,3 bis 43,7 kg |
| 155 C modèle 1881–1912 Filloux                      | 4660 kg | ein bis zwei Schuss/min | 7,8 km               | Schrapnell: 40,5 bis 40,8 kg oder Sprenggranate: 41,3 bis 43,7 kg |
| 155 C modèle 1890 Baquet                            | 3115    | ein bis zwei Schuss/min | 7,8 km               | Schrapnell: 40,5 bis 40,8 kg oder Sprenggranate: 41,3 bis 43,7 kg |

| Typ                                        | 30. Nov. 1914 | 1. Mai 1915 | 1. Okt. 1915 | 1. Feb. 1916 | 1. Aug. 1916 | 1. Dez. 1916 | 1. Aug. 1917 | 5. Nov. 1918 |
| ------------------------------------------ | ------------- | ----------- | ------------ | ------------ | ------------ | ------------ | ------------ | ------------ |
| Canon de 80 mm M (de montagne) modèle 1878 | 88            | 168         | 455          | 467          | 408          | 407          | 494          | 32           |
| Canon de 90 modèle 1877 de Bange           | 587           | 612         | 1570         | 1783         | 1452         | 1349         | 1193         | 144          |
| Canon Lahitolle de 95 mm modèle 1875       | 243           | 435         | 900          | 857          | 894          | 896          | 1094         | 241          |
| Canon de 120 mm L modèle 1878              | 286           | 540         | 1480         | 1335         | 1338         | 1110         | 1407         | 526          |
| Canon de 155 mm L modèle 1877              | 112           | 328         | 630          | 629          | 738          | 669          | 943          | ?            |
| Mortier de 220 mm modèle 1880              | 14            | 63          | 190          | 169          | 306          | 200          | 193          | ?            |
| Mortier de 270 mm modèle 1885              | 0             | 4           | 51           | 46           | 53           | 66           | 24           | 14           |

#### Neue Feldgeschütze
Die 75-mm-Kanone wurde als ein Hauptstück der französischen Artillerie beibehalten. Die Serienproduktion wurde daher im Herbst 1914 wieder aufgenommen, um die Verluste zu ersetzen (447 Kanonen wurden zwischen August 1914 und Februar 1915 aufgegeben oder vom Gegner erbeutet) und den Bedürfnissen neuer Batterien gerecht zu werden. 160 75-mm-Geschütze Modell 1897 und 80 Geschütze Modell 1912 waren bei Schneider et Cie bestellt, die Lieferung sollte ab Frühjahr 1915 erfolgen. Inzwischen wurden am 25. September 1914 240 75-mm-Geschütze in Algerien zusammengezogen. Im Februar 1915 wurden die Batterien vorübergehend nur noch mit drei statt mit vier Geschützen ausgerüstet. Im Mai 1915 wurden weitere 200 Geschütze 75 mm modèle 1912 bei Schneider und 200 Geschütze M 1915 bei der „Compagnie des forges et aciéries de la marine et d’Homécourt“ in Saint-Chamond bestellt. Im Jahre 1915 wurden jeden Monat 200 dieser Geschütze ausgeliefert, in den Jahren 1916 und 1917 steigerte sich das auf 500 und 1918 auf 700 Geschütze pro Monat. Insgesamt wurden während des Krieges 27.000 dieser Kanonen hergestellt. Aber diesen Kanonen fehlte es an Durchschlagskraft und Reichweite, um Verschanzungen zu zerstören und die feindliche Artillerie erfolgreich zu bekämpfen; die französische Artillerie brauchte daher auch mehr schwere Geschütze.
Glücklicherweise hatte die Firma Schneider moderne Modelle für den Export entwickelt, die an die russische Armee geliefert werden sollten und von denen die französische Armee seit 1913 ebenfalls eine gewisse Anzahl bestellt hatte. Im August 1914 ging die Canon de 105 mm long modèle 1913 (das russische Kaliber lag bei 106,7 mm) in die Produktion. Gerade rechtzeitig zur Mobilmachung waren die ersten 12 von 220 bestellten Geschützen geliefert worden. Sie trafen am 16. September 1914 bei der 6. Armee ein und wurden der 4. Gruppe des 2. schweren Artillerieregiments zugeteilt.
Der gleiche Hersteller hatte im November 1913 eine Bestellung über 18 Mörser Mortier de 280 modèle 14/16 aus Russland erhalten, deren Lieferungen 1915 beginnen sollten. Mehr noch konnte die Armee in Le Creusot elf Batterien 120-mm-Mörser, die für Bulgarien bestimmt waren, zurückhalten. Sie wurden letztendlich bei der französischen Orientarmee eingesetzt.

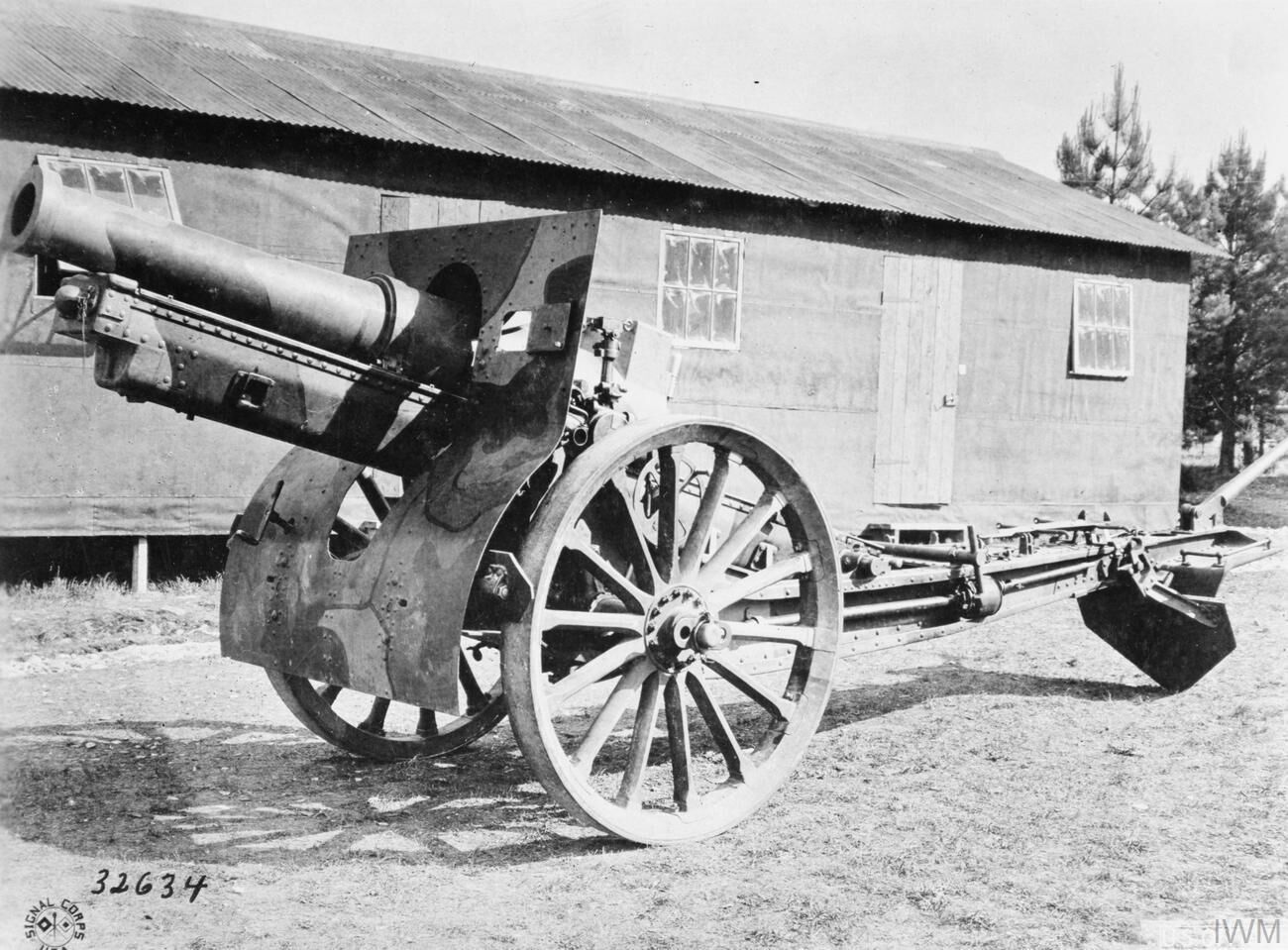
Die Canon de 155 C modèle 1917 S wurde entwickelt, um Verschanzungen mit seiner gekrümmten Schussbahn zu zerstören (die V0 lag bei 450 m/s, und das Geschoss M 1915 mit Verzögerungszünder wog 43,55 kg, davon 4,8 kg Sprengmasse)

Im Juni 1915 forderte Joffre 155-mm-Haubitzen, um Feldverschanzungen bekämpfen zu können. Daraufhin wurden im Oktober 512 dieser Geschütze als „Canon C Modell 1915 und 1917 S“ bestellt. Abgeleitet war das Geschütz von einer für Russland entwickelten Saint-Chamond-150-mm-Haubitze und der „Canon 155 mm C Saint-Chamond 1915 CH“ für Mexiko. Bis zum Sommer 1916 konnten aber nur 60 Geschütze geliefert werden, was weit von den Bedürfnissen entfernt war. Ebenfalls im Oktober 1915 wurden bei Schneider 40 Exemplare des schweren 220-mm-TR-Mörsermodells 1915 bestellt (eine Adaption seines russischen 9-Zoll-Mörsers), die im Winter 1916/1917 angeliefert wurden.
Die Armee forderte auch Ferngeschütze. Bis zur Entwicklung dieser neuen Kanonen wurden 48 Marinekanonen „Modell 1897 100 mm TR“, die zuvor von der Küstenartillerie verwendet worden waren, von ihren Betonplattformen entfernt, um auf Belagerungslafetten montiert zu werden. Dadurch wurde die Kadenz von sechs auf nur noch einen Schuss verringert. Aber die Stärke ihrer Treibladung und die Länge ihrer Rohre boten eine Mündungsgeschwindigkeit von 760 m/s, das hieß, bei der maximalen Ausrichtung von +28° eine Reichweite von 9,5 km mit dem Modell 1898–1908, dann 13,5 km mit dem Modell 1915 Granate Typ D (Desaleux). Sechs Gruppen von 100 mm (zwei Batterien zu vier Stücken) wurden allmählich vom Frühjahr 1915 bis zum Frühjahr 1916 gebildet, dann wurden fünf der Gruppen Ende 1916 wegen der Abnutzung der Rohre ausgesondert. Drei Gruppen wurden im Frühjahr 1917 auf 24 Kanonen 105 mm umgerüstet, um schließlich Ende 1917 an die Küstenbatterien zurückgegeben zu werden.
Um die Reichweite noch zu erhöhen, wurden 39 Marinekanonen vom Kaliber 140 mm (tatsächlich 138,6 mm) – von denen 15 Rohre neu waren – verwendet. Zwölf stammten von den alten Schlachtschiffen „Carnot“ und „Charles Martel“. Zwölf andere, die zu abgenutzt waren, wurden auf das Kaliber 145 mm aufgebohrt, um sie auf speziell gebauten Feldartillerielafetten zu montieren. Diese Geschütze wurden im Januar 1916 bestellt und von September 1916 bis Juli 1917 geliefert.
Nach diesen Erfahrungen wurden 200 neue Geschütze dieses Typs unter der Bezeichnung „Canon de 145 mm modèle 1916“ im Jahre 1916 bestellt. Die Rohre wurden in der Gießerei in Ruelle-sur-Touvre gefertigt, während die Montage in Saint-Chamond erfolgte. Die Auslieferungen waren bis Anfang 1918 abgeschlossen. Die Mündungsgeschwindigkeit war mit 794 m/s so zufriedenstellend, dass die Aufbohrung auf das Kaliber 155 mm für den Herbst 1918 geplant war. 1916 wurden zwei Modelle der „Canon de 155 mm L modèle 1917 S“ (auf Lafette „155 modèle 1877–1914“) und der Canon de 155 mm GPF modèle 1917 (GPF = grande puissance Filloux) auf einer Lafette mit der Möglichkeit der Rohrerhöhung von 60° montiert. Dieses Modell kam aber erst im Jahre 1917 an die Front.
| Typ                                                      | Gewicht          | Kadenz               | Maximale Reichweite | Geschossgewicht                                               |
| -------------------------------------------------------- | ---------------- | -------------------- | ------------------- | ------------------------------------------------------------- |
| 75 mm modèle 1914 S (Schneider)                          | 1096 kg          | 12 bis 18 Schuss/min | 6,3 km              | Schrapnell: 7,2 bis 7,4 kg oder Sprenggranate: 5,5 bis 7,2 kg |
| 75 mm modèle 1915 CH (Saint-Chamond)                     | 1090 kg          | 12 bis 18 Schuss/min | 6,5 km              | Schrapnell: 7,2 bis 7,4 kg oder Sprenggranate: 5,5 bis 7,2 kg |
| 100 mm TR modèle 1897                                    | 6000 kg          | 1 Schuss/min         | 13,5 km             | Sprenggranate: 13,3 bis 14,3 kg                               |
| Canon de 105 modèle 1913 Schneider                       | 2350 kg          | 6 bis 8 Schuss/min   | 12,5 km             | Schrapnell: 16,9 kg oder Sprenggranate: 15,4 bis 16 kg        |
| 120 mm modèle Schneider                                  | 2150 kg          | 2 Schuss/min         | 8,1 km              | Sprenggranate: 19,7 bis 21 kg                                 |
| 14 cm modèle 1891                                        | 10.940 kg        | 1 Schuss/min         | 15,8 km             | Sprenggranate: 30,5 bis 36,5 kg                               |
| 14 cm modèle 1910                                        | 11.935 kg        | 1 Schuss/min         | 17,4 km             | Sprenggranate: 30,5 bis 36,5 kg                               |
| 145 mm modèle 1910                                       | 12.000 kg        | 2 Schuss/min         | 17,6 km             | Sprenggranate: 33,7 bis 36 kg                                 |
| 145 mm modèle 1916                                       | ?                | 3 Schuss/2 min       | 18,5 km             | Schrapnell: 36,4 kg, Sprenggranate: 33,7 bis 36 kg            |
| Canon de 155 C modèle 1917 S (C modèles 1915 und 1917 S) | 3220 und 3300 kg | 4 Schuss/min         | 11,9 km             | Sprenggranate: 41 bis 44,8 kg                                 |
| Canon de 155 mm C Saint-Chamond                          | 2860 kg          | 3 Schuss/min         | 9,3 km              | Sprenggranate: 41 bis 44,8 kg                                 |
| 155 mm L modèle 1917 S                                   | 8710 kg          | 3 Schuss/min         | 15,9 km             | Sprenggranate: 41 bis 44,8 kg                                 |
| Canon de 155 mm GPF                                      | 11.200 kg        | 3 bis 4 Schuss/min   | 16,3 km             | Sprenggranate: 41 bis 44,8 kg                                 |
| 220 mm TR modèles 1915 und 1916 S (Schneider)            | 7455 und 7792 kg | 2 Schuss/min         | 10,8 km             | Sprenggranate: 100,5 kg                                       |
| Mortier de 280 modèle 14/16                              | 16.000 kg        | 1 Schuss/min         | 10,9 km             | Sprenggranate: 202 bis 275 kg                                 |

| Calibres                                           | 30/11/1914 | 1/05/1915 | 1/10/1915 | 1/02/1916 | 1/08/1916 | 1/12/1916 | 1/08/1917 | 5/11/1918 |
| -------------------------------------------------- | ---------- | --------- | --------- | --------- | --------- | --------- | --------- | --------- |
| 37 mm TR modèle 1916                               | 34         | 138       | 140       | 149       | 195       | 483       | ?         | ?         |
| Canon de 65 mm de montagne M modèle 1906           | 80         | 84        | 85        | 79        | 72        | 36        | 183       | 136       |
| Canon de 75 mm modèle 1897, modèle 1912, 14 und 15 | 3539       | 3071      | 3524      | 3819      | 4029      | 4446      | 5890      | 5145      |
| 100 mm TR modèle 1897                              | 0          | 4         | 24        | 48        | 45        | 27        | 48        | 0         |
| Canon de 105 mm modèle 1913 Schneider              | 24         | 51        | 79        | 83        | 79        | 105       | 327       | 576       |
| Obusier de 120 mm C modèle 1890 Baquet             | 59         | 43        | 150       | 143       | 131       | 125       | 141       | 10        |
| Canon de 155 mm C Saint-Chamond CH                 | 0          | 0         | 0         | 0         | 0         | 72        | ?         | ?         |
| Canon de 155 C modèle 1917 Schneider               | 0          | 0         | 0         | 0         | 46        | 136       | 433       | ?         |
| Obusier de 155 mm CTR modèle 1904 Rimailho         | 101        | 97        | 93        | 90        | 81        | 50        | 33        | 0         |
| 155 mm C modèle 1881–1912                          | 102        | 161       | 330       | 329       | 372       | 314       | 387       | ?         |
| 155 mm L modèle 1877–1914 S                        | 0          | 0         | 0         | 0         | 23        | 60        | 105       | ?         |
| 220 mm TR modèle 1915 und 1916                     | 0          | 0         | 0         | 0         | 0         | 0         | 39        | ?         |
| Mortier de 280 modèle 14/16 TR modèle 1914         | 0          | 0         | 2         | 6         | 16        | 18        | 32        | 65        |

#### Artillerie de grand puissance – Artillerie großer Wirkung (Hochleistungsartillerie)

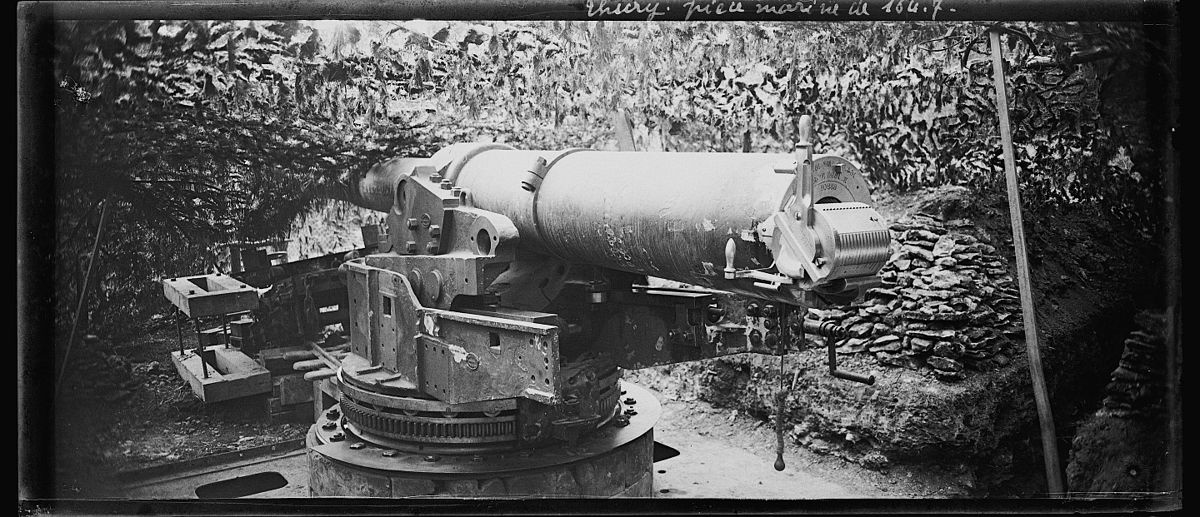
Canon de 164 mm modèle 1893 in getarnter Stellung bei Thury-en-Valois (1918)

Im September 1914 rechtfertigte die hohe Wahrscheinlichkeit des Angriffs auf das verschanzte Lager Paris den Einsatz der Marine-Langrohr-Batterien (wie während der Belagerung von Paris (1870–1871)). Die ersten Geschütze mit ihrer Bedienung von Marine-Kanonieren kamen schließlich im Oktober im Arsenal von Verdun an. Sie waren für den Einsatz in den Festen Plätzen von Verdun und Toul sowie für Grand-Couronne bei Nancy vorgesehen. Es handelte sich um die „Canon 138 mm Modell 1910“ (eigentlich 138,6 mm, ursprünglich für die Bretagne-Klasse vorgesehen) und die „Canon 164 mm Modell 1893“ (164,7 mm) von der République-Klasse und den Linienschiffen Suffren und Iéna. Da diese Geschütze auf ihren Schiffslafetten geliefert wurden, mussten sie in festen Positionen installiert werden, manchmal halb unterirdisch in Kasematten. Mehrere wurden deshalb im Februar 1916 erbeutet, so zum Beispiel im Wald von Le Fays und La Vauche.
Im September wurde eine Batterie mit zwei kurzen 200-mm-Kanonen auf Eisenbahn-Lafetten bei Le Creusot beschlagnahmt. Die Geschütze waren von Peru 1908 bestellt, aber noch nicht geliefert worden. Diese ersten beiden schweren Eisenbahngeschütze (ALVF) eröffneten am 5. Oktober 1914 das Feuer, um den Rückzug der belgischen Armee am Ende der Belagerung von Antwerpen zu decken.
Am 14. Oktober 1914 stellte das Hauptquartier einen Antrag an den Kriegsminister, die sehr umfangreiche Marine-Artillerie einzusetzen. Dazu zählten die Küstenartillerie und die Geschütze, die noch in den Werken von Schneider et Cie und in Saint-Chamond gelagert waren. Diese sollten als Eisenbahngeschütze oder auf fixen Betonplattformen eingesetzt werden. Eine erste Gruppe von 19-cm-Küstengeschützen wurde gebildet und dann durch die Zuteilung von 240-mm- oder 270-mm-Küstengeschützen verstärkt und unverzüglich an die Front kommandiert. Im November 1914 wurde eine große „Canon G de 240 mm modèle 1884“ (mit einem Gesamtgewicht von 53 Tonnen) auf einer Mittelpivotlafette von Calais nach Perugia transportiert und im Wald von Fourches östlich vom Fort de la Justice aufgestellt. Sie sollte im Falle einer Belagerung zur Verteidigung des Festen Platzes Belfort dienen. Im Dezember 1914 wurden weitere vier „Canons de 24 cm modèle 1870–1887“ von der Batterie des Couplets in Cherbourg an die Front geschickt, trotz des Widerstands des Admiral-Präfekten.
Am 25. Oktober 1914 erstellte das Oberkommando eine Liste der von ihm gewünschten Hochleistungsgeschütze. Dieses Programm wurde vom Kriegsminister am 31. Oktober 1914 genehmigt, der einen Auftrag an die Arsenale und Industrie vergab: eine Marinekanone 30,5 cm, zwei Marinekanonen 27,4 cm, acht Küstengeschütze 24 cm und zwölf Küstengeschütze 19 cm. Da die Schiffsgeschütze für eine Verwendung in Geschütztürmen vorgesehen waren, mussten sie alle so umgebaut werden, dass sie auf Eisenbahn- oder fixen Holzlafetten eingesetzt werden konnten. Diese Waffen kamen nicht vor Beginn des Jahres 1915 an die Front, wo sie entweder Batterien in den Fußartillerieregimentern oder selbstständige Gruppen bildeten. Sie wurden bei Bedarf vorübergehend vom Oberkommando den verschiedenen Armeen zugeordnet. Komplettiert wurde diese Aufstellung seit November 1914 durch vier Geschütze, die auf Lastkähnen montiert waren, und im Februar 1915 durch 16 weitere 240-mm-Geschütze. Ein neues Bauprogramm wurde am 9. März 1915 ins Leben gerufen, um eine Stückzahl von insgesamt 201 Stück zu erreichen (davon acht Haubitzen 400 mm). Die Bestellungen wurden am 22. Juni 1915, am 30. Mai 1916, am 22. Juni 1916 und am 24. Februar 1917 jeweils erhöht, sodass zuletzt 318 neue Stücke geordert waren. Die Hersteller sahen sich jedoch nicht in der Lage, diese Masse an schweren Geschützen vor dem Ablauf von zwei Jahren zu liefern. Am 28. Juni 1915 wurde ein Kommando der „Artillerie lourde à grande puissance“ (schwere Artillerie großer Wirkung – Hochleistungsartillerie) aufgestellt, in dem die Eisenbahnartillerie und die Geschütze auf Lastkähnen sowie andere schwere Geschütze zusammengefasst und dem General Théodore-René Vincent-Duportal unterstellt wurden. Er wurde beauftragt, die Ausbildungsvoraussetzungen zu schaffen und die Einsätze zu koordinieren. Diese Truppe war seit der Neuaufstellung der „Generalreserve der schweren Artillerie“ am 14. Februar 1917 dieser zugeteilt. Zunächst wurden sechs, später acht Regimenter (Nr. 70 bis 78) „schwerer Artillerie großer Wirkung“ (RALGP) aufgestellt.

Geschütze „großer Wirkung“
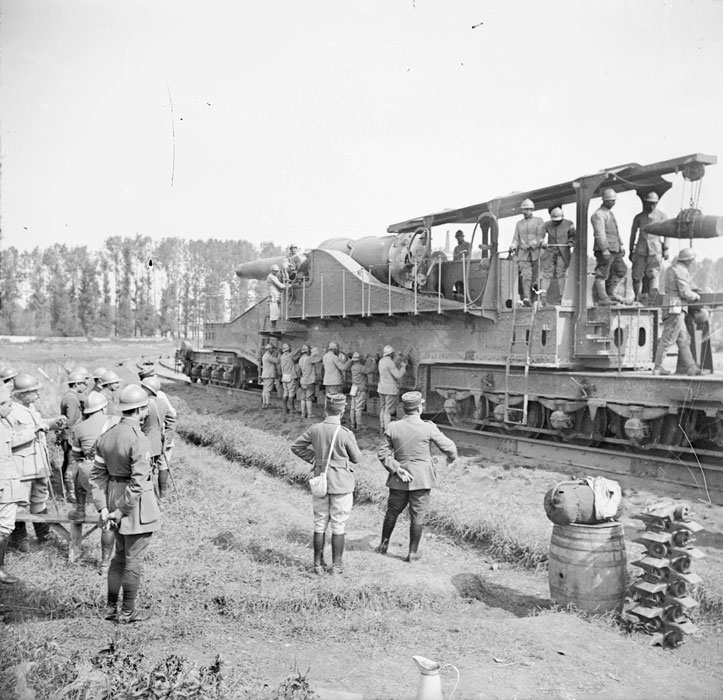
Canon de 320 mm modèle 1870/93, Eisenbahngeschütz im August 1917 bei Thierville-sur-Meuse
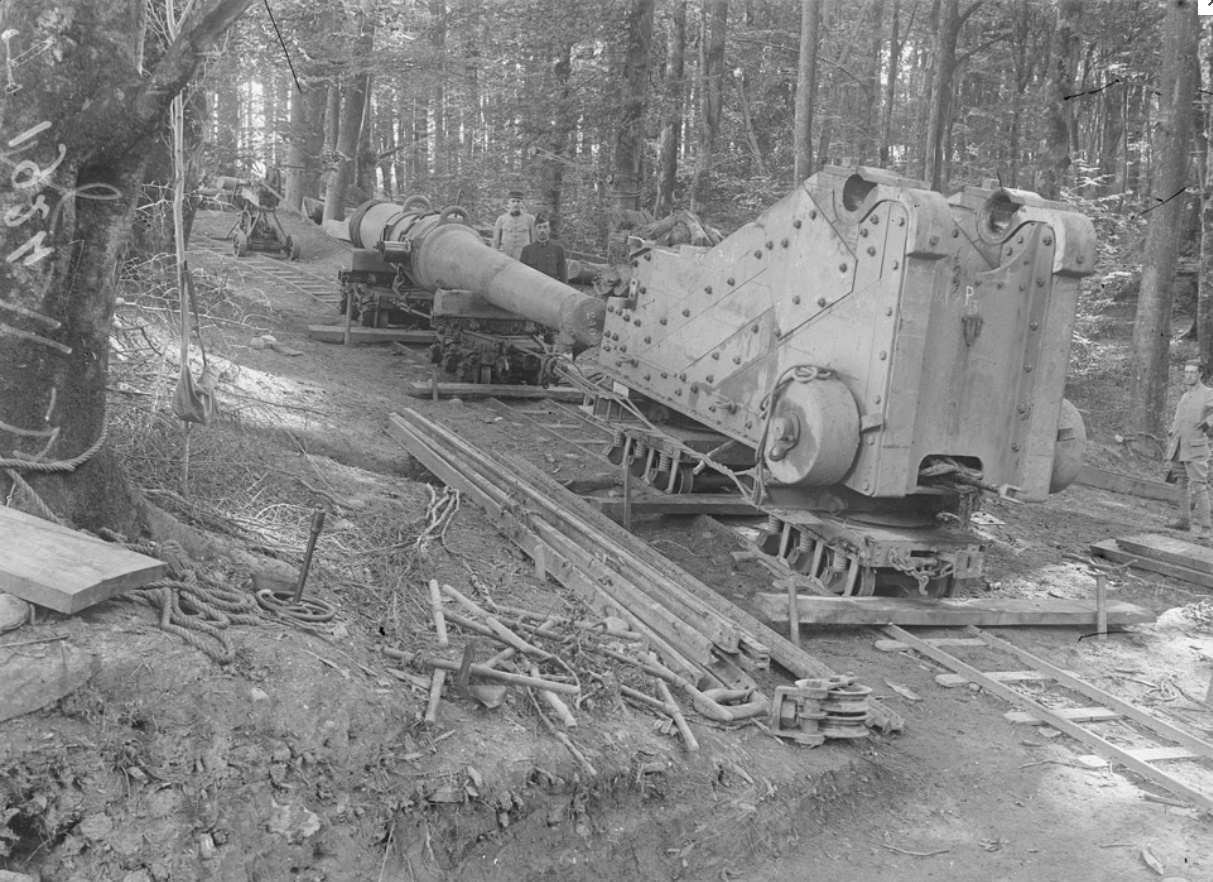
Küstengeschütz Canon de 240 mm modèle 1884 mit hölzerner, stahlverstärkter Hilfslafette im August 1916 bei Dannemarie. Das Geschütz ist zum Transport in zwei Lasten zerlegt.
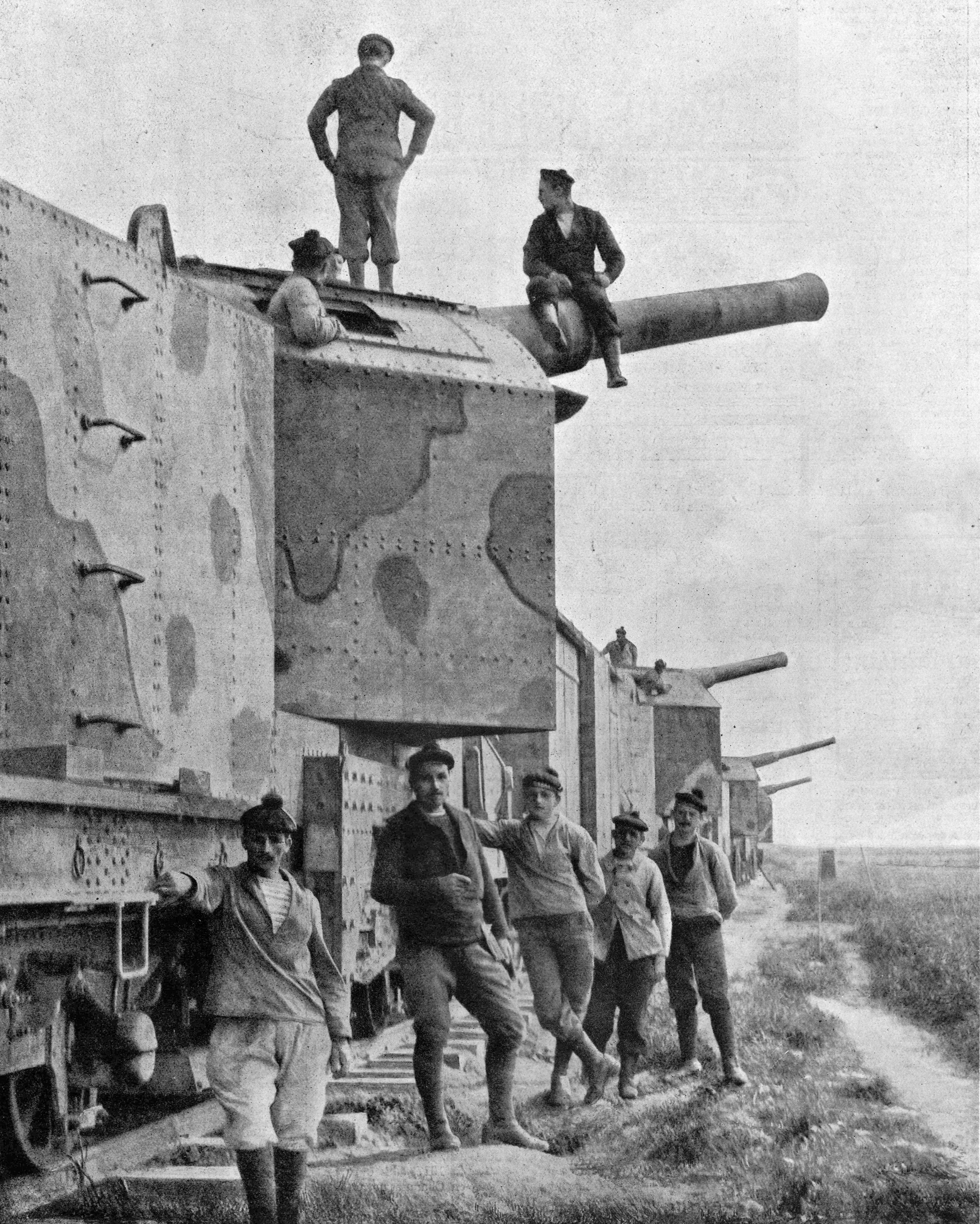
Marinekanonen „Canon de 19 cm modèle 1870–1893“ in Rundum-Lafetten (Affût-truck tous azimuts – TAZ) von Schneider, eingebaut in einem Panzerzug

Für die schwere Artillerie auf der Schiene hing die Art der Lafettierung (zu der Zeit oft als „truc“ bezeichnet) von der Masse des Geschützes ab. Kanonen bis zu 240 mm wurden im Boden verankert und waren in der Regel um 360° drehbar. Die schwereren Teile standen frei auf den Schienen und konnten nur in der Achse der Bahn schießen; ein gekrümmter Abschnitt, der als Sporn bezeichnet wurde, diente als Richtkreis. Für die letzteren Modelle wurde der Rückstoß durch Bremskeile auf den Schienen verlangsamt. Bei den fest verankerten Modellen wurde der Rückstoß allein durch die Rohrrücklaufbremse aufgefangen.
Die drei am häufigsten verwendeten Kaliber für die „schwere Artillerie großer Wirkung“ waren die 19 cm, 24 cm und 32 cm, meist modifizierte Küstenkanonen (die Mäntel der Rohre waren aus Gusseisen, nur die Seelen bestanden aus Stahl). Es gab acht Haubitzen „370 mm modèle 1915“ und zwölf Haubitzen „400 mm modèle 1915 und 1916“, die Marinekanonen waren 30,5 cm und 34,0 cm „45 modèle 1912“. Sie durchschlugen im Oktober 1916 die Decke des Fort Douaumont, im Mai 1917 die Tunnel des Mont Cornillet und im August 1917 die von Cumières-le-Mort-Homme.
Als der Waffenstillstand in Kraft trat, war eine Haubitze vom Kaliber „520 mm modèle 1916“ verfügbar (ein zweites Geschütz explodierte am 27. Juli 1918 während eines Probeschießens in Saint-Pierre-Quiberon). Der Umbau als ein Geschütz mit sehr großer Reichweite durch das Einziehen eines 340-mm-Seelenrohrs war in Erwägung gezogen worden, während bereits die neue „Canon 220 mm long modèle 1917 Schneider“ geliefert wurde.
| Kaliber                                                                          | 30/11/1914 | 1/05/1915 | 1/10/1915 | 1/02/1916 | 1/08/1916 | 1/12/1916 | 1/07/1917 | 1/01/1918 | 11/11/1918 |
| -------------------------------------------------------------------------------- | ---------- | --------- | --------- | --------- | --------- | --------- | --------- | --------- | ---------- |
| 14 cm modèle 1887, 1891, 1893 und 1910                                           | 0          | 22        | 18        | 24        | 16        | 28        | 12        | 3         | 4          |
| 16 cm modèle 1887, 1891, 1893 und 1893/96                                        | 0          | 5         | 17        | 22        | 20        | 28        | 30        | 30        | 37         |
| 19 cm modèle 1870/93, 1916 und 1917                                              | 0          | 0         | 16        | 24        | 23        | 24        | 46        | 78        | 100        |
| 200 mm modèle Pérou                                                              | 0          | 2         | 0         | 0         | 2         | 2         | 2         | 2         | 2          |
| 240 mm modèle 1870/87, Canon de 240 mm modèle 1884, 1893/96, 1903, 1916 und 1917 | 0          | 2         | 8         | 23        | 33        | 40        | 112       | 148       | 213        |
| 270 mm modèle 1889                                                               | 0          | 0         | 12        | 24        | 24        | 48        | 68        | 80        | 84         |
| 274 mm modèle 1887, 1893 und 1893/96                                             | 0          | 0         | 2         | 4         | 9         | 6         | 10        | 10        | 7          |
| 293 mm modèle danois                                                             | 0          | 0         | 0         | 6         | 4         | 6         | 6         | 6         | 6          |
| Canon de 305 mm modèle 1893/96 und 1917                                          | 0          | 0         | 2         | 6         | 10        | 13        | 11        | 11        | 10         |
| Canon de 320 mm modèle 1870/81, 1870/84 und 1870/93                              | 0          | 0         | 0         | 0         | 24        | 40        | 44        | 44        | 44         |
| Canon de 340 mm modèle 1893 und Canon de 340 mm/45 modèle 1912                   | 0          | 0         | 0         | 0         | 2         | 4         | 4         | 4         | 6          |
| Canon de 370 mm modèle 1915                                                      | 0          | 0         | 4         | 10        | 10        | 10        | 6         | 8         | 4          |
| Obusier de 400 mm modèle 1915/1916                                               | 0          | 0         | 0         | 0         | 8         | 8         | 8         | 8         | 12         |
| Obusier de 520 modèle 1916                                                       | 0          | 0         | 0         | 0         | 0         | 0         | 0         | 0         | 1          |

#### Grabenmörser
Ende September 1914 wurden die französischen Infanteristen in den Argonnen erstmals mit den deutschen Grabenmörsern konfrontiert, welche die Pioniere des deutschen XVI. Armeekorps unter General Bruno von Mudra aus der Festung Metz geholt hatten. Sie waren eine wichtige Waffe in diesem bewaldeten Bergmassiv, die Schluchten begrenzten die Beobachtung und das Feuer der Kanonen. Das 2. französische Armeekorps sah seine Verluste wachsen und wünschte eine gleichwertige Waffe.

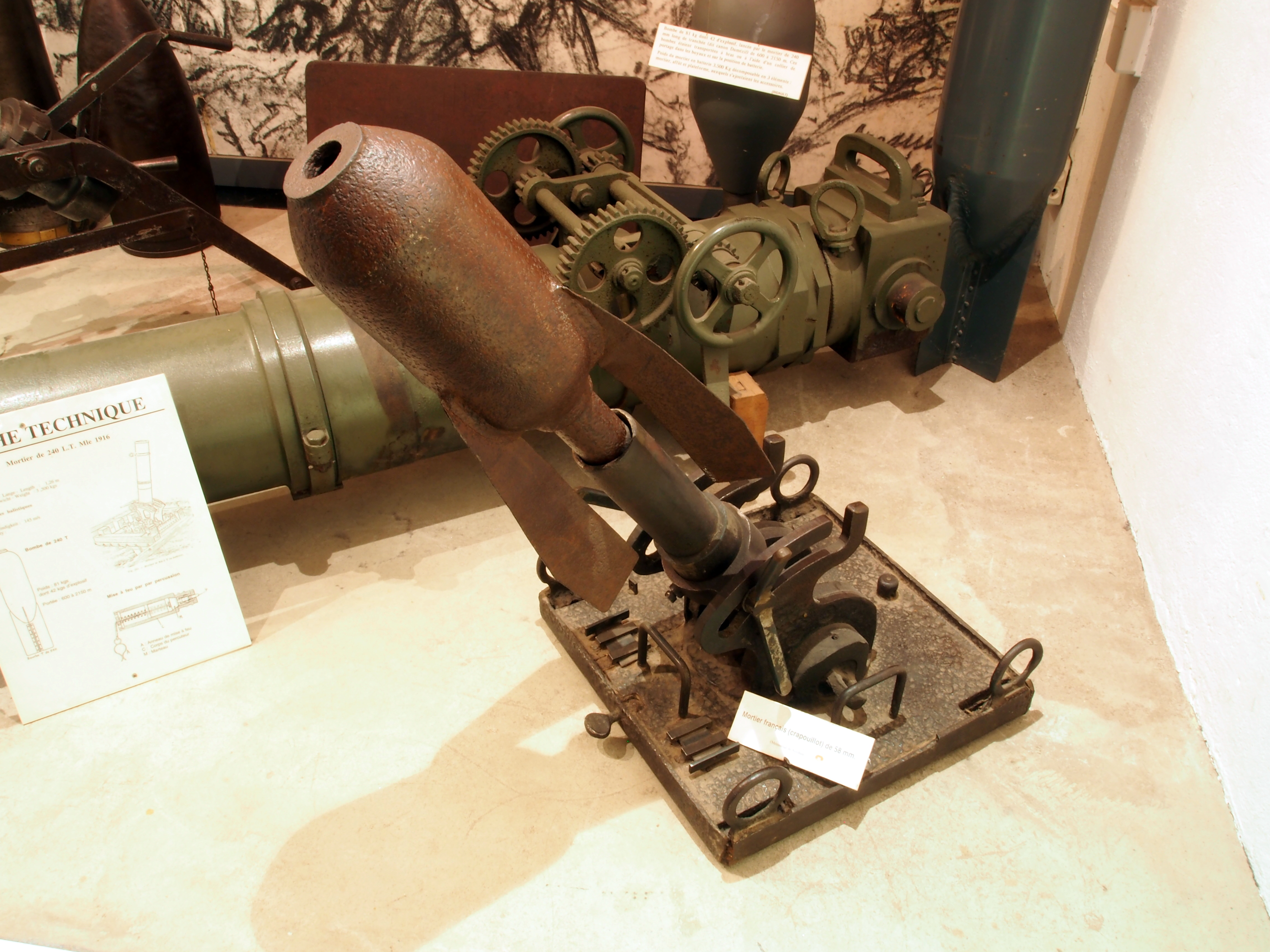
58-mm-Flügelminenwerfer vorn, dahinter das Rohr eines Mörsers 240 mm LT

Als erste Antwort wurden aus Beständen hundert alte Mörser „15 cm modèle 1838“ (mit Bronzerohren), genannt „Crapouillots“ wegen ihrer stämmigen Silhouette, die an eine Kröte erinnerte, eingesetzt. Diese verfeuerten eine Granate, die noch mit Schwarzpulver geladen war. Schnell erschienen viele andere improvisierte Mörser an der Front, die aus geborgenen Materialien (Granatkartuschen, Rohre alter Waffen usw.) montiert waren. Die Entwicklung der spezifischen Ausrüstung begann im Winter 1914–1915, im Januar 1915 wurden die ersten 70 Mörser 58 mm T in die Schützengräben der Artois-Front geschickt, dabei handelte es sich um die sogenannten Flügelminenmörser. Von den Modellen „58 mm T Nr. 1 bis“ („bis“ = verbessert) und Mörser „58 mm T n° 2“ (größer) wurden mehrere tausend Exemplare in den Leflaive-Fabriken in La Chaléassière in Saint-Étienne hergestellt. Ab Februar 1915 wurden die Hochleistungs-Grabenmörser ausschließlich der Artillerie (in einer Batterie zu zwölf Stücken) zugeteilt, während die weniger leistungsstarken den Bombardier-Zügen der Infanterie (37-mm-Geschütze, Stokes-Mörser von 81 mm usw.) anvertraut wurden. Das Grabenartillerie-Ausbildungszentrum (CIAT) wurde im selben Jahr in Bourges aufgestellt. Angesichts der Missachtung und Ablehnung der anderen Artilleristen für diese Einheiten wurde das Personal der Grabenartillerie zum Teil von den Militärgerichten zwangsweise zugeordnet. Die Offiziere waren freiwillige Reserveoffiziere, die keine Berufung als aktive Offizieren erhalten hatten.
Die sehr kurze Reichweite dieser Stücke der Grabenartillerie wurde durch die niedrige Mündungsgeschwindigkeit (70 m/s für den „57 mm T Grabenmörser n° 1 bis“) kompensiert. Die Verwendung von Projektilen mit dünnen Wänden erlaubte eine große Menge Sprengstoff, eine Granate von 75 mm wog theoretisch 5,4 kg, einschließlich 0,775 kg Sprengstoff, während der Sprengsatz des „LS Mörser 58 mm T n° 2“ total 18 kg betrug, von denen 5 kg Sprengstoff waren. Zusätzlich wurden etwa 1.500.000 defekte 75-mm-Sprenggranaten (hergestellt im Winter 1914–1915) als Projektile für den 75-mm-Schneider-Mörser ab Oktober 1915 wiederverwendet.
| Typ                                | Gewicht | Kadenz             | Maximale Reichweite | Geschossgewicht                                      |
| ---------------------------------- | ------- | ------------------ | ------------------- | ---------------------------------------------------- |
| 15 cm modèle 1838                  | 150 kg  | 1 Schuss/2 min     | 600 m               | Kugelbombe: 7,5 kg, davon 0,3 kg Sprengstoff         |
| 15 cm modèle 1838                  | 150 kg  | 1 Schuss/2 min     | 450 m               | Flügelbombe: 10 kg, davon 6 kg Sprengstoff           |
| 15 cm modèle 1838                  | 150 kg  | 1 Schuss/2 min     | 225 m               | Bombe Cernesson: 16 kg, davon 7 kg Sprengstoff       |
| Lance-mines Gatard                 | 105 kg  | 1 Schuss/3 min     | 174 bis 480 m       | Mines Gatard: 40 bis 102 kg                          |
| 58 mm T n° 1                       | 114 kg  | 1 Schuss/min       | 300 m               | Bombe: 16 kg, davon 6 kg Sprengstoff                 |
| 58 mm T n° 1 bis                   | 181 kg  | 1 Schuss/min       | 450 bis 530 m       | Bombe: 16 kg, davon 6 kg Sprengstoff                 |
| Mortier de 58 mm T n° 2            | 417 kg  | 1 Schuss/min       | 650 m               | Bomben Typ A und B: 16 kg, davon 6 kg Sprengstoff    |
| Mortier de 58 mm T n° 2            | 417 kg  | 1 Schuss/min       | 1250 m              | Bombe LS: 18 kg, davon 5 kg Sprengstoff              |
| Mortier de 58 mm T n° 2            | 417 kg  | 1 Schuss/min       | 450 m               | Bombe D: 40 kg, davon 10 kg Sprengstoff              |
| 70 mm Van Deuren modèle 1915       | 350 kg  | 3 bis 4 Schuss/min | 600 m               | Bombe VD: 19 kg, davon 6 kg Sprengstoff              |
| 75 mm modèle 1915 type A Schneider | 300 kg  | 4 Schuss/min       | 1700 m              | Bombe modèle 1900: 5 kg, davon 0,8 kg Sprengstoff    |
| 150 mm T modèle 1916               | 510 kg  | 3 Schuss/min       | 1900 m              | Bombe modèle 1915: 21 kg, davon 8 kg Sprengstoff     |
| 150 mm T modèle 1916               | 510 kg  | 3 Schuss/min       | 1930 m              | Bombe modèle 1916: 18 kg, davon 5 kg Sprengstoff     |
| 150 mm T modèle 1916               | 510 kg  | 3 Schuss/min       | 2120 m              | Bombe modèle 1917: 17 kg, davon 5 kg Sprengstoff     |
| 150 mm T modèle 1917 Fabry         | 615 kg  | 4 Schuss/min       | 1980 m              | Bombe modèle 1917: 17 kg, davon 5 kg Sprengstoff     |
| 240 mm CT modèle 1915              | 1003 kg | 1 Schuss/6 min     | 1025 m              | Bombe M: 87 kg, davon 47 kg Sprengstoff              |
| 240 mm CT modèle 1915              | 1003 kg | 1 Schuss/6 min     | 1440 m              | Bombe T: 83 kg, davon 42 kg Sprengstoff              |
| 240 mm LT modèle 1916              | 3600 kg | 1 Schuss/6 min     | 1440 m              | Bombe T: 83 kg, davon 42 kg Sprengstoff              |
| 240 mm LT modèle 1916              | 3600 kg | 1 Schuss/6 min     | 2140 m              | Bombe S: 85 kg, davon 42 kg Sprengstoff              |
| 240 mm LT modèle 1916              | 3600 kg | 1 Schuss/6 min     | 2150 m              | Bombe AB modèle 1918: 83 kg, davon 40 kg Sprengstoff |
| 240 mm LT modèle 1916              | 3600 kg | 1 Schuss/6 min     | 2850 m              | Bombe DH modèle 1918: 50 kg, davon 22 kg Sprengstoff |
| 340 mm T                           | 2260 kg | 1 Schuss/6 min     | 2375 m              | Bombe modèle 1915: 195 kg, davon 93 kg Sprengstoff   |

### Erhöhung der Munitionsmenge
Während des „Bewegungskrieges“ war das Artilleriefeuer auf schnelle, aber wenige durch leichte und hochmobile Artillerie abgegebene Schüsse beschränkt. Durch den Übergang in den Stellungskrieg erhöhte sich der Munitionsverbrauch beträchtlich, der Beschuss dauerte jetzt mehrere Stunden täglich oder hielt sogar für mehrere Tage in Folge an. Es wurden jetzt Batterien eingesetzt, die nicht sehr mobil waren und immer schwerer wurden. Der Verbrauch der Artilleriegranaten erfuhr ein sehr starkes Wachstum. Die Unterlagen sprachen von einer Flut von Granaten, von Dauerbeschuss oder Trommelfeuer.

„Zu dem zahlreichen, dünnen und geschmeidigen Klang der 75er, der einem Rascheln von zerrissener Seide ähnelte, mischte sich der ernste und ununterbrochene Atem der 155er und der langsamere der 120er. Darüber, wie in einem großen Blasorchester ohne Dirigent, schnitten die schweren Granaten der 220er hastig durch die hohen Luftschichten, sie schnarchten hart wie ein Mann mit einer Erkältung. Und noch viel höher folgte das Auge, durch das Ohr aufmerksam gemacht, ohne Überraschung den Bahnen der schweren 270er, die sich ruckweise fortzubewegen schienen und deren beschleunigter Sturz in einer Farbpalette endete, bei der ein monströser Fächer aus Blöcken aus der trockenen Kreide gerissen wurde (Beschreibung aus der Herbstschlacht in der Champagne 1915).“

| Kaliber | Dezember 1914 | Juni 1915 | September 1915 | Dezember 1915 | Juni 1916 | September 1916 |
| ------- | ------------- | --------- | -------------- | ------------- | --------- | -------------- |
| 65 mm   | 780           | 1.002     | 1.000          | 780           | 1.150     | 569            |
| 75 mm   | 24.077        | 62.160    | 148.404        | 20.330        | 171.610   | 226.290        |
| 80 mm   | 340           | 710       | 1.058          | 335           | 1.804     | 975            |
| 90 mm   | 6350          | 2.636     | 7.600          | 1.630         | 6.119     | 8.920          |
| 95 mm   | 2.080         | 3.020     | 3.890          | 1.760         | 8.352     | 11.210         |
| 105 mm  | 150           | 1.291     | 1.895          | 125           | 5.754     | 4.206          |
| 120 mm  | 2.760         | 3.740     | 9.130          | 1.564         | 13.635    | 12.818         |
| 155 mm  | 3.080         | 5.697     | 11.210         | 1.787         | 19.456    | 28.230         |
| 220 mm  | 70            | 541       | 1.586          | 157           | 1.420     | 2.475          |

#### Neue Munitionsarten

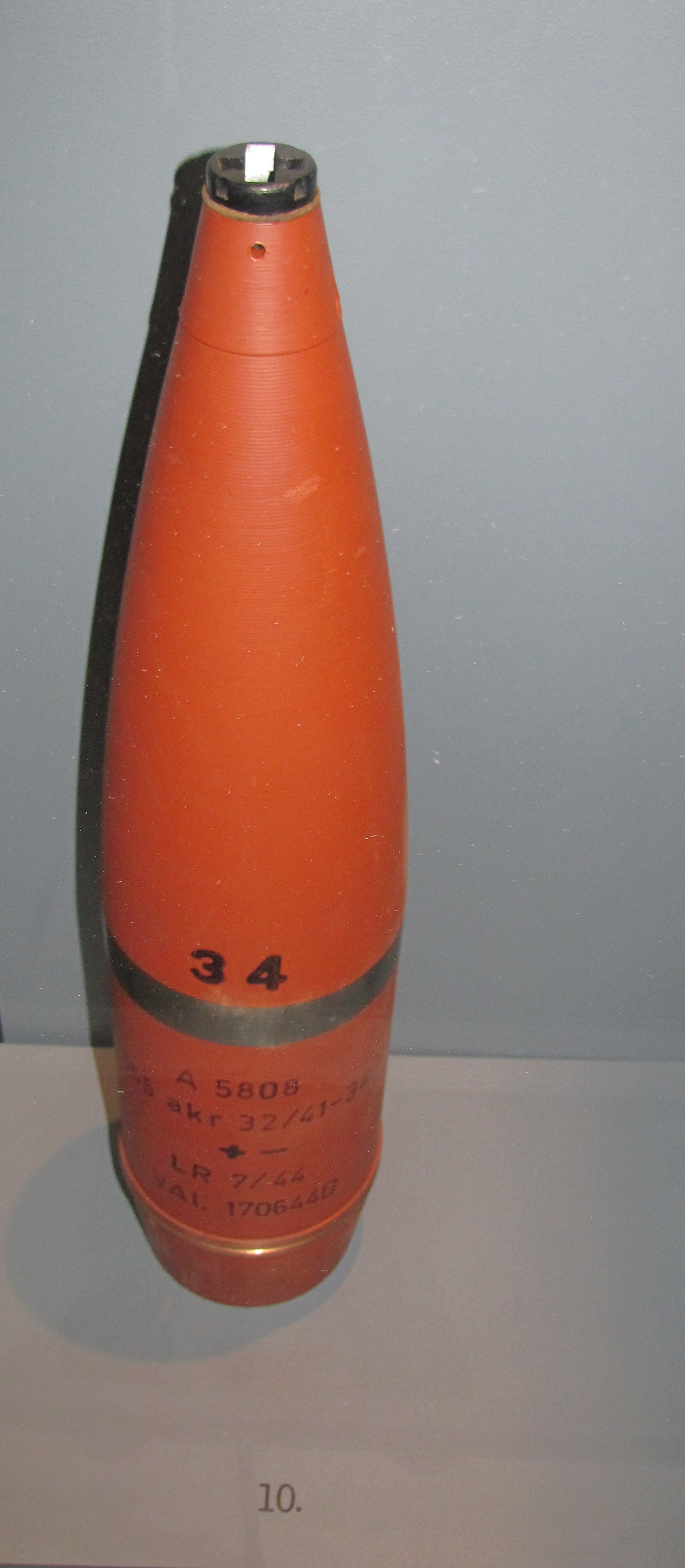
Eine 155-mm-Granate vom Typ D (Desaleux). Schlanke Form ohne Zünder und mit finnischer Beschriftung.

Die ballistischen Leistungen der französischen Projektile wurden durch stärkere Treibladungen sowie durch langgestreckte Profile und (kegelstumpfförmige) Spitzen der Granaten sowie durch leistungsstärkeren Sprengstoff verbessert. Die Granate vom Typ Desaleux der 75-mm-Kanone Modell 1917 erreichte eine maximale Reichweite von nunmehr 11 km statt der 8 km der Modelle 1900 und 1915. Die Wirksamkeit der Granaten wurde genau studiert, ab Ende 1914 wurden die Granaten aus Gusseisen statt aus Stahl hergestellt, einmal wegen der Wirtschaftlichkeit, aber auch weil sie in mehr Splitter zerfielen.
Neue Zünder wurden hergestellt, besonders jene mit doppelter Wirkung, die es ermöglichten, die Feuerart zu wählen (Federzünder wurden zur Einstellung der Detonationszeit benutzt), oder mit der gleichen Granate die Doppelzünder DE (double effet) 24/31 mm Modell 1915, welche die DE 22/31 von 1897 mit Verstellung von 0 auf 24 Sekunden ersetzten. Diese mussten an die Desaleux-Granaten angepasst werden (Zünder DE 24/31 A für Langgranaten 1916 und 1918, mit Anpassung an 32 s) und an die große Reichweite schwerer Artillerie (LD – longue distance – 24/31 1917 und 1918, bis 51 s). Die meisten unterschieden sich zwischen den Aufschlagzündern I (instantanée) 24/31 Modell 1914 und den Verzögerungszündern IA (instantanée allongée) 24/31 1915 (ersetzte das Modell 24/31 von 1899) und denjenigen mit Verzögerungen von 0,05 oder 0,15 s, mit Tiefenwirkung.
Wenn während des Bewegungskrieges im August und September 1914 hauptsächlich Schrapnelle verwendet wurden, waren die Sprenggranaten im Grabenkampf nützlicher. Jedes Los Munition, das von den Artillerieparks geliefert wurde, bestand theoretisch aus 664 Kisten zu je neun Patronen – also 5976 Schuss. Im November 1914 wurden pro Los 5688 Sprenggranaten und 288 Schrapnelle und im Juni 1915 5391 Sprenggranaten und 585 Schrapnelle geliefert.
Die Artillerie feuerte Millionen von Sprenggranaten, ergänzt durch Schrapnelle, aber auch Rauchgranaten, Phosphorgranaten, Brandgranaten mit Magnesium, Tränengasgranaten mit dünner Schale und schwacher Sprengladung, dickwandige Granaten mit Bodenzünder (Typ G) und Leuchtgranaten mit dem Leuchtmittel am Fallschirm ab.

#### Chemische Munition
Die Entwicklung der Chemiewaffen in den Jahren 1914–1918 führte zu einem Wettlauf zwischen den Kriegführenden, die sich gegenseitig zu übertrumpfen suchten. Im Oktober 1914 verwendete die französische Infanterie Tränengasgranaten mit dem Reizstoff Bromessigsäureethylester, um die Widerstände in den Gräben zu bekämpfen. Am 27. Oktober 1914 feuerte die deutsche Artillerie 3000 7,7-cm-Tränengasgranaten im Bereich Neuve-Chapelle ab. Der erste massive Giftgasangriff an der Westfront wurde am 22. April 1915 in der Zweiten Flandernschlacht durchgeführt. Deutsche Truppen ließen auf einem drei Kilometer breiten Streifen zwischen Steenstrate und Langemarck aus Stahlzylindern Chlorgas ab, um hier einen Durchbruch zu erzielen. Bei diesem Angriff verlor die französische Artillerie 29 90-mm-Kanonen der Divisionsartillerie der 87. Territorial-Infanteriedivision, 16 75-mm-Kanonen der Divisionsartillerie der 45. Infanteriedivision, dazu sechs Geschütze 95 mm und vier Geschütze 120 mm L (diese wurden am 25. April zurückerobert). Eine Woche nach diesem Angriff orderte das Hauptquartier Ausrüstung und Projektile zum Gaskampf. Im Juli 1915 fand der erste chemische Angriff durch Chlorgas auf französischer Seite statt.
Alle Kriegführenden entwickelten dann eine chemische Artillerie, eine praktikablere und präzisere Lösung als treibende Gaswolken (die zu sehr vom Wind abhingen). Die ersten „Spezialgranaten“ (französisch „obus n° 1“ genannt) wurden im Juni 1915 produziert. Der innere Teil der Sprenggranate 75 mm wurde isoliert und mit Trichlormethansulfenylchlorid gefüllt, einem erstickenden Molekül. Die ersten „Spezialgranaten n° 1“ wurden am 14. Juli 1915 auf den von der deutschen 151. Infanteriedivision besetzten Wald von Fricourt abgefeuert sowie in größerer Anzahl im September 1915 während der Herbstschlacht in der Champagne. Die Vernehmung von Gefangenen zeigte, dass die Granaten lediglich Stechen in den Augen, aber kaum Beschwerden bei der Atmung verursacht hatten. Die Hülle der 75-mm-Granate hatte nicht die ausreichende Kapazität, um eine toxische Konzentration des Gases zu erreichen. Zur gleichen Zeit wurden neue spezielle Granaten, die n° 2 und n° 3 genannt wurden, auf der Grundlage der 75-mm-Sprenggranate entwickelt. Die Spezialgranate n° 2 war eine kombinierte Brand-/Gasgranate, gefüllt mit weißem Phosphor und Kohlenstoffdisulfid, die Spezialgranaten n° 3 waren nur mit Phosphor gefüllt.
Angesichts der französischen Verwendung von erstickendem Gas gingen die Deutschen zu Phosgen über (wegen der Markierungen auf den Granaten „Grünkreuz“ genannt), die sie bei Gasangriffen im Mai 1916 um Verdun herum verwendeten. Die Franzosen antworteten mit den Spezialgeschossen n° 4 und n° 5, die im Jahre 1915 entwickelt, aber in Reserve gehalten worden waren, ab Februar 1916 mit der Granate n° 5 in der Schlacht um Verdun und im Juli 1916 mit der Granate n° 4 während der Schlacht an der Somme. Die Granate n° 4 wurde mit „Vincennite“, einer Mischung aus Blausäure, Arsenchlorid, Chloroform und Zinnchlorid, geladen, letzteres um die Gaswolke bei der Explosion zu beschweren und so am Boden zu halten. Die Granate n° 5 war mit „Collongit“, Phosgen, das mit Arsenchlorid gemischt war, gefüllt.
In den Jahren 1917–1918 vervielfachte sich der Gasbeschuss, während die Eskalation weiterging. Im Juli 1917 begannen die Deutschen Arsen (Blaukreuz genannt) einzusetzen, von den Briten und Franzosen wurde bei Passchendaele und Ypern 1917 Senfgas verwendet. Am 15. Oktober 1917 feuerte die französische Artillerie ein sieben Tage und sieben Nächte andauerndes Phosgenfeuer, um einen Angriff am Chemin des Dames vorzubereiten. Im Jahr 1918 setzten die Franzosen einige Granaten als n° 7 ein, die mit Chlorpikrin (einem erstickenden hochdosierten tödlichen Stoff), und die Granaten n° 16 mit „Rationite“ (sofortige tödliche Wirkung) sowie die Granaten n° 20, die mit Dichloro-Ethylsulfid geladen waren, letztere aber nur ab Juni 1918.
In der Zeit vom Juli 1915 bis November 1918 wurden von den Franzosen 18,2 Millionen Flügelminen und Granaten mit chemischen Kampfstoffen der Kaliber 75, 90, 105, 120, 155 mm verschossen. Davon waren 9,2 Millionen vom Typ n° 4 und n° 5. 4,4 Millionen waren Gasgranaten; 2,3 Millionen enthielten Yperit, 870.000 Tränengas, 1.140.000 wirkten erstickend. 200.000 deutsche Soldaten wurden kampfunfähig gemacht, 9.000 von ihnen starben. 190.000 Franzosen wurden gasvergiftet, 8.000 von ihnen starben.

„Dies ist zweifellos der außergewöhnlichste Kraftakt, den man je durchgeführt hat: eine Industrie ohne Personal, ohne Rohstoffe, ohne Herstellungspraxis musste improvisieren. In wenigen Monaten mussten Laborprozesse in industrielle Prozesse umgewandelt werden.“

#### Herstellungsprobleme

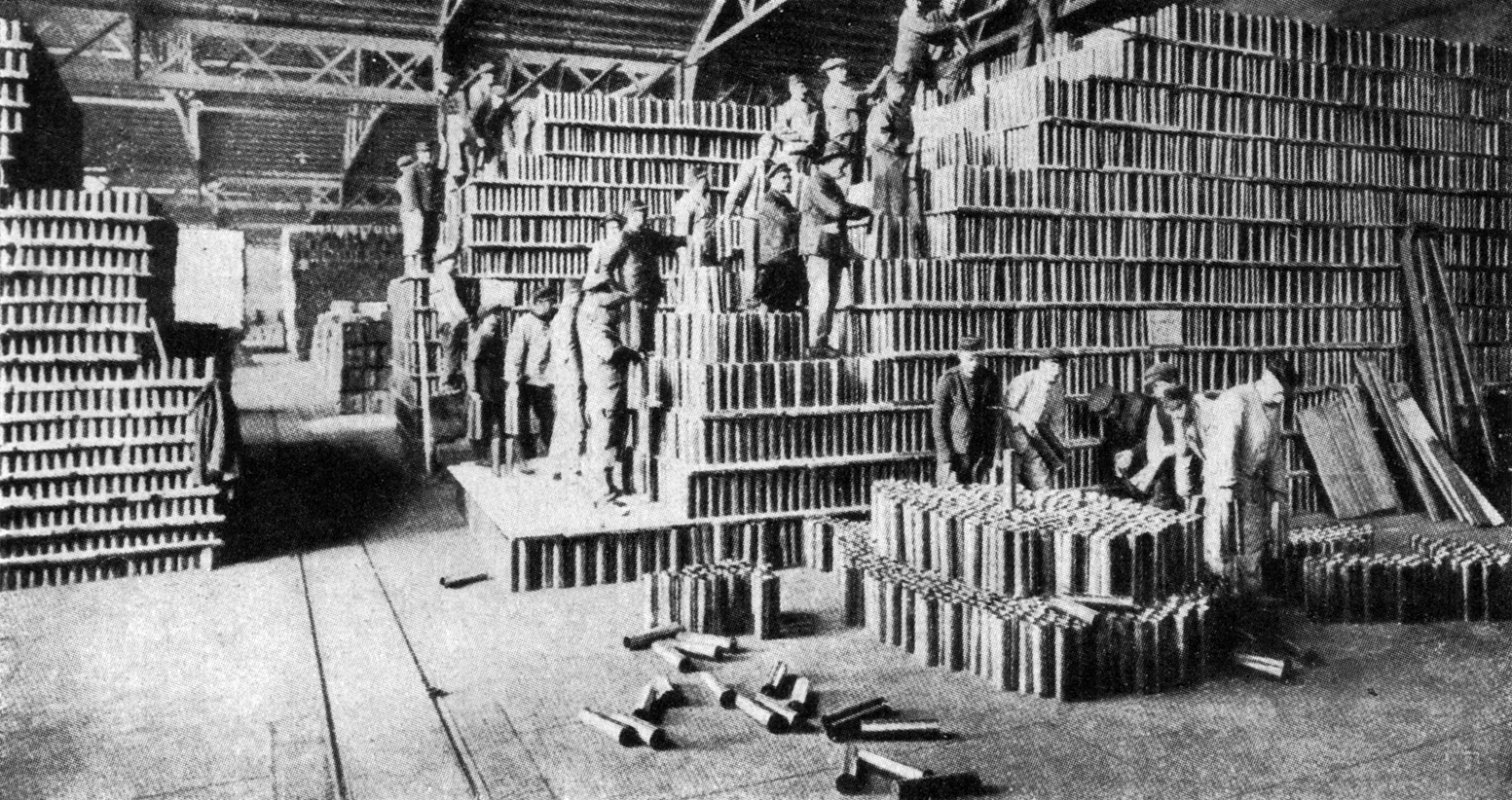
Lagerung von 75-mm-Kartuschen

Als das Kriegsministerium befahl, mit der massiven Produktion von Artilleriepatronen zu beginnen, fehlte schnell alles, die Rohmaterialien (Stahl, Kupfer, Explosivstoffe und Pulver), die Werkzeugmaschinen, Fabriken und Personal. Erschwerender Faktor war, dass der Großteil der nordöstlichen Industriezonen hinter der Front lag (Frankreich verlor somit 63 % seiner Stahlproduktion und 81 % seiner Gusseisenproduktion), andererseits war vor dem Krieg Deutschland der Hauptlieferant für solche Schwerprodukte.
Nachdem fast alle Bestände verbraucht waren, wurde zunächst der Stahl durch Gusseisen ersetzt, das billiger und schneller herzustellen war. Als Explosivstoff wurde das „Crésylite“ (Trinitrocrésol) verwendet, das ab Oktober 1914 durch „Schneidérite“ (aus Ammoniumnitrat und Dinitronaphthalin) oder aber aus Trinitrotoluol und Trinitrophenol sowie durch „Xylit“ aus Trinitrométaxylène und Cheddite ersetzt wurde. Das als Treibladung verwendete rauchlose Pulver wurde teilweise aus den Vereinigten Staaten importiert; Phenol wurde aus Stadtgas hergestellt, die industrielle Produktion von Äther, Nitroglycerin und Schwefelsäure wurde aufgenommen, auch wenn die französische chemische Industrie teilweise in den Südwesten verlagert werden musste; so nach Angoulême, Bassens, Toulouse, Saint-Médard, Bergerac usw. Natriumnitrat, Chilean und Ammoniumnitrat hingen von Lieferungen aus Norwegen ab.
Die Rüstungsindustrie setzte größtenteils neu zugewiesenes militärisches Personal (für „Spezialaufgaben“, eine halbe Million 1918) und am Ende des Krieges 430.000 Frauen in der Munitionsproduktion ein. Die meisten von ihnen waren ehemalige Textilarbeiterinnen und Zivilarbeiter, ergänzt durch Jugendliche, Ausländer (vor allem chinesische Arbeiter), Leute aus den Kolonien (meist Algerier, Indochinesen, Marokkaner und Tunesier), freiwillige Kriegsgefangene und Kriegsversehrte.
| 1914      | 1915       | 1916       | 1917        | 1918       |
| --------- | ---------- | ---------- | ----------- | ---------- |
| 3.396.000 | 24.152.000 | 80.319.000 | 101.341.000 | 70.588.000 |

#### Logistikprobleme

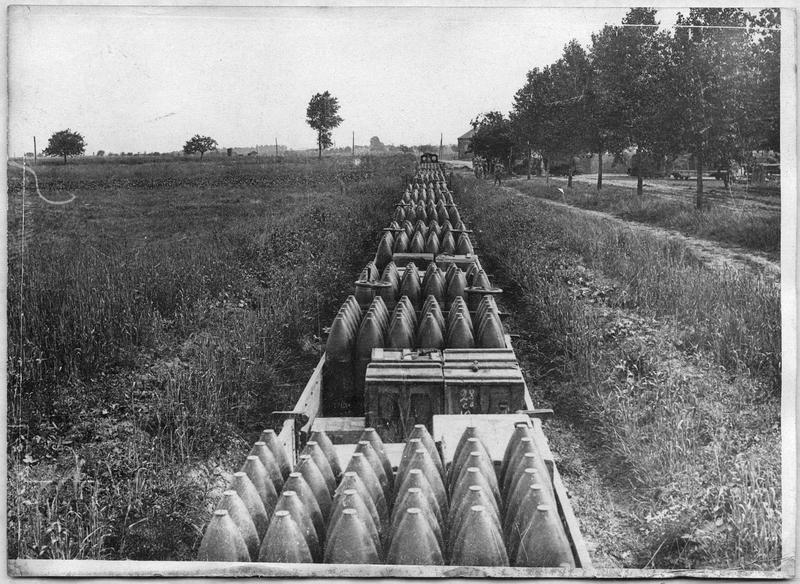
Transport von 220-mm-Granaten, jede mit einem Gewicht von 100 kg. Schmalspurbahn bei Quesnel im August 1916.

Der enorme Munitionsverbrauch erforderte eine angepasste logistische Infrastruktur; genug Munition für eine Offensive vorzuhalten, war so wichtig, dass die Verantwortung von der Direktion des Rückwärtigen Dienstes auf das 1. Büro des Hauptquartiers übertragen wurde. Die Fabriken lieferten die Granaten oder Teile davon an die allgemeinen Reservelager in Besançon, Lyon, Clermont-Ferrand, Bourges, Angers, Rennes und Nevers. Diese Lagerhäuser wurden im August und September 1915 (durch das Hinzufügen von Eisenbahnen-Hangars) vergrößert und dann durch jene in Héricy (für Munition 75 und 105 mm), Cosne-sur-Loire (für Grabenartillerie) und Vincennes (für „spezielle“ Granaten) ergänzt. Jedes dieser Depots war durch mindestens eine Eisenbahnlinie mit wenigstens vier Zügen pro Tag mit einer der Armeen verbunden. Jeder Zug bestand aus 30 bis 35 Waggons mit einer Kapazität von 300 bis 350 Tonnen. Die Armeen lagerten ihre Reserven als „mobile Lager“, d. h. die geladenen Züge waren auf Abstellgleisen zur sofortigen Verfügung geparkt. Diese Eisenbahndepots befanden sich im August 1915 in Vaivre-et-Montoille, Gray (Haute-Saône), Brienne, Noisy-le-Sec, Le Bourget, Creil und Dünkirchen, insgesamt 3440 Waggons, zu denen noch die Lagerbestände der Festen Plätze hinzugefügt werden konnten, die sich im Bereich der jeweiligen Armeen befanden.
Für die Herbstschlacht in der Champagne im Oktober 1915 trafen die Rückwärtigen Dienste beispielsweise bereits seit August alle notwendigen Vorbereitungen. Das Eisenbahnnetz und die Straßen wurden verbessert und riesige Vorratsstapel angelegt. Im Falle eines Durchbruchs waren Konvois von Automobil-Munitionswagen und Pferdegespanne für den Nachschub von den Depot-Bahnhöfen zu denen der Korps und Armeen vorgesehen. Der Artilleriepark nordöstlich von Brienne, an der Eisenbahnlinie Jessains–Sorcy, wurde durch einen Rangierbahnhof mit 20 Gleisen für die Reservemunitionszüge ausgebaut (800 bis 1000 Waggons), dazu wurden sechs große Munitionshallen (jede 16 m × 200 m) mit Gleisanschluss, jede mit einer durchschnittlichen Kapazität von 700.000 75-mm-Granaten und 200.000 Granaten für die schwere Artillerie, errichtet. Für die Sicherheit von je zwei Abteilungen war eine Kompanie eines Regiments der Territorialinfanterie zuständig. Zwischen den Munitionsstapeln waren lediglich einfache Wälle aus Sandsäcken errichtet. Für den Brandfall gab es Handpumpen und eine Motorpumpe. Ab Mitte 1916 wurde zum Schutz gegen Flugzeuge noch ein Zug Kavallerie-Flugabwehr zugeteilt. Außer diesen Artilleriepark bedienten die Bahnhöfe Saint-Dizier, Résigny und Chalons-en-Champagne auch andere Parks (jeden zu zweihundert Waggons). Direkt hinter der Front wurde die zweispurige Linie von Saint-Hilaire-au-Temple nach Hagondange (Linie Suippes nach Sainte-Menehould) sechs Kilometer weiter südlich durch eine neue, 33,8 Kilometer lange Linie von Cuperly nach Dommartin-Dampierre ergänzt.
| Kaliber                                                  | Herbstschlacht im Artois und Herbstschlacht in der Champagne (August–Oktober 1915) | Schlacht um Verdun (Februar–Juli 1916) | Schlacht an der Somme (Mai–Oktober 1916) |
| -------------------------------------------------------- | ---------------------------------------------------------------------------------- | -------------------------------------- | ---------------------------------------- |
| 58-mm-Grabenmörser                                       | 0                                                                                  | 13.598                                 | 653.968                                  |
| 75-mm-Grabenmörser                                       | 239.350                                                                            | 0                                      | 196.000                                  |
| 150-mm-Grabenmörser                                      | 0                                                                                  | 0                                      | 98.780                                   |
| 240-mm-Grabenmörser                                      | 1.950                                                                              | 1.220                                  | 36.430                                   |
| 65 mm                                                    | 9.648                                                                              | 55.476                                 | 0                                        |
| 75 mm                                                    | 5.497.920                                                                          | 12.513.744                             | 17.378.208                               |
| 75-mm-Gasgranaten                                        | 460.000                                                                            | 180.000                                | 1.329.000                                |
| 80 mm                                                    | 39.700                                                                             | 103.500                                | 13.400                                   |
| 90 mm                                                    | 285.800                                                                            | 368.800                                | 290.500                                  |
| 95 mm                                                    | 104700                                                                             | 556000                                 | 740800                                   |
| 100 mm                                                   | 8.400                                                                              | 33.100                                 | 33.600                                   |
| 105 mm                                                   | 112.200                                                                            | 508.000                                | 415.500                                  |
| 120 mm                                                   | 430.500                                                                            | 1.361.200                              | 902.900                                  |
| 120-mm-Gasgranaten                                       | 0                                                                                  | 5.200                                  | 88.200                                   |
| 155 mm                                                   | 535.000                                                                            | 1.425.200                              | 2.310.000                                |
| 155-mm-Gasgranaten                                       | 0                                                                                  | 0                                      | 269.000                                  |
| 220 mm                                                   | 75.460                                                                             | 55.120                                 | 36.0390                                  |
| 270 mm                                                   | 9.900                                                                              | 700                                    | 24.150                                   |
| Anzahl der benötigten Waggons (durchschnittlich pro Tag) | 13.297 (200)                                                                       | 27.671 (211)                           | 46.483 (263)                             |

### Neue Strukturen
Die französische Artillerie vergrößerte sich während des Konflikts von 434.000 Mann im August 1914 (16 % des Personalbestandes der Armee) auf 771.000 Mann im Jahre 1918 (26 % des Personalbestandes der Armee), wobei der Artillerietrain für den Munitionsnachschub nicht mitgezählt wurde.

#### Aufstellung von Einheiten
Zur Bereitstellung der für die Schaffung neuer Divisionen notwendigen Artillerie (bis zur Bildung der 170. Infanteriedivision im Dezember 1916) und der neuen Armeekorps (bis zum 40. Korps, die auch während derselben Periode geschaffen wurden) wurden Neuaufstellungen durchgeführt, indem man die vierten Gruppen der Regimenter bestehender Korps und die 75-mm-Batterien aus den Kolonien verwendete. Dazu kamen aus dem Vorrat alte „Canons de Bange de 80 modèle 1877“ und „Canons de Bange de 90 modèle 1877“. Aus all diesen Ressourcen wurden bis zum 1. April 1917 neue Feldartillerie-Regimenter gebildet, die von 201 bis 276 nummeriert waren.
Die Schwere Feldartillerie, die sich im Winter 1914–1915 überproportional vergrößert hatte, wurde am 1. Oktober 1915 neu geordnet. 20 Regimenter schwere bespannte Artillerie (Régiments d’artillerie lourde hippomobile – RALH 101 bis 121) und fünf (ab 1. November 1915 zehn) motorgezogene Artillerieregimenter (Régiments d’artillerie lourde tractée – RALT 81 bis 90) wurden geschaffen. Diese Regimentsbezeichnung war rein administrativ und ohne taktische Bedeutung; die „RALH“ waren mit Gruppen zu je zwei Batterien den Armeekorps und Armeen zugeteilt, während die „RALT“ (die Industrie konnte diese Waffen gerade noch rechtzeitig zur Verfügung stellen) theoretisch mit 24 Batterien für Offensiven und als mobile Reserve vorgehalten wurden. Am 20. Mai 1916 wurden die „RALH“ auf dem Papier auf 36 Gruppen erhöht und bildeten die schweren Divisionsartilleriegruppen der neuen Armeen. Ausgerüstet waren sie mit der Haubitze 155 mm C, weitere Verstärkungen sollten bis 1918 erfolgen. Am 1. Oktober 1917 erging die Anweisung, die Anzahl der „RALT“ zu verdoppeln. Die neuen Regimenter erhielten die Nummern 281–290 (Nr. 289 und 290 aber erst zu Beginn des Jahres 1918) zugewiesen. Am 28. Dezember 1917 wurden die bespannten Regimenter „RALH“ von 20 auf 32 erhöht (Nr. 130 bis 145), wobei einige Nummern vakant blieben. Sie wurden den Armeekorps zugewiesen. Im Februar 1918 wurden vier Gruppen aus jedem „RALH“ herausgezogen und zur Aufstellung von 30 neuen bespannten schweren Artillerieregimentern verwendet. Sie wurden der allgemeinen Reserve zugeteilt und erhielten eine Nummer, die um den Faktor 200 ihrer ursprünglichen Regimentsnummer erhöht war. Es waren somit die Regimenter Nr. 301 bis 456.
Im Jahr 1917 durchliefen die Infanteriedivisionen eine Umgruppierung: die Brigaden wurden aufgelöst, die Divisionen auf drei Infanterieregimenter reduziert (statt vier zuvor), während die Divisionsartillerie durch eine Gruppe bespannter Artillerie mit der „Canon 155 C Modell 1917 Schneider“ (Anordnung vom 12. Juli 1917, mit der Umsetzung bis zum Sommer 1918) verstärkt und den 75-mm-Feldartillerie-Regimentern eine zusätzliche Batterie Grabenartillerie unterstellt wurde. Den Armeekorps wurden ein zusätzliches 75-mm-Feldartillerieregiment auf Lkws und zwei Gruppen schwerer Artillerie mit „Canons de 105 mm modèle 1913 Schneider“ und 155 mm als Ersatz für die veralteten „Canons de 120 mm L modèle 1878“ zugeteilt.
Die Rekrutierung des Personals verursachte weniger Probleme als bei der Infanterie, wobei die Zuweisung ohnehin viel schwächer war. Die Artillerieregimenter zu Fuß, die Depots sowie die Einberufungsjahrgänge 1914 bis 1919 (letztere im Vorgriff bereits im April 1918) deckten die Bedürfnisse ab. Alle sozialen Schichten waren betroffen, mit Bevorzugung der städtischen Bevölkerung mit einer technischen Ausbildung als Arbeiter, Mechaniker, Fahrer usw. sowie der Angehörigen der ländlichen Bevölkerung, die sich um tausende von Pferden kümmerten und als Fahrer, Fuhrleute, Hufschmiede usw. eingesetzt wurden.
Von Januar 1915 an musste das französische Oberkommando etwas unternehmen, um die Verluste an Offizieren der Artillerie auszugleichen und gleichzeitig genügend Offiziere für die neu aufgestellten Regimenter auszubilden und bereitzustellen. Zwischen Januar 1915 und Dezember 1917 wurden 6000 Unteroffiziere direkt vom Oberkommandierenden zu Offizieren befördert. Die Unteroffiziere mussten mindestens zehn Monate ihren Dienstgrad innegehabt haben und mindestens zwölf Monate aktiven Dienst vorweisen können. Sie wurden dann an der Schule von Fontainebleau weiter ausgebildet. Dies erlaubte zwischen Januar 1915 und Dezember 1917 in 14 Kursen die Schaffung von 4000 Leutnants und 800 Leutnant-Spezialisten der Grabenartillerie. Die Unteroffiziere mit weniger als acht Monaten Unteroffiziersdienstzeit wurden auf die Kurse für „Élève-aspirants“ (Offiziersanwärter) geschickt, wo sie zusammen mit den neu einberufenen Soldaten zwölf Monate ausgebildet wurden. Diese letztere Rekrutierungsmethode erlaubte die Schaffung von 3500 Unteroffiziers- und 5000 Offiziersanwärterstellen.

#### Generalreserve der Artillerie (Réserve générale d’artillerie – RGA)
Am 28. März 1916 wurde die „schwere Artillerie großer Wirkung“ (ALGP) geschaffen, zusammengefasst in Einheiten mit Schiffsgeschützen oder sonstigen Geschützen mit sehr großen Kalibern, einschließlich der Eisenbahngeschütze (ALVF). Aufbauend auf den Erfahrungen der Kämpfe in den Jahren 1915 und 1916, empfahl Général Edmond Buat die Schaffung von Reserveeinheiten für eine „bewegliche Artillerie“; Chef des neuen Kommandos wurde Général Robert Nivelle. Die „Schwere Artillerie der Generalreserve“ (Réserve générale d’artillerie lourde – RGAL) wurde im Januar 1917 erstellt und nach und nach organisiert, wie durch die Anordnung vom 14. Februar 1917 festgelegt. Diese Reserve war dem Generalstab direkt unterstellt und enthielt eine Stabsabteilung unter der Führung von Général Buat (im Jahr 1918 durch Général Herr ersetzt). Alle Artillerieeinheiten der großen Kaliber wurden zusammengefasst, ein Ausbildungszentrum in Mailly-le-Camp (Camp de Mailly) erstellt und Fliegerstaffeln zur Beobachtung und Feuerleitung eingerichtet. Dazu kamen eigene Transportdienste (einschließlich Gruppen von Eisenbahnarbeitern, Ausrüstungsdepots, eine Schule für Fahrer und Mechaniker in Langres, ein Autoservice usw.).
Die Reserve war in drei Divisionen eingeteilt: die 1. mit der „Artillerie großer Wirkung“ (ALGP) einschließlich der Eisenbahngeschütze, die 2. mit der motorgezogenen schweren Artillerie und die 3. mit den Geschützen, die durch Matrosen bedient wurden. Am 26. Januar 1918 erfolgte die Einführung der Bezeichnung „Generalreserve der Artillerie“ (Réserve générale d’artillerie – RGA), dazu wurden alle schweren und schwersten Einheiten zusammengefasst. Es handelte sich um 3200 Feldartilleriegeschütze im Motorzug, 4400 schwere Geschütze bespannt oder im Motorzug und 200 schwere Geschütze großer Wirkung (ALGP).
Mit der Integration der Fußartillerie und den Gruppen der Grabenartillerie wurde eine 4. Division erstellt:
- Die 1. Division, kommandiert von Colonel, dann Général Louis Maurin, bestand aus der Artillerie großer Wirkung und den Eisenbahngeschützen – Artillerieregimenter Nr. 70 bis 80.
- Die 2. Division, gebildet aus den Regimentern mit Motorzug Nr. 61 bis 90 (ausgerüstet mit Langrohrgeschützen) und den Regimentern Nr. 281 bis 290 (ausgerüstet mit Kurzrohrgeschützen). Sie wurden durch die Gruppen der Selbstfahrlafetten und Zugmaschinen mit Raupenfahrgestellen ersetzt; ebenso 1918 die bespannten Regimenter Nr. 101 bis 108, 120 und 121, 130 bis 138, sowie 141 und 142.
- Die 3. Division (kommandiert von einem Konteradmiral) wurde aus den Marinekanonieren gebildet, welche die motorgezogenen Marinegeschütze und die Marinegeschütze auf den Kanonenbooten und Schuten bedienten, die auf den Kanälen und Flüssen operierten.
- Die 4. Division wurde aus den Fußartillerieregimentern Nr. 1, 3, 5 und 11, aus den Fußartilleriebatterien des 1., 2. und 3. Kolonialartillerieregiments und den Grabenartillerieregimentern Nr. 175 bis 178 gebildet.[88]
- Eine 5. Division wurde im Juni 1918 mit den verstärkten Feldartillerieregimentern gebildet, die aus den Armeekorps herausgezogen wurden.[89]

Die Materialbeschaffung oblag für die 2. und 4. Division den Armeen und für die 1. und 3. Division der Réserve générale d’artillerie (RGA). Eine Generalinspektion der Artillerie wurde im Januar 1918 geschaffen und einem Général de division unterstellt, der für die Überwachung der Artillerieausbildung bei den Armeen zuständig war und gleichzeitig das Kommando über die Réserve générale d’artillerie (RGA) innehatte.

#### Neue Uniformen

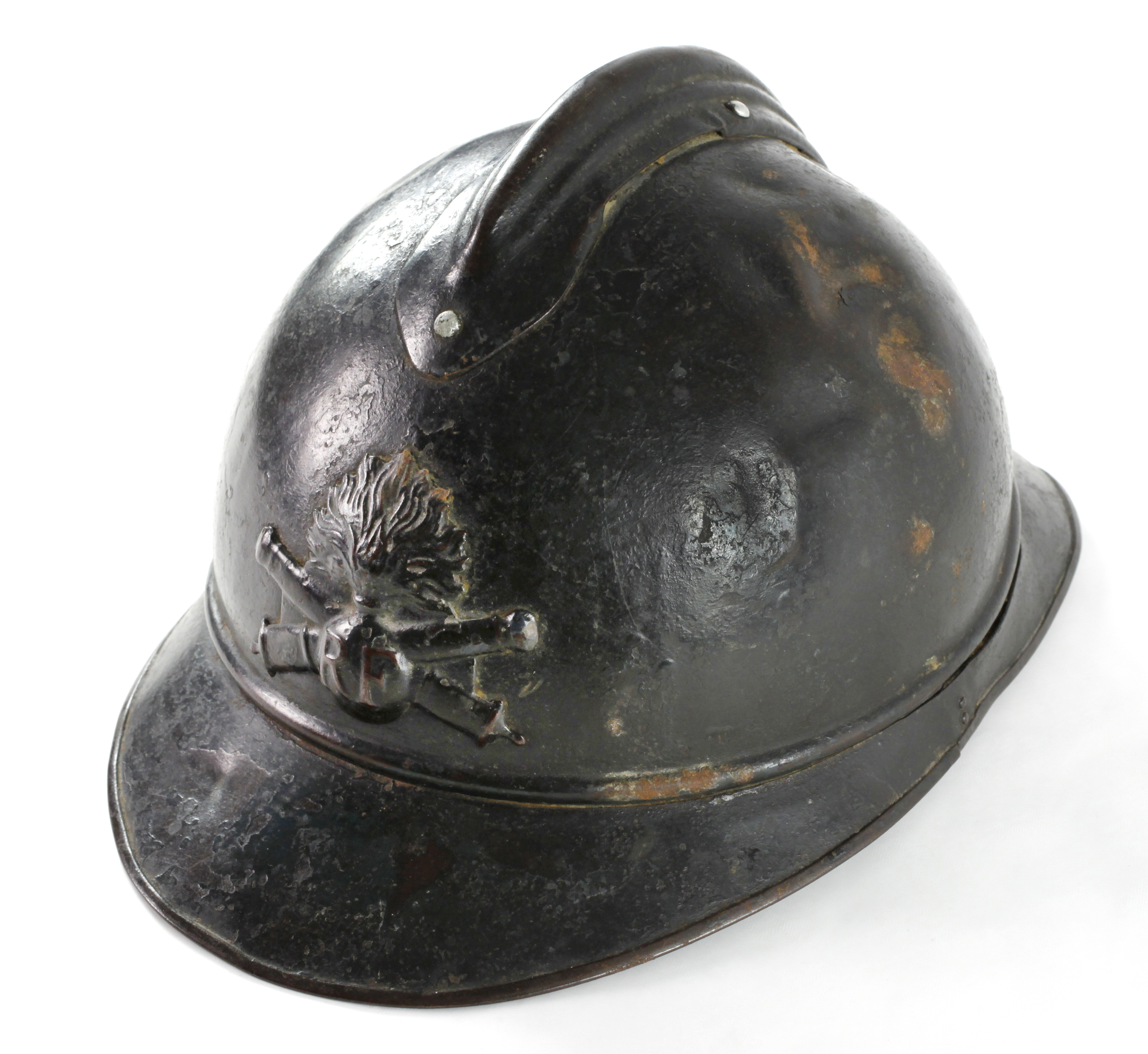
Der Adrian-Helm modèle 1915 der Artillerie: zwei gekreuzte Kanonenrohre unter einer flammenden Granate, darauf die Initialen RF für République française

Die neue Uniform der Artilleristen (im Argot „Artiflot“ genannt) wurde während des Krieges eingeführt und entsprach der allgemeinen Entwicklung in den französischen Landstreitkräften. Sie war seit 1915 in horizontblauer Wolle gehalten, dazu kam der Helm aus 0,7 mm dickem Stahlblech – erst in sogenanntem artilleriegrauem Lack, ab 1916 in Mattgrau. Einige Kennzeichen der alten Uniform blieben erhalten, so der scharlachrote Kragen und eine ebensolche Paspelierung an der Hose. Da die Kanoniere in der Praxis körperlich schweren Anstrengungen ausgesetzt waren (Handhaben der Munition während stundenlangem Artilleriefeuer), wurde ihnen eine leichte Ausführung der Uniform zugestanden. Die Hose und eine Bluse waren statt aus Wolle aus starkem Leinen gefertigt. Zu Beginn der Verordnung konnte aus Mangel an dem vorgesehenen Stoff keine Einheitlichkeit hergestellt werden, die Farbe der Montur schwankte zwischen Braun, Beige oder Blaugrau. In der kalten Jahreszeit waren zivile Ausrüstungsgegenstände (Schals, Pullover, Handschuhe und Mützen) im Gebrauch.

### Neue Entwicklungen
Angesichts der Unfähigkeit der französischen Infanterie, die deutschen Linien zu durchbrechen, veranlasste das Oberkommando jeweils eine höhere Konzentration Artillerie und Munition, um die Schlacht besser vorzubereiten, so in der Herbstschlacht in der Champagne (1915), in der Schlacht an der Somme (1916) und in der Schlacht an der Aisne (im Frühjahr 1917). Dafür verstärkte die französische Armee ihre Artillerie beträchtlich und änderte vor allem die Art ihrer Verwendung. Diese Anpassung war progressiv, weil jede Offensive eine neue Erfahrung für die nächste Schlacht brachte, aber auch, weil die Anwendung dieser Neuerungen gegen den Konservatismus einiger Stabsoffiziere, einschließlich der Kanoniere, durchgeführt wurde.

#### 1915
Die neue Doktrin über die Verwendung der Artillerie wurde in mehreren großen Einheiten bereits im Herbst 1914 durchgeführt. Ihre Erfahrungen gingen an die Stäbe der verschiedenen Armeen und an das Große Hauptquartier, das sie unter dem Titel „Anweisung über den Gebrauch der Artillerie“ am 9. November 1914 und dann durch die „Anweisung über die Rolle der Angriffsartillerie“ vom 14. Februar 1915 an die Truppe weitergab. Demnach hatte die Artillerie jetzt vier Aufgaben:
- die Vorbereitung, um die Stacheldrahtverhaue zu zerstören und die Linie der gegenüberliegenden Gräben zu neutralisieren (mit einer theoretischen Dichte von einem Geschütz auf zehn Meter);
- bei einem eigenen Angriff Sperrfeuer auf die Flanken und auf 100 bis 200 Meter vor die eigenen Linien zu legen, um Gegenangriffe und feindliche Verstärkungen zu verhindern;
- die Vernichtung von bei einem eigenen Angriff flankierenden Maschinengewehren in einer Entfernung von 700 bis 800 Meter;
- die feindliche Artillerie zum Schweigen zu bringen oder zu vernichten, mit Aufklärung und Feuerleitung durch Flugzeuge oder Ballons[91].

Ab 1915 verfügte jedes Korps und jede Armee über einen Artillerie-Aufklärungsdienst (SRA), der Informationen aus bodengestützten nachrichtendienstlichen Suchbereichen (SROT), Schallmessverfahren (SRS), Fesselballons sowie durch Beobachtung und Kontrolle mit Flugzeugen (mit einer Staffel pro Korps) sammelte. Die Artillerie jeder Division und jedes Korps wurde jetzt von einem kleinen Stab geführt, der auf der Armeeebene durch eine Feuerleitgruppe (zusammengesetzt aus Mitgliedern des Service géographique de l’Armée, verantwortlich für die kartographische Arbeit) unterstützt wurde. Telefonnetze verbanden Gruppen, Batterien, Stäbe, Flugplätze, Beobachtungsposten usw.
Von nun an wurden vor jedem Angriff Pläne für den Einsatz der Artillerie aufgestellt. Zwei Beispiele für diese Pläne zeigen die Anwendung dieser Richtlinien. Am 15. Februar 1915 griff das 5. Armeekorps Vauquois, Bourouilles und die Höhe 263 an. Gemäß den Befehlen wurde vor dem Infanterieangriff eine zweistündige Artillerievorbereitung durchgeführt, mit zwei Unterbrechungen von zehn Minuten, um die deutschen Infanteristen aus ihren Deckungen hervorzulocken.

„Sobald die Infanterie sich in Bewegung gesetzt hat, wird die Artillerie ihr Feuer vorverlegen, um die zweite Linie des Feindes zu erreichen und Gegenangriffe zu verhindern.“

Ende Februar 1915 bereitete sich das 21. Armeekorps auf einen neuen Angriff auf Souchez vor, das von den Deutschen Anfang März eingenommen und von den Franzosen erst im Mai zurückerobert werden konnte. Zwei Stunden vor dem Angriff wurde die Artillerievorbereitung durch 120 Geschütze der 21. Korpsartillerie, der 43., 58. und 92. Divisionsartillerie sowie einer Artilleriegruppe des 2. Kavalleriekorps und der 106. schweren Artillerie (Nordgruppe der 10. Armee) durchgeführt. Die Feldartilleriebatterien wurden im Schnitt nur 2600 Meter von ihren Zielen entfernt positioniert, die minimale Entfernung betrug 1600 Meter und die maximale Entfernung 4000 Meter, während die schweren Batterien bis zu sechs Kilometer entfernt waren. Der Beschuss wurde von vorgeschobenen Beobachtern und von zwei Flugzeugen aus beobachtet.
In der Herbstschlacht in der Champagne wurden die Artillerievorbereitungen massiv verstärkt. Sie dauerten vom 22. bis zum 27. September an und erstreckten sich auf eine Frontbreite von 35 Kilometern. Es waren 872 schwere Geschütze eingesetzt (also ein Geschütz alle 40 Meter), dazu alle 33 Meter ein 75-mm-Feldgeschütz. Verfeuert wurden 300.000 schwere Granaten und 1.300.000 75-mm-Granaten. Eingenommen werden konnte nur der erste deutsche Graben, da der zweite noch völlig intakt war – der Grund war Munitionsmangel, es war nichts mehr da, um den Beschuss fortzusetzen.

#### 1916
Die französischen Offensiven des Frühlings und Herbstes 1915 wurden wiederum analysiert (Berichte von Ferdinand Foch über die Schlacht im Artois und Philippe Pétain über die Herbstschlacht in der Champagne) mit Übertragung der Schlussfolgerungen während der ruhigeren Winterzeit in die Anweisungen vom 20. November 1915 bezüglich des Einsatzes der schweren Artillerie und vom 16. Januar 1916 über den Zweck und die Bedingungen einer Gesamtoffensive.
Der erste Tag der Schlacht um Verdun (21. Februar 1916) sah die Anwendung einer neuen Taktik; da die deutsche Artillerievorbereitung noch stärker war als die französische 1915 in der Champagne, war sie trotzdem um ein nicht Geringeres kürzer – neun Stunden statt drei Tage, was das französische Oberkommando völlig überraschte. Die Lehren aus der ersten Phase der Kämpfe um Verdun wurden in der Anweisung vom 27. Mai 1916 über den Einsatz von Artillerie in der Verteidigung, mit der „Vorbereitung zur Gegenoffensive“ (CPO), festgelegt. Sie war während der gegnerischen Vorbereitung auszuführen, kurz vor dem Angriff, in dem Moment, wenn die vordersten Gräben des Gegners voll besetzt waren.
Jede Artillerievorbereitung löste einen Gegenschlag aus, jede Vergrößerung des Schießens führte zu einem Artillerieduell (Zermürbungskrieg), jede Artillerie schlug auf die entgegengesetzten Linien ein.
Der Angriff der 6. Armee unter Général Marie Émile Fayolle in der Schlacht an der Somme spielte sich auf einem nur 15 Kilometer breiten Frontabschnitt ab. Die Artillerievorbereitung dauerte eine ganze Woche.
Um den Angriff erfolgreich durchführen zu können, wurde jeder Division und jedem Armeekorps verstärkt schwere Artillerie zugeführt. Versammelt wurden insgesamt 444 Feldgeschütze, 360 Grabenmörser, 228 kurze Kanonen (Haubitzen) und 300 Langrohrgeschütze der schweren Artillerie. Dazu kamen noch 56 Mörser und 61 Langrohrkanonen der schweren Artillerie mit großer Wirkung. Die 400-mm-Haubitzgranaten fegten die Dörfer Herbécourt, Estrées und Belloy-en-Santerre regelrecht hinweg. Aus diesem Grunde konnte auch mit dem Infanterieangriff am 1. Juli 1916 der erste deutsche Graben eingenommen werden.

„Dank der Vorbereitung durch die Artillerie waren die Verteidigungsanlagen komplett zerstört, die Gräben eingeebnet, die Unterstände wegrasiert.“

#### 1917
Mit der Entwicklung der Doktrin über den Einsatz der verbundenen Waffen wurde das am 27. Juni 1916 in Châlons-sur-Marne aufgestellte „Centre d’études de l’artillerie“ (CEA, Zentrum für Studien der Artillerie) beauftragt und von der Artillerieschule in Fontainebleau schnell für die Ausbildung der neuen Offiziere übernommen. Die Erfahrungen an der Somme erbrachten die Anweisung vom 16. Dezember 1916, angewendet in der zweiten Schlacht an der Aisne, die 50 Kilometer breit angelegt war und in der vom 7. bis 17. April 1917 4.000.000 Granaten vom Kaliber 75 mm und 1.200.000 schwere Granaten verfeuert wurden. Auf einem Abschnitt von je 20 Metern standen je ein 75-mm-Feldgeschütz und eine schwere Kanone. Der dann entstandene Misserfolg wurde zum Teil auf das schlechte Wetter zurückgeführt. Es war sehr schwer und teilweise unmöglich, in dem ungünstigen Gelände die insgesamt 1650 Stücke der Grabenartillerie der Infanterie nachzuführen.

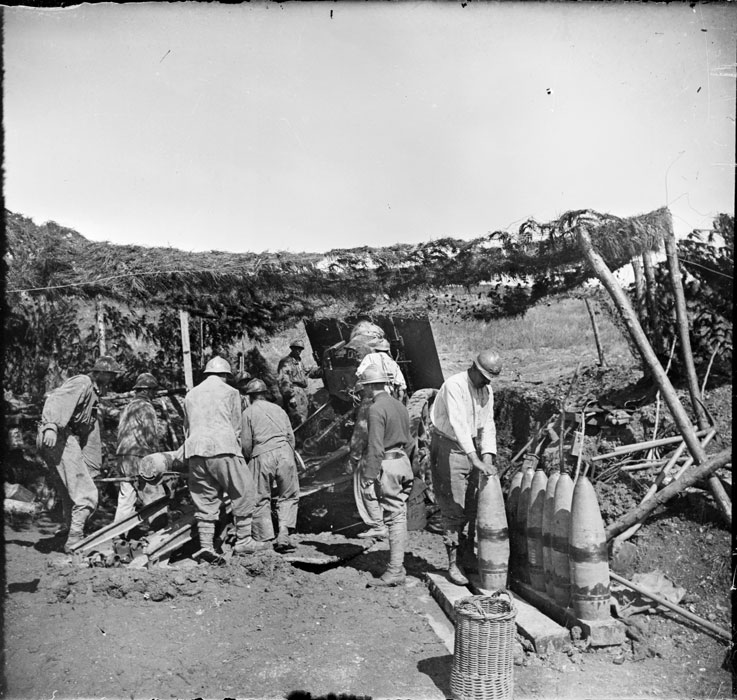
Schnellfeuer-Mörser 220 mm Schneider auf der Côte du Talou im August 1917: Ladevorgang der 100 kg schweren Granate

Im Jahre 1917 wurden die Offensiven von einer enormen Konzentration der Artillerie vorbereitet. Die 2. Armee nördlich von Verdun war mit 600 Batterien ausgestattet worden. Dabei handelte es sich um 2256 Geschütze mit 60.000 Mann zur Bedienung. Das alles, um 50.000 Infanteristen von acht Divisionen auf einer Frontbreite von nur 18 Kilometern zu unterstützen (das hieß, auf acht Meter Frontbreite ein Geschütz). Es waren insgesamt 1195 75-mm-Feldgeschütze (eine Gruppe für jedes Bataillon), 1016 Grabenmörser, 435 Kanonen 155 mm kurz (davon 160 vom Typ de Bange, 140 vom Typ Schneider und 135 vom Typ Saint-Chamond), 122 Mörser vom Kaliber 220 mm, acht Mörser vom Kaliber 270 mm, 16 Kanonen 100 mm, 50 Kanonen 105 mm, 140 Kanonen 120 mm lang Typ de Bange, 24 Kanonen 145 mm, 250 Langrohrkanonen 155 mm Typ de Bange, 55 Langrohrkanonen 155 mm Typ Schneider und acht 155-mm-Hochleistungskanonen Typ Filloux im Einsatz. Dazu noch um die 100 weitere Hochleistungskanonen schwerer Artillerie – 17 vom Kaliber 240 mm, 28 vom Kaliber 270 mm, 16 vom Kaliber 320 mm, vier vom Kaliber 370 mm und vier Haubitzen vom Kaliber 400 mm. Das Instellungbringen der gesamten schweren Artillerie erforderte einen Zeitraum von fünf Wochen. Das Vorbereitungsfeuer begann am 13. August und sollte bis am 17. andauern. Es wurde schließlich bis zum 20. August verlängert. Am 19. und 20. August erreichte der Beschuss den Gipfel der Intensivität und wurde dann noch bis zum 23. August fortgesetzt. Während dieser elf Tage wurden 3.500.000 Granaten (davon 311.000 mit chemischen Kampfstoffen) mit einem Gesamtgewicht von 82.400 Tonnen verschossen.

#### Einsatz von Gas
Die französische Doktrin über die Verwendung von Gasgranaten entwickelte sich mit der Zeit und mit der Verfügbarkeit neuer Gasarten. Die Wirksamkeit von Gasgranaten hing von den Wetterbedingungen ab, deren wichtigste Parameter Wind, Temperatur, Feuchtigkeit und Sonneneinstrahlung waren. Sollte die Windgeschwindigkeit 3 m/s übersteigen, wurden die Gase zu schnell verdünnt und konnten keine tödlichen Konzentrationen erreichen. Die ersten Schüsse, die darauf abzielten, die Insassen der Schützengräben auszuschalten, wurden im Juli 1915 in der Champagne abgefeuert, aber die geringe Toxizität der verwendeten Produkte ließ kein Ergebnis zu. Erst die Verwendung von Phosgen ab Mai 1916 brachte einen Erfolg. Zunächst wurden kleine Ziele bekämpft: Batterien, Grabenabschnitte, Unterstände oder Versorgungspunkte. Der Feuerüberfall mit Gasgranaten musste schnell stattfinden. In der Zeit, in der ein Soldat seine Gasmaske überstreifen konnte, also zwischen zwei und fünf Minuten, sollten 200 bis 500 Granaten vom Kaliber 75 mm oder 50 bis 100 vom Kaliber 155 mm oder 20 bis 50 Gasgranaten aus dem 58-mm-Flügelminenwerfer abgefeuert werden. Die Überraschung für die gegnerische Truppe stand an erster Stelle.
Während des Jahres 1916 wurden die toxischen Granaten lediglich zur zeitweiligen Ausschaltung des Gegners verwendet. Es gab nicht genug Munition, um Soldaten in den Zielgebieten zu töten, aber sie zwangen diese, ihre Schutzmasken zu tragen, was äußerst hinderlich war. Dieses langsame und monotone Störfeuer zwischen vier und zwölf Stunden sollte die Bewegung des Gegners behindern und ihn demoralisieren. Um eine Frontbreite von 100 m abzudecken, mussten 500 Granaten 75 mm, 250 Granaten 120 mm oder 200 Granaten 155 mm eingesetzt werden. Diese Technik wurde perfektioniert, indem in den Gasbeschuss Sprenggranaten eingestreut wurden.
Tränengasgranaten wurden 1916 zum Flächenbeschuss verwendet, wobei die Wirkung nachhaltig war. Es wurde gerechnet, dass eine 75-mm-Granate eine Fläche von 5 m² abdeckte, während eine 155-mm-Granate eine Fläche von 50 m² abdeckte. Der Einsatz von „Yperite“ ab Juni 1918 machte es möglich, die Verwendung von Flächenfeuer zu verbessern. „Yperit“ griff die Atemwege und die Haut an, der Bereich, in dem es eingesetzt wurde, war für mehrere Wochen kontaminiert.

#### Schutzmaßnahmen

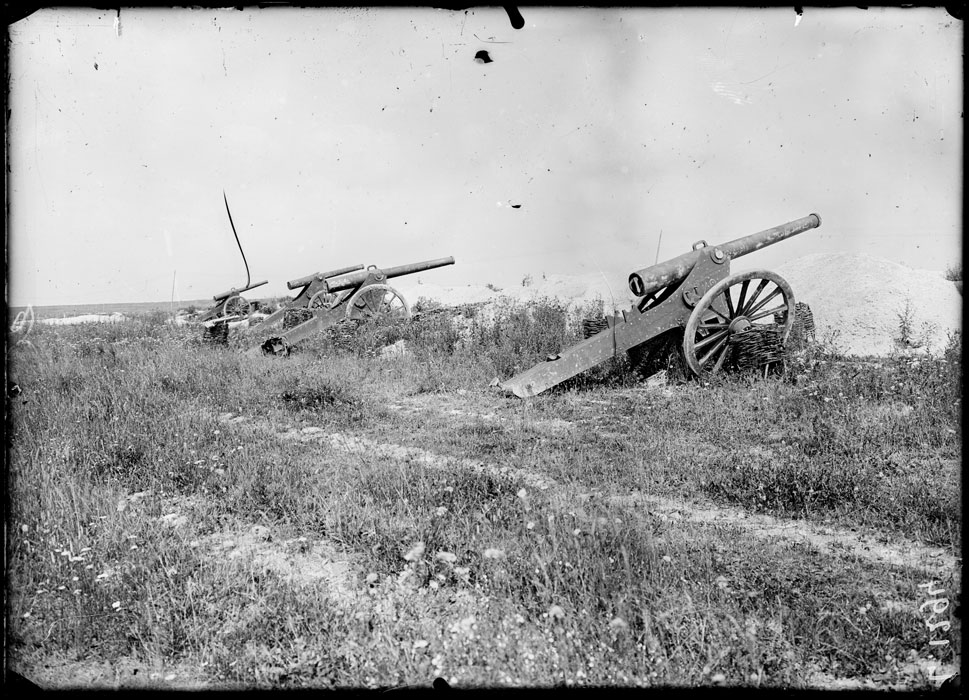
Vier alte 155-mm-Kanonen bei der Ferme des Wacques zu Beginn des Jahres 1916

Die Erfindung des rauchlosen Pulvers am Ende des 19. Jahrhunderts brachte der Artillerie einen Vorteil, es machte die Geschützstellungen weit weniger erkennbar als bei der Verwendung von Schwarzpulver. Bei Kriegsbeginn war alles alte Gerät in mattem Olivgrün lackiert, während die neuen Teile gemäß der Anordnung vom 21. Dezember 1896 in Perlgrau (als „Artilleriegrau“ bezeichnet) lackiert wurden. Dieses Perlgrau sollte auch die übermäßige Aufheizung der Munitionsprotzen in der Sonne verhindern.
Die Wandlung des Konflikts in einen Stellungskrieg führte zur Entwicklung der Tarnung. Ab Oktober 1914 unternahmen mehrere Artilleristen des 6. schweren Artillerieregiments Versuche, ihr Gerät individuell zu tarnen. Am 12. Februar 1915 ließ das Kriegsministerium durch eine Gruppe von nicht mobilisierten Malern ein Tarnmuster schaffen. Angesichts der Luftbeobachtung wurde die Unsichtbarkeit durch das Bemalen von Geschützen mit unregelmäßigen Mustern, die der Umgebung angepasst waren, angestrebt (ockergelb, rostbraun, siennarot, dunkelgrün, schwarz usw.), um vor allem die Regelmäßigkeit der Formen zu brechen. Das neue Gerät wurde wieder olivgrün, das die Maler mit verschiedenen anderen Farben maskierten. Andere Lösungen sahen gewebte Tarnnetze oder einfach nur Zweige, Äste oder Buschwerk vor.
Um die trotz allem auf den Stellungen liegenden Schüsse zu überstehen, wurde der Bau von Unterständen neben den Geschützen angeordnet. Deren Decken wurden durch Balken, Baumstämme oder Eisenbahnschienen verstärkt. Schließlich wurden noch hölzerne Scheingeschütze verwendet, um feindliches Feuer zu provozieren oder auch um schwere Geschütze einfach nur vorzutäuschen.

## Der Höhepunkt
Bei Ende des Konflikts hatte die französische Artillerie in Bezug auf die Anzahl der Geschütze den Höhepunkt erreicht, aber es zeigte auch bereits einige Anzeichen des Niedergangs, besonders für Langrohrgeschütze. Der Verschleiß der Kanonen, die an allen wichtigen Schlachten teilnahmen, war aufgrund der hohen Anfangsgeschwindigkeiten und ihrer intensiven Nutzung hoch, während die Industrie Ersatz nicht im gleichen Tempo liefern konnte. Ende 1918 lag der Verlust durch Verschleiß pro Monat bei 30 Hochleistungsgeschützen 155 mm, während die 100-mm-Geschütze auf 105 mm und die 145-mm-Geschütze auf 155 mm aufgebohrt wurden. Es mussten wieder alte Geschütze vom Typ „155 mm L modèle 1877“ eingesetzt werden. Der Verschleiß erforderte auch das Aufbohren der „Canon 305 mm modèle 1893/96“ auf 320 mm (das so genannte Modell 1917) und der „274 mm modèle 1893/96“ auf 285 mm (in einem Fall gab es ein zweites Aufbohren auf 288 mm).

### Letzte Verbesserungen

#### Spezialartillerie
Das Erscheinen der ersten gepanzerten Fahrzeuge schon vor dem Beginn des Konflikts hatte zur Geburt der Panzerabwehr-Artillerie in Form von Autokanonen geführt, die dafür geschaffen waren, gegnerische Panzerwagen zu zerstören. Diese Idee wurde von Capitaine Lesieur Desbrières vorgeschlagen, dann vom Gouverneur von Paris Joseph Gallieni am 6. September 1914 akzeptiert; die erste Abteilung wurde am 19. September 1914 in Vincennes (wo der Automobilpark des befestigten Lagers von Paris untergebracht war) mit „Canons de 37 mm modèle 1885“ oder „1902 TR“ („Tir rapide“) der Marine auf dem Peugeot Type 146 (mit 19-PS-Motor) aufgestellt und der Kavallerie zugeteilt. Anfang 1915 wurde eine Gruppe von vier „SNC 422 Modell 472“-Autokanonen auf einem Renault-Chassis aufgebaut. Diese Fahrzeuge unterstanden ebenfalls der Kavallerie.
Die Idee eines Infanterie-Begleitfahrzeugs, das in der Lage war, einen Durchbruch in den Stacheldrahthindernissen zu öffnen und die gegnerischen Maschinengewehre zum Schweigen zu bringen, war bereits bei Kriegsbeginn aktuell. Im 1914 äußerte sich der Artillerist Colonel Estienne:

„Der Sieg wird in diesem Krieg demjenigen der beiden Kriegführenden gehören, der als erster eine 75-mm-Kanone auf ein Auto setzen wird, das sich im Gelände bewegen kann.“

Die entsprechende Forschung begann 1915, angeführt von Eugène Brillié (Ingenieur bei Schneider et Cie) und Jules-Louis Breton (Parlamentsmitglied und bald Unterstaatssekretär für Erfindungen). Man war besonders an Raupentraktoren der Holt Manufacturing Company interessiert. Am 31. Januar 1916 bat Général Joffre den Staatssekretär für Artillerie und Munition, „Landschlachtschiffe“ zu bestellen: 

„Diese Maschinen müssen aus einer auf einem Raupenschlepper montierten 75-mm-Kanone bestehen, die durch eine Panzerung geschützt ist.“

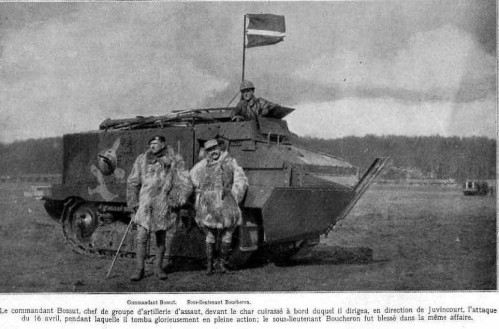
Der Chef d’escadron Louis Bossut (ein ehemaliger Dragoner) vor seinem Char Schneider CA1, die Trompe la mort. Am 16. April 1917 verbrannte er nach dem Überschreiten der zweiten deutschen Linie an der Spitze seiner gepanzerten Einheit in seinem Fahrzeug.

Nach Funktionsprüfungen durch den technischen Automobildienst im Jahre 1916 wurden zwei Modelle der Panzerwagen (Char de combat) entwickelt und von jeder Ausführung, der Char Schneider CA1 und der Char Saint-Chamond, 400 Stück bestellt. Am 30. September wurde die Spezialartillerie (Artillerie spéciale – AS) offiziell in Dienst gestellt. Kommandant wurde der nunmehrige Général de brigade d’Estienne. Bereits am 9. Oktober wurden von d’Estienne die taktischen Stützpunkte für die Angriffsartillerie eingerichtet. Die Maschinen gingen an die 80., 81. und 82. Batterie des 81. schweren Artillerieregiments. Diese Einheiten wurden aus Freiwilligen gebildet, die im „Camp de Champlieu“ im Wald von Compiègne ausgebildet wurden. Erstmals trat die neue Waffe in der Schlacht an der Aisne in Erscheinung. Die „Chars Schneider CA1“ griffen am 16. April 1917 die Front bei Juvincourt (nördlich von Berry-au-Bac) und dann am 5. Mai 1917 die Saint-Chamond bei der Moulin de Laffaux an. Das Ergebnis war nicht sehr ermutigend: von den 128 eingesetzten „Chars Schneider CA1“ wurden 52 durch die deutsche Artillerie vernichtet (davon 15 im direkten Beschuss), 35 brannten aus, da der Benzintank Feuer gefangen hatte, weitere 21 blieben mit technischen Problemen liegen.
Angesichts des möglichen Auftauchens deutscher Panzer an der Westfront begann die französische Armee Ende 1916 über eine Abwehrwaffe nachzudenken; dazu wurden die 37-mm-Schnellfeuerkanone „modèle 1916 TR“ und das 75-mm-Feldgeschütz „modèle 1897“ vorgesehen. Letzteres konnte auf einer Plattform installiert werden, die einen Seitenrichtbereich von 60° ermöglichte und eine Marinegranate „modèle 1910“ verschoss. Im Dezember 1917 waren 35 Panzerabwehrbatterien an der Front aufgestellt worden, alle unterstanden dem 176. Grabenartillerieregiment.

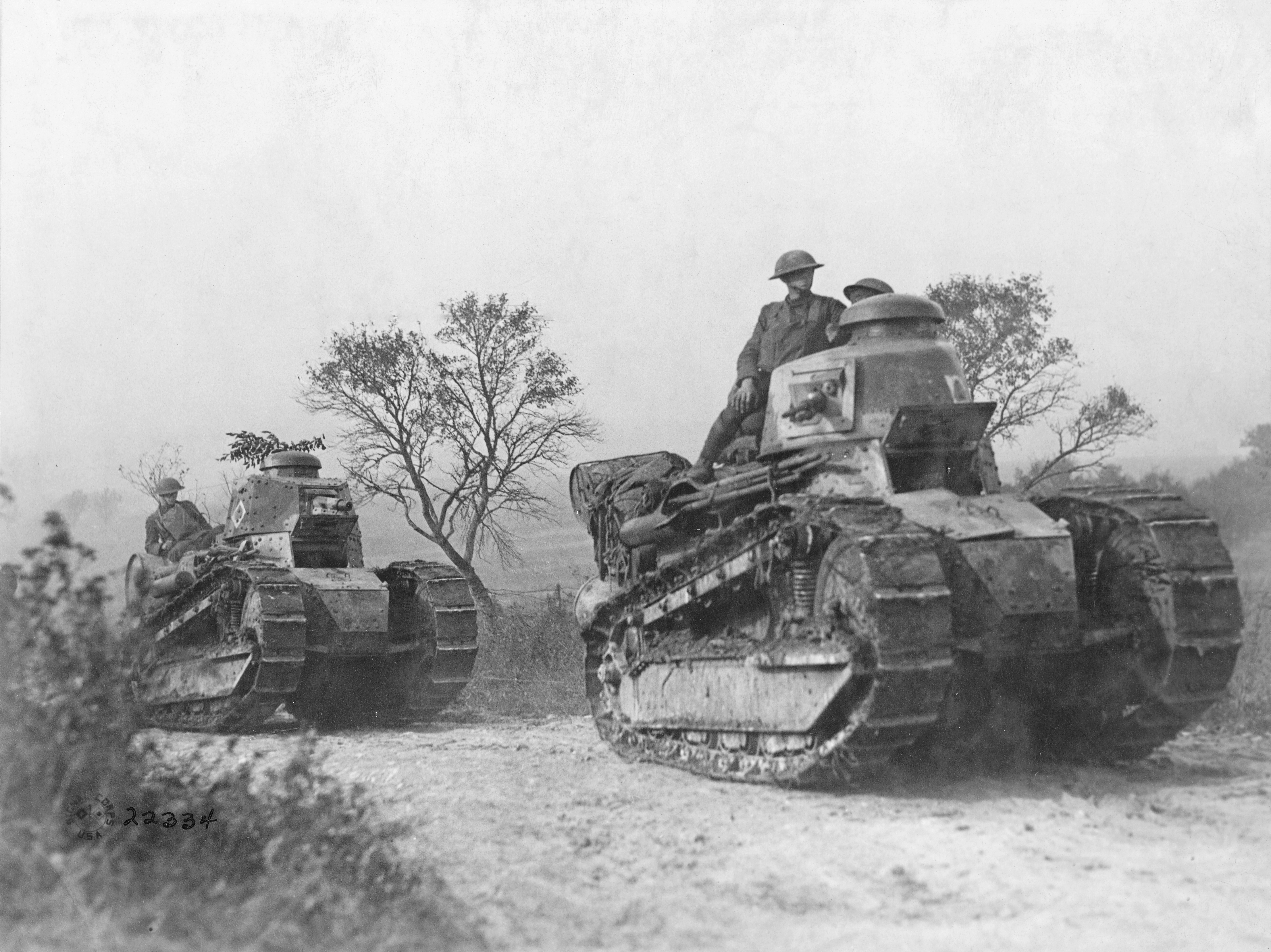
Chars Renault FT, besetzt mit amerikanischen Soldaten an der Front am 26. September 1918

Général Estienne wurde sowohl vom Oberkommando als auch von der Industrie angehört, er bekam von Louis Renault bestätigt, dass ab Juli 1916 das Studium für den Bau eines leichten Panzers beginne, schneller als die bisherigen, aber leichter bewaffnet. 150 dieser Maschinen wurden am 22. Februar 1917 bestellt, die Bestellung wurde nach den ersten Tests am 9. April 1917 auf 1000 erhöht. Die Massenproduktion des Renault FT Modell 1917 mit einem Gewicht von 6,7 Tonnen wurde am Ende des Jahres mit einer einzigen Waffe in einem Turm (ein Hotchkiss-Maschinengewehr Modell 1914 oder eine 37-mm-SA-18-Kanone (SA für „semi-automatique“ – halbautomatisch)) aufgenommen. Der erste Einsatz der Renault-FT-Tanks fand am 31. Mai 1918 vor Saint-Pierre-Aigle während der Dritten Schlacht an der Aisne statt.
Weitere Modelle wurden in Betracht gezogen: die Forges et Chantiers de la Méditerranée (FCM) schlugen einen Tank mit einem Gewicht von 40 Tonnen mit einer Kanone vom Kaliber 105 mm oder 75 mm im Turm vor; Peugeot stellte einen acht Tonnen schweren Prototyp her; von den Briten wurde ein 26 Tonnen schwerer Mark V gekauft. Ein „Durchbruchtank“ wurde untersucht und mit 300 Exemplaren für 1919 bestellt. Davon wurden jedoch nur zehn Stück nach dem Kriegsende unter der Bezeichnung FCM 2C ausgeliefert. Das Fahrzeug wog 69 Tonnen und war mit vier Maschinengewehren und einer 75-mm-Kanone bewaffnet.

#### Flugabwehrartillerie

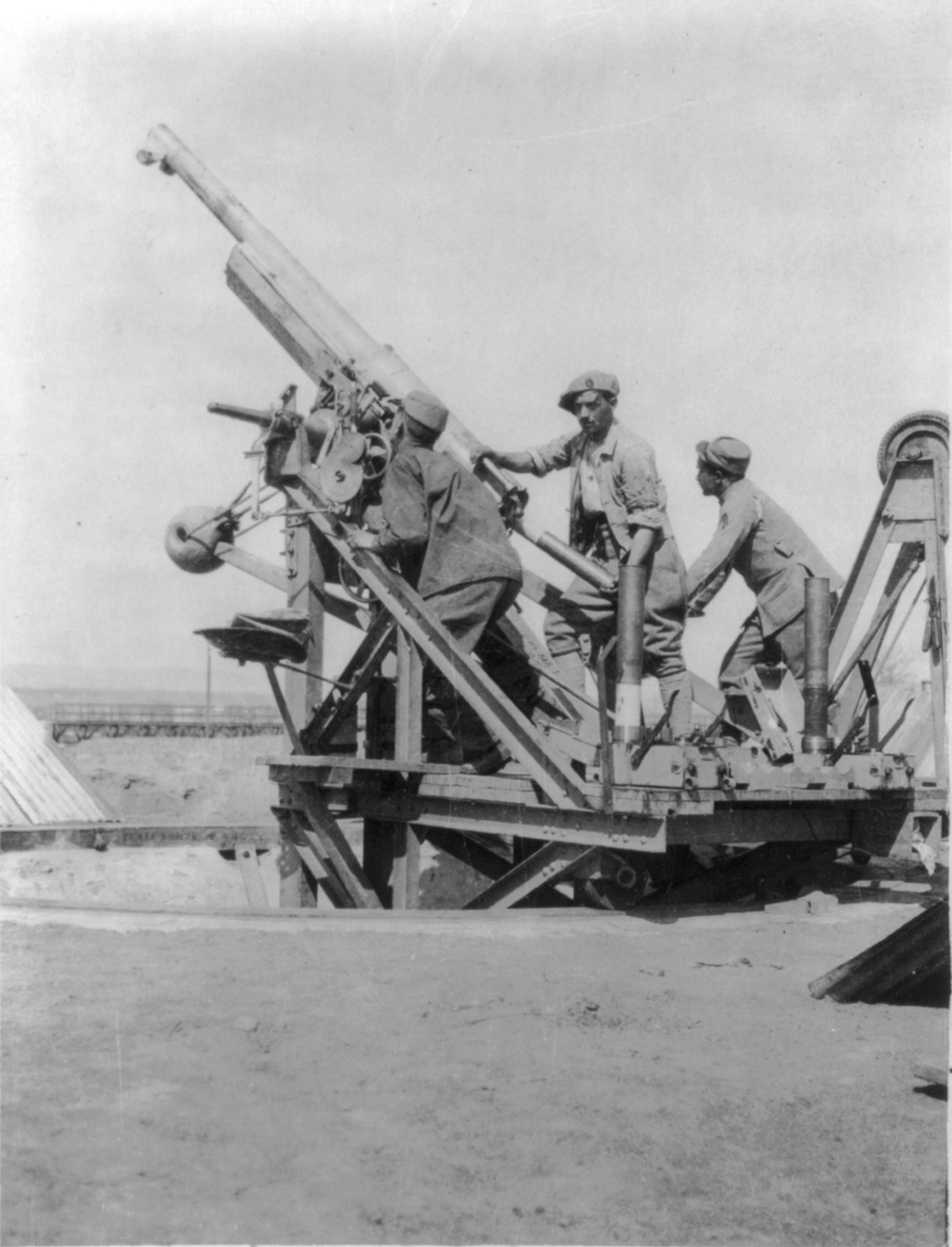
75-mm-Kanone als Flugabwehrgeschütz auf einer Plattform modèle 1915, im Einsatz bei Saloniki

Die Abwehr von Luftschiffen (Défense contre les aéronefs – DCA, bald umbenannt in „Défense contre avions“ – Fliegerabwehr) bestand aus 75-mm-Kanonen, montiert auf Lkws De Dion-Bouton modèle 1913. Die Geschütze hatten einen Höhenrichtbereich bis 85°. Dazu kamen die gleichen Geschütze auf fixen Plattformen „modèles 1915“ und „modèle 1917“ mit einem Höhenrichtbereich bis 75°. Verschossen wurde unter anderem eine spezielle Flugabwehrgranate „modèle 1917“. Die 75-mm-Geschütze gab es auch auf Anhängern und 105-mm-Geschütze auf Plattformen. Im Jahr 1918 verfügte die französische Armee über 760 Flugabwehrgeschütze vom Kaliber 75 mm und über 70 Geschütze vom Kaliber 105 mm. Es wurden 218 Abschüsse angegeben, auch wenn die Kanonen durch die zu geringe Mündungsgeschwindigkeit bei immer schneller werdenden Flugzeugen zunehmend erfolgloser wurden.
Diese Flugabwehrgeschütze waren auf eine Vielzahl von Positionen (bestehend aus einem Geschütz) und Abschnitten (zwei Geschütze) verteilt. Im September 1916 unterstanden sie alle dem 62. Artillerieregiment, mit Ausnahme der Geschütze des verschanzten Lagers von Paris, die dem 12. Artillerieregiment angehörten. Im September 1917 wurden drei Regimenter der Luftverteidigungsartillerie (RADCA) geschaffen, um sie (ohne taktische Funktion) neu zu gruppieren: das 63. für die Flugabwehr der Armeen, das 64. für die Flugabwehr um Paris und das 65. für das Pariser Hinterland. Im August 1918 wurde das 63. Regiment im Hinblick auf die Erhöhung der Effektivität verwendet, um drei neue Regimenter zu bilden, das 63. RADCA mit stationären 75-mm-Geschützen, das 66. RADCA mit mobilen 75-mm-Geschützen und das 166. RADCA mit 105-mm-Geschützen. Dazu kamen Maschinengewehrabteilungen, Scheinwerferabteilungen und Sperrballonabteilungen. Alle diese Regimenter wurden 1919 reorganisiert und aus der Artillerie ausgegliedert.

#### Überraschungsmoment
Die deutschen Offensiven der zweiten Hälfte des Jahres 1917 (Riga) im August und der Schlacht von Caporetto im Oktober sowie Anfang 1918 die Offensive des Unternehmens Michael im März, in der Vierten Flandernschlacht im April, in der Schlacht an der Aisne in Mai, in der Schlacht bei Montdidier im Juni und der Schlacht in der Champagne im Juli wurden durch Artillerievorbereitungen gekennzeichnet, die viel kürzer (nur einige Stunden), aber bedeutend intensiver (viele Schnellfeuergeschütze wurden eingesetzt) waren und sich durch einen sehr hohen Verbrauch von Gasgranaten auszeichneten. Ein weiteres Merkmal war das Abriegeln der angegriffenen Sektoren (um jede Unterstützung von benachbarten Sektoren zu verhindern) und das Vorgehen von Sturmtruppen hinter der Feuerwalze (die von Oberst Georg Bruchmüller taktisch entwickelt worden war, der die Artillerie der Armee von Oskar von Hutier kommandierte). Die Briten griffen auch im November 1917 in der Schlacht bei Cambrai überraschend an, indem sie die Hindenburg-Linie mit der Hilfe von Panzern überwanden. Von der französischen Seite wurden diese Praktiken nachgeahmt und dann in der Anweisung vom 19. November 1917 über Artilleriefeuer übernommen.
Jetzt wurde für einen Angriff die Aufstellung der Batterien in der Nacht durchgeführt, das Festlegen der Ziele erfolgte auf der Karte, auf das Einschießen und den Gebrauch des Telefons wurde komplett verzichtet, um den Überraschungseffekt aufrechtzuerhalten. Die Vorbereitung war nur kurz, bis zu einer Stunde Vorbereitungsfeuer, das in das rollende Sperrfeuer überging und theoretisch nur 200 m vor den Sturmwellen liegen sollte. Die gegnerische Artillerie sollte durch Gasbeschuss ausgeschaltet werden. Nach dem Durchbruch durch die erste Linie wurde ein Teil der Artillerie (einschließlich der Grabenmörser) nachgeführt, um den Angriff zu unterstützen. Durch den kurzen Artillerieeinsatz war das Gelände nicht so umgewühlt und dadurch besser passierbar geblieben.
Die verbesserte Mobilität der französischen Artillerie mit ihren Lastwagen und Traktoren ermöglichte es, die Kräfte schnell zu konzentrieren und das Überraschungsmoment auszunützen. An dieser Taktik scheiterten die deutschen Durchbrüche des Frühlings und des Sommers 1918. Diese strategische Mobilität war ein bestimmender Faktor in der schnellen Folge der drei Offensiven der alliierten Armeen im Sommer und Herbst 1918. Die deutsche Artillerie war seit 1917 durch den Mangel an Pferden in ihren Bewegungen eingeschränkt. Sie war im Wesentlichen bei strategischen Bewegungen von der Eisenbahn abhängig und daher viel weniger mobil als die französische Artillerie mit einer beachtlichen Flotte von etwa 80.000 Fahrzeugen im Jahr 1918.
| Fahrwerk                   | Objekt                                 | Durchschnittliche Marschgeschwindigkeit in der Kolonne | Durchschnittliche Etappe pro Tag |
| -------------------------- | -------------------------------------- | ------------------------------------------------------ | -------------------------------- |
| Holzräder mit Eisenbandage | schwere, bespannte Batterie            | 5 km/h                                                 | 20 bis 40 km                     |
| Holzräder mit Eisenbandage | leichte, bespannte Batterie            | 5 (im Schritt) bis 7 km/h                              | 20 bis 40 km                     |
| Holzräder mit Eisenbandage | Kavallerie-Batterie                    | 5 bis 8 km/h (wechselweise Schritt/Trab)               | 25 bis 50 km                     |
| Räder mit Gummibandage     | schwere Batterie im Raupenschlepperzug | 6 bis 10 km/h                                          | 50 bis 70 km                     |
| Räder mit Gummibandage     | leichte Batterie im Lkw-Zug            | 10 bis 15 km/h                                         | 70 bis 100 km                    |
| Eisenbahntransport         | schwere oder leichte Batterien         | 15 bis 20 km/h                                         | 150 bis 200 km                   |
| Luftbereifung              | schwere oder leichte Batterien         | 20 bis 25 km/h                                         | 200 bis 250 km                   |

#### Motorisierte Artillerie
Erfahrungsberichte aus den Offensiven von 1915, 1916 und 1917 zeigten, dass der Angriff der Infanterie auf die feindlichen Schützengräben in der zweiten und dritten Reihe aus Mangel an Artillerieunterstützung fehlschlug, da die Geschütze unfähig waren, auf Trichtergelände der Infanterie zu folgen. So wurde zunächst der Einsatz von Gebirgsbatterien auf Tragtieren, der Einsatz von Artillerie-Zugmaschinen und die Entwicklung der ersten Selbstfahrlafetten auf Rädern und dann auf Gleisketten in Betracht gezogen. Die letzteren, die „Artillerie der Ausnutzung“ genannt wurden und die Divisionsartillerie der 7. Division bilden sollten, wurden für den Einsatz in den Offensiven von 1919 vorgesehen.
Zunächst wurden Versuche mit den 75-mm- und 105-mm-Kanonen auf dem Fahrgestell des Renault FT unternommen, aber es wurden dann die schwereren Kaliber bevorzugt. Es wurden 130 Kettenfahrwerke für das Kaliber 155 mm (dazu 150 weitere, die von Kettenschleppern gezogen werden sollten), 50 vom Kaliber 194 mm, 20 vom Kaliber 220 Langrohr (Schneider et Cie), 75 vom Kaliber 220 mm Schnellfeuer (Saint-Chamond) und 25 Mörser vom Kaliber 280 mm Schnellfeuer (Schneider et Cie) bestellt. Lediglich eine Selbstfahrlafette für das Kaliber 194 mm und eine für den Mörser 280 mm wurden gefertigt. Alle Bestellungen wurden am 12. November 1918 zunächst gekürzt und dann bis auf wenige Exemplare storniert.
| Typ                                                  | Gewicht   | Kadenz         | Maximale Schussweite | Geschossgewicht                |
| ---------------------------------------------------- | --------- | -------------- | -------------------- | ------------------------------ |
| Canon de 194 mm GPF auf Kettenlaufwerk Saint-Chamond | 28.000 kg | 2 Schuss/min   | 18 km                | Sprenggranate: 80,8 oder 83 kg |
| Mörser 280 mm auf Kettenlaufwerk Saint-Chamond       | 28.000 kg | 2,5 Schuss/min | 10,9 km              | Sprenggranate: 202 bis 275 kg  |

### Bestand bei Kriegsende
Am 11. November 1918 bestand die französische Artillerie aus 105 Feldartillerieregimentern (RAC) und 84 schweren Artillerieregimentern (RAL). Damit standen 4968 Feldgeschütze 75 mm, 5128 schwere Geschütze und 112 Gebirgsgeschütze im Fronteinsatz.
Die Divisionsartillerie (AD) bestand aus den 105 Feldartillerieregimentern (RAC) mit den Nummern 1 bis 62 und 200 bis 280, jedes zu drei Gruppen zu je drei Batterien mit Feldgeschützen 75 mm und 105 mm, und aus den Divisionsgruppen mit Haubitzen „155 mm court“. Diese waren den „Régiments d’artillerie lourde hippomobile“ (RALH) mit den Nummern 101 bis 145 zugewiesen. Die schwere Artillerie der Armeekorps (ALCA) bildeten 32 Gruppen mit 105-mm-Langrohrgeschützen (oder auch „120 mm L de Bange“) und eine Gruppe mit „155 mm long“ (RALH Nr. 101 bis 145, das 141., 142. und 143. waren Kolonialregimenter).
Die Generalreserve enthielt die Masse der beweglichen Artillerie:
- 10 schwere Artillerieregimenter mit Langrohrkanonen im Raupenschlepperzug (Regimenter 81 bis 90)
- 10 Regimenter mit Haubitzen im Raupenschlepperzug (Regimenter 281 bis 290)
- 5 Regimenter schwere Artillerie mit 105-mm-Kanonen im Pferdezug (Regimenter 451 bis 456)
- 5 Regimenter schwere Artillerie mit 155-mm-Kanonen im Pferdezug (Regimenter 407 bis 421)
- 17 Regimenter schwere Artillerie mit 155-mm-Kanonen C im Pferdezug (Regimenter 301 bis 345 – davon das 343. als Kolonialregiment)
- 8 Regimenter Hochleistungsartillerie (Regimenter 71 bis 78 – Nr. 72 in der Aufstellung)
- 5 Regimenter Grabenartillerie (Regimenter 175 bis 179)
- 3 Regimenter Gebirgsartillerie (Regimenter 1 und 2, dazu das 13. Kolonial-Gebirgsregiment)
- 10 Kolonial-Feldartillerieregimenter (Regimenter 1, 2, 3, 21, 22, 23, 41, 42 und 43 und das marokkanische Kolonial-Artillerieregiment)
- 13 Fußartillerieregimenter (Regimenter 151 bis 161, dazu das 182 und 183 Kolonial-Fußartillerieregiment)
- 2 Regimenter auf 60-cm-Schmalspur-Feldeisenbahn „Système Péchot“ (das 68. Regiment in der Aufstellung, das 69. Regiment im Einsatz)
- 1 Fernaufklärungsregiment (Regiment 163)
- 10 afrikanische selbstständige Gruppen (Nr. 1 bis 10)
- 8 Regimenter Angriffsartillerie[note 9] (Regimenter 501 bis 508)
- 6 Regimenter Flugabwehr (Regimenter 63 bis 66 und 167 – das Regiment Nr. 67 war ein Scheinwerferregiment)
- 20 Staffeln Artillerieflieger
- 21 Escadrons Versorgung und Automobildienst
- 20 Péniche-Geschützbesatzungen wurden im November 1917 an die Marine zurückgegeben (vier wurden im November 1918 zur Stellung der Rheinflotille jedoch wieder aufgestellt).

Die deutsche Artillerie verfügte auf ihrem Höhepunkt über 243 Divisions-Feldartillerieregimenter zu je neun Batterien zu je vier Geschützen mit insgesamt 8748 Feldgeschützen. Dazu ein gemischtes Bataillon zu zwei Haubitzbatterien 15 cm und eine 10,5-cm-Kanonenbatterie – zusammen noch einmal 270 Geschütze. Die 30 Einheiten der Korpsartillerie bestanden aus zwei gemischten Bataillonen mit 21-cm-Mörsern und einem Bataillon mit 15-cm-Kanonen, insgesamt 480 Geschütze. Die Reserveartillerieregimenter verfügten über 3200 Feldgeschütze, 4480 schwere Geschütze und 200 Eisenbahngeschütze.
Von den Deutschen wurden insgesamt mehrere hundert französische Geschütze erbeutet. Im Jahre 1914 fielen 447 75-mm-Geschütze in deutsche Hände – allein 36 des 2. Kolonial-Artillerieregiments während der Schlacht bei Rossignol am 22. August, 26 im Jahre 1915, 14 im Jahre 1916, 0 im Jahre 1917 und 383 im Jahre 1918 (während der deutschen Offensiven). Hier wurden auch am 27. Mai einige schwere Kanonen erbeutet, die nicht mehr rechtzeitig in Sicherheit gebracht werden konnten:
- 2 Kanonen 16 cm
- 6 Kanonen 19 cm
- 14 Kanonen 240 mm
- 3 Kanonen 274 mm
- 1 Kanone 305 mm
- 4 Kanonen 340 mm

Weiterhin erbeuteten sie 460 Festungsgeschütze im Festen Platz Maubeuge.
Nach dem Waffenstillstand mussten die Deutschen den Alliierten 5000 Kanonen überlassen, 2500 schwere und 2500 Feldgeschütze – alle in einsatzbereitem Zustand.

### Nach dem Waffenstillstand

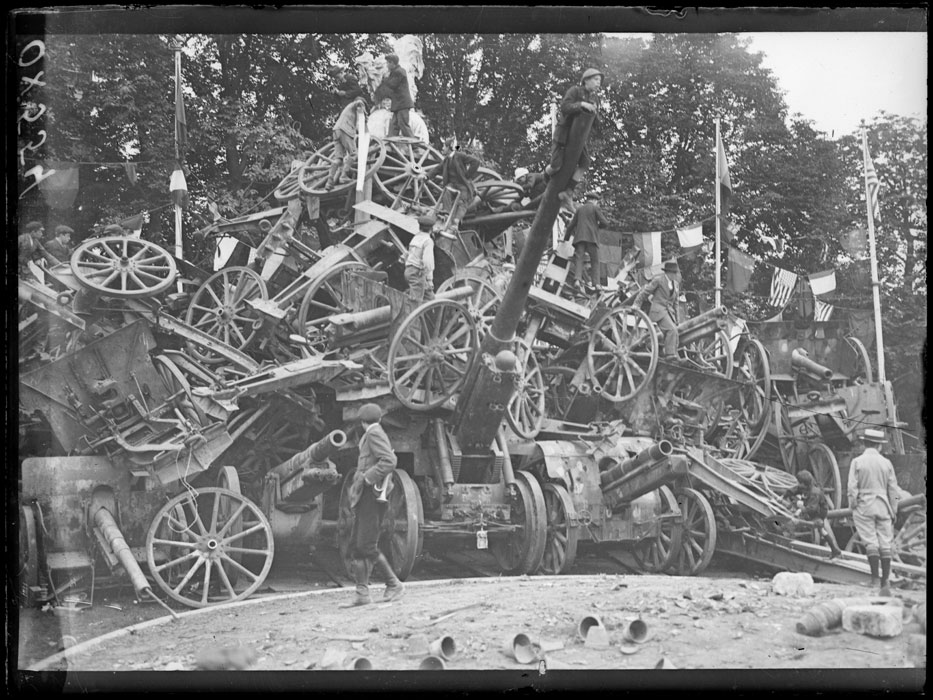
Siegestrophäe aus deutschen Geschützen am „Rond Point des Champs-Élysées Marcel Dassault“ in Paris anlässlich der Siegesparade am 14. Juli 1919. Gemäß dem Waffenstillstandsvertrag mussten die Deutschen einen Teil ihrer Artillerie ausliefern.

Der Krieg endete offiziell nach der Unterzeichnung der verschiedenen Friedensverträge 1919–1920, die Artillerie passte sich dann der neuen Situation zunächst durch die Auflösung fast aller Einheiten der Grabenartillerie an. Durch die Demobilisation reduzierte sich die Zahl der Geschütze, was zur allmählichen Auflösung mehrerer Feldartillerie- und schwerer Artillerieregimenter sowie zur Zusammenfassung der schweren Eisenbahnartillerie (ALVF) auf ein einziges Regiment führte. Überzählige Ausrüstung wurde in Lagerhäusern oder sogar vorübergehend im Freien gelagert.
Als Lehre aus dem Konflikt wurde eine militärische Doktrin erstellt, in der die Erfahrungen als neue Regelungen aufgeführt wurden. Die „Instruction provisoire sur le service de l’artillerie en campagne“ (Provisorische Instruktion für den Dienst der Feldartillerie) vom 15. Juni 1919 führte aus:

„Feuerkraft ist der vorherrschende Erfolgsfaktor in der modernen Schlacht. Der Angriff einer Position, die von einem Feind gehalten wird, der bis zum letzten Moment gut dirigiertes Feuer auf dem Angriffsgelände hat, ist zum Scheitern verurteilt.“

 Taktisch konnte die Artillerievorbereitung kurz sein, der „sich bewegende Feuervorhang“ (Feuerwalze) und die Konzentration des Feuers auf einen Widerstandskern wurden betont. Operativ wurde die Betonung auf die Vorhaltung einer allgemeinen Artillerie-Reserve sowie auf die Beweglichkeit des Materials gelegt, strategisch jedoch auf die Beweglichkeit durch den Eisenbahn- und besonders den Straßentransport. Die Wirksamkeit wurde durch eine umfangreiche Ausstattung und unterschiedliche Kaliber, durch schnelles Feuern und große Reichweiten erhöht. Die Grabenartillerie musste in der Lage sein, bis zu 2,5 km weit zu schießen, die leichte Artillerie bis zu 10 km, die schwere kurzrohrige 10 bis 15 km, die schwere langrohrige 15 bis 20 km und die überschwere Artillerie über 20 km.
Von der Ausstattung blieben der französischen Armee beachtliche Waffen- und Munitionsbestände (einschließlich zehn Millionen 75-mm-Granaten) übrig, während der neue Etat die Ausgaben drastisch reduzierte. Bis auf wenige Experimente in den 1920er Jahren (beispielsweise die 145-mm-GPF-Hochleistungskanone Filloux, die schließlich aufgegeben wurde) kamen erst 1936 neue Modelle in die Verwendung (so die Kanone 105 mm modèle 1936, die 25-mm-Fliegerabwehrkanone 1938, die 75 mm TAZ 1939, die 25 mm AA leichte Fliegerabwehrkanone, die Panzerabwehrkanonen Canon de 47 mm AC modèle 1934 und Canon antichar de 47 mm modèle 1937). Als Zugfahrzeug diente im Allgemeinen ein allradgetriebener Lastkraftwagen oder ein Halbkettenfahrzeug Citroën C 4 Kégresse. Die Programme für Selbstfahrlafetten wurden ebenfalls neu aufgelegt, und die Bestellungen wurden als dringend an die Forges et Chantiers de la Méditerranée und an die „Ateliers de construction de Rueil“ gegeben. Die Lieferungen waren für Oktober 1940 geplant.
Schließlich musste die Räumung und Freigabe des alten Schlachtfeldes abgeschlossen sein. Mit der ersten Rückeroberung der besetzten Gebiete des Nordostens begann das Aufräumen des Bodens, der mit Blindgängern, Metallteilen, Chemikalien, Ausrüstungsgegenständen und Knochen übersät war. Die französische Armee hatte ungefähr 300 Millionen Artilleriegeschosse abgefeuert, die Deutschen und die Briten zusammen etwa 700 Millionen. Insgesamt waren etwa 200 Millionen Granaten nicht explodiert. Dies betraf hauptsächlich den relativ schmalen Streifen, in dem sich der Stellungskrieg abgespielt hatte und der in Frankreich den Namen „Rote Zone“ erhielt. Nach einer Munitionsräumung (oftmals durch deutsche Kriegsgefangene) und dem Wiederaufbau der Infrastruktur wurde dieses Gebiet seit dem Beginn der Zwischenkriegszeit weitgehend neu kultiviert. Große Gebiete gingen in Staatsbesitz über und unterstehen als Erinnerungsstätten der staatlichen Forstaufsicht (besonders um Verdun) oder wurden in Truppenübungsplätze umgewandelt (so das Camp Suippes). Die Munitionsräumung wurde hier nur oberflächlich durchgeführt. Ein Jahrhundert nach den Kämpfen sind die Böden immer noch durch große Mengen Schwermetalle verseucht, einschließlich Blei aus den Schrapnellkugeln und Quecksilber, während das gewöhnliche Leitungswasser in diesen Gegenden immer noch zu viel Perchlorate enthält.

## Abkürzungen
- AFGG – Armées françaises dans la Grande Guerre (Standardwerk über die französischen Armeen im Ersten Weltkrieg)
- ALCA – Artillerie lourde des corps d’armées (schwere Artillerie der Armeekorps)
- JMO – Journal des marches et des opérations (Kriegstagebücher)
- AD – Artilleries divisionnaires (Divisionsartillerie)
- ALCA – Artilleries lourdes de corps d’armée (Schwere Artillerie des Armeekorps)
- ALVF – Artillerie lourde sur voie ferrée (schweres Eisenbahngeschütz)
- CTR – court à tir rapide (kurzes Rohr, Schnellfeuer)
- DCA – Défense contre les aéronefs / bzw. Défense contre les avions (Luftschiffabwehr/Fliegerabwehr)
- GQG – Grand Quartier général (Oberkommando)
- RADCA – Régiments d’artillerie de défense contre aéronefs (Luftschiffabwehrregimenter)
- RA – Régiments d’artillerie (Artillerieregimenter)
- RAC – Régiments d’artillerie de campagne (Feldartillerieregimenter)
- RAL – Régiments d’artillerie lourde (schwere Artillerieregimenter)
- RALGP – Régiments d’artillerie lourde à grande puissance (schwere Artillerie großer Wirkung bzw. Hochleistungsartillerie)
- RALH – Régiments d’artillerie lourde hippomobile (schwere, bespannte Artillerie)
- RALT – Régiments d’artillerie lourde à tracteurs (schwere, motorgezogene Artillerie)
- RAP – Régiments d’artillerie à pied (Fußartillerieregimenter)
- RGA – Réserve générale d’artillerie (Artillerie-Generalreserve)
- TAZ – Tous azimuts (Rundum-Feuerbereich)
- TR – Tir rapide (Schnellfeuer)

### Den Konflikt betreffende Quellen
- Colonel Pierre Alvin, commandant Félix André: Les Canons de la Victoire. In:  Manuel d’artillerie lourde. 5., durchgesehene und stark erweiterte Auflage. Henri Charles-Lavauzelle, Paris 1923, Neuauflage 1930.
- Capitaine Aublet: L’artillerie française de 1914 à 1918 (französische Militärzeitschrift). Nr. 33, Juli–September 1929, S. 356–357.
- Général Louis Baquet: Souvenirs d’un Directeur de l’Artillerie. Henri Charles-Lavauzelle, Paris 1921 (Digitalisat auf Gallica).
- Commandant Jules Challéat: Artillerie de campagne. La manœuvre appliquée. Henri Charles-Lavauzelle, Paris 1915 (Digitalisat).
- Général Jules Challéat: L’artillerie de terre en France pendant un siècle. Histoire technique (1816–1919). Band 2 (1880–1910). Henri Charles-Lavauzelle, Paris 1935 (Digitalisat).
- Général Gascouin: L’Évolution de l’Artillerie pendant la guerre. Ernest Flammarion, Paris 1920.
- Général Frédéric-Georges Herr: La Guerre des Balkans. Quelques enseignements sur l’emploi de l’artillerie. Berger-Levrault, Paris 1913. In: Revue de l’artillerie, Februar 1913.
- Général Frédéric-Georges Herr: L’Artillerie, ce qu’elle a été, ce qu’elle est, ce qu’elle doit être.  Berger-Levrault, Paris 1924.
- Bulletin de renseignement de l’artillerie. Nr. 3. Hrsg.: Grand Quartier Général (Inspection Générale de l’Artillerie). Imprimerie nationale, Paris Dezember 1917 (Digitalisat).
- Bulletin de renseignement de l’artillerie. Nr. 6. Hrsg.: Grand Quartier Général (Inspection Générale de l’Artillerie). Imprimerie nationale, Paris März 1918 (Digitalisat).
- Bulletin de renseignement de l’artillerie. Nr. 7. Hrsg.: Grand Quartier Général (Inspection Générale de l’Artillerie). Imprimerie nationale,  Paris April–Mai 1918 (Digitalisat).
- Général Louis Lepelletier: Rapport de la sous-commission d’informations sur les enseignements à retirer de la guerre en matière de munitions d’artillerie. Hrsg.: Commission centrale d’Artillerie de l’État-major de l’Armée. 1919.
- Capitaine Leroy: Historique et Organisation de l’Artillerie. L’artillerie française depuis le 2 Août 1914. École militaire de l’Artillerie, 1922 (Digitalisat).
- Chef d’Escadron Jean Lucas: La D.C.A. (Défense contre Aéronefs). De ses origines au 11 Novembre 1918. Éditions Baudinière, Paris 1934 (Digitalisat).
- Colonel Maître: Évolution des idées concernant l’emploi de l’artillerie pendant la guerre. Centre d’études tactiques d’artillerie, Paris 1920 (Digitalisat).
- Règlement provisoire de manœuvre de l’artillerie de campagne (vom Kriegsministerium am 8. September 1910 verabschiedet, umgesetzt am 1. Oktober 1913). Hrsg.: Ministère de la Guerre. Mark Imhaus & René Chapelot, Paris 1913 (Digitalisat).
- Instruction sur le tir d’artillerie. 1. Faszikel. Hrsg.: Ministère de la Guerre. Imprimerie nationale, Paris 1917 (Digitalisat).
- Colonel Louis Maurin: Artillerie lourde sur voie ferrée. Centre d’études tactique d’artillerie, 1932.
- Lieutenant-colonel Émile Rimailho: Artillerie de campagne. Gauthier-Villars, Paris 1924.
- André Tudesq, Louis Comte: Le Canon merveilleux – les mémoires d’un “ 75 „. Éditions et librairie, Paris 1914.
- Les canons de la victoire 1914–1918 (= Les matériels de l’armée française. Nr. 3, 4 und 5). Histoire et Collections, Paris 2008–2010.
  - Band 1: Pierre Touzin, François Vauvillier:  L’artillerie de campagne. 2006, ISBN 978-2-35250-022-3 (Neuauflage 2009, ISBN 978-2-35250-106-0), 65 S.
  - Band 2: Guy François: L’artillerie lourde à grande puissance. 2008, ISBN 978-2-35250-085-8 (Neuauflage 2015, ISBN 978-2-35250-408-5), 66 S.
  - Band 3: Guy François: L’artillerie de côte et l’artillerie de tranchée. 2010, ISBN 978-2-35250-161-9, 67 S.
- Patrick Renoult: Les munitions de l’artillerie française de la Grande Guerre. In: Gilles Aubagnac, Johanne Berlemont, Marjolaine Boutet, Didier Coste: Un milliard d’obus, des millions d’hommes. L’artillerie en 14/18. Musée de la Grande Guerre du Pays de Meaux, Liénart/Meaux 2016, ISBN 978-2-35906-175-8.

### StandardwerkLes armées françaises dans la Grande Guerre
Hrsg.: Service historique de l’état-major des armées (Service historique de la Défense). Imprimerie nationale, Paris 1922–1939 (11 Bände mit 21 Teilbänden und Anhängen):
- Band 1: La guerre de mouvement (avant le 14 novembre 1914). 1922–1939.
  - Teil 1: Les préliminaires. La bataille des frontières. Opérations antérieures au 24 août 1914. 1922 (Digitalisat), Neuauflage 1936 (Digitalisat), Anhänge (Digitalisat), Karten 1 und 2.
  - Teil 2: La manœuvre en retraite (24 août–5 septembre 1914). Les préliminaires de la bataille de la Marne. 1925 (Digitalisat), Anhang 1 (Digitalisat) und 2 (Digitalisat), Karten 1 und 2.
  - Teil 3: La bataille de la Marne (6–14 septembre 1914). 1931 (Digitalisat), Neuauflage 1932 (Digitalisat), Anhänge 1 (Digitalisat), 2 (Digitalisat), 3 (Digitalisat) und 4 (Digitalisat), Karten 1 und 2.
  - Teil 4: La bataille de l’Aisne. La course à la mer (14 septembre–13 novembre 1914). La bataille des Flandres. Les opérations sur le front stabilisé (14 septembre–14 novembre 1914). 1933 (Digitalisat), Anhänge 1 (Digitalisat), 2 (Digitalisat), 3 (Digitalisat) und 4 (Digitalisat), Karten 1 und 2.
- Band 2: La stabilisation du front – Les attaques locales (14 novembre 1914–1er mai 1915). 1931  (Digitalisat), Anhänge 1 (Digitalisat) und 2 (Digitalisat), Karten 1.
- Band 3: Les offensives de 1915. L’hiver 1915–1916. 1923–1926, 1923 (Digitalisat), Anhänge 1 (Digitalisat), 2 (Digitalisat), 3 (Digitalisat) und 4 (Digitalisat), Karten 1.
- Band 4: Verdun et la Somme. 1926–1936. 
  - Teil 1: Les projets offensifs pour 1916 et la bataille de Verdun (21 février 1916–1er mai 1916). 1926 (Digitalisat), Anhänge 1 (Digitalisat), 2 (Digitalisat) und 3 (Digitalisat), Karten 1.
  - Teil 2: Verdun (1er mai–3 septembre 1916). Préparation de la bataille de la Somme. Bataille de la Somme (1er juillet–3 septembre 1916). 1925 (Digitalisat), Anhänge 1 (Digitalisat), 2 (Digitalisat) und 3 (Digitalisat), Karten 1.
  - Teil 3: Fin de la bataille de la Somme et première bataille offensive de Verdun (3 septembre–31 décembre 1916). 1935 (Digitalisat), Anhänge 1.1 (Digitalisat), 1.2 (Digitalisat), 2.1 (Digitalisat) und 2.2 (Digitalisat), Karten 1.
- Band 5: L’offensive d’avril 1917. Les opérations à objectifs limités. 1931–1937.
  - Teil 1: L’offensive d’avril (1er novembre 1916–15 mai 1917). 1931 (Digitalisat), Anhänge 1 (Digitalisat), 2 (Digitalisat), 3 (Digitalisat) und 4 (Digitalisat), Karten 1.
  - Teil 2: Les offensives à objectifs limités (15 mai–1er novembre 1917). 1936 (Digitalisat), Anhänge 1 (Digitalisat) und 2 (Digitalisat), Karten 1.
- Band 6: L’hiver 1917–1918 – l’offensive allemande (1er novembre 1917–3 avril 1918). 1931–1935. 
  - Teil 1: La préparation de la campagne de 1918. L’offensive allemande de l’Oise à la mer du Nord (1er novembre 1917–30 avril 1918). 1931 (Digitalisat), Anhänge 1 (Digitalisat), 2 (Digitalisat) und 3 (Digitalisat), Karten 1.
  - Teil 2: L’offensive allemande contre l’armée française (30 avril–17 juillet 1918). 1934 (Digitalisat), Anhänge 1 (Digitalisat), 2 (Digitalisat) und 3 (Digitalisat), Karten 1.
- Band 7: La campagne offensive de 1918 et la marche au Rhin (18 juillet 1918–28 juin 1919). 1923–1938.
  - Teil 1: Les offensives de dégagement et la préparation des offensives générales (18 juillet–25 septembre 1918). 1923 (Digitalisat), Anhänge 1 (Digitalisat) und 2 (Digitalisat), Karten 1.
  - Teil 2: Les offensives générales et la marche au Rhin (26 septembre 1918–28 juin 1919). 1938 (Digitalisat), Anhänge 1 (Digitalisat) und 2, Karten 1.
- Band 8: La campagne d’Orient. 1923–1934.
  - Teil 1: La campagne d’Orient, jusqu’à l’intervention de la Roumanie (février 1915–août 1916). 1923 (Digitalisat), Anhänge 1 (Digitalisat), 2 (Digitalisat) und 3 (Digitalisat), Karten 1.
  - Teil 2: La campagne d’Orient, de l’intervention de la Roumanie aux préparatifs d’offensive de 1918 (août 1916–avril 1918). 1933–1934, 1933 (Digitalisat), Annexes 1 (Digitalisat), 2 (Digitalisat), 3 (Digitalisat) und 4 (Digitalisat), Karten 1.
  - Teil 3: La campagne d’Orient, du printemps de 1918 à la fin de la même année (avril 1918–décembre 1918). 1934 (Digitalisat), Anhänge 1 (Digitalisat), 2 (Digitalisat) und 3 (Digitalisat), Karten 1.
- Band 9: Les fronts secondaires. 1930–1939.
  - Teil 1: Égypte. Palestine. Syrie. Hedjaz. La propagande allemande au Maroc. 1936 (Digitalisat), Anhänge 1 (Digitalisat), Karten 1.
  - Teil 2: Les campagnes coloniales: Togo, Cameroun, A.O.F., A.E.F. 1929 (Digitalisat), Anhänge 1 (Digitalisat), 2 (Digitalisat), 3 (Digitalisat) und 4 (Digitalisat), Karten 1.
  - Teil 3: Les opérations au Maroc. 1939 (Digitalisat).
- Band 10: Ordre de bataille. 1923–1924.
  - Teil 1: Ordre de bataille des grandes unités. 1923 (Digitalisat).
  - Teil 2: Ordre de bataille des D.I. et D.C. 1924 (Digitalisat).
- Band 11: La direction de l’arrière. 1927, Karten 1.